# Histoire de l'Empire byzantin
Vous lisez un « article de qualité » labellisé en 2011.

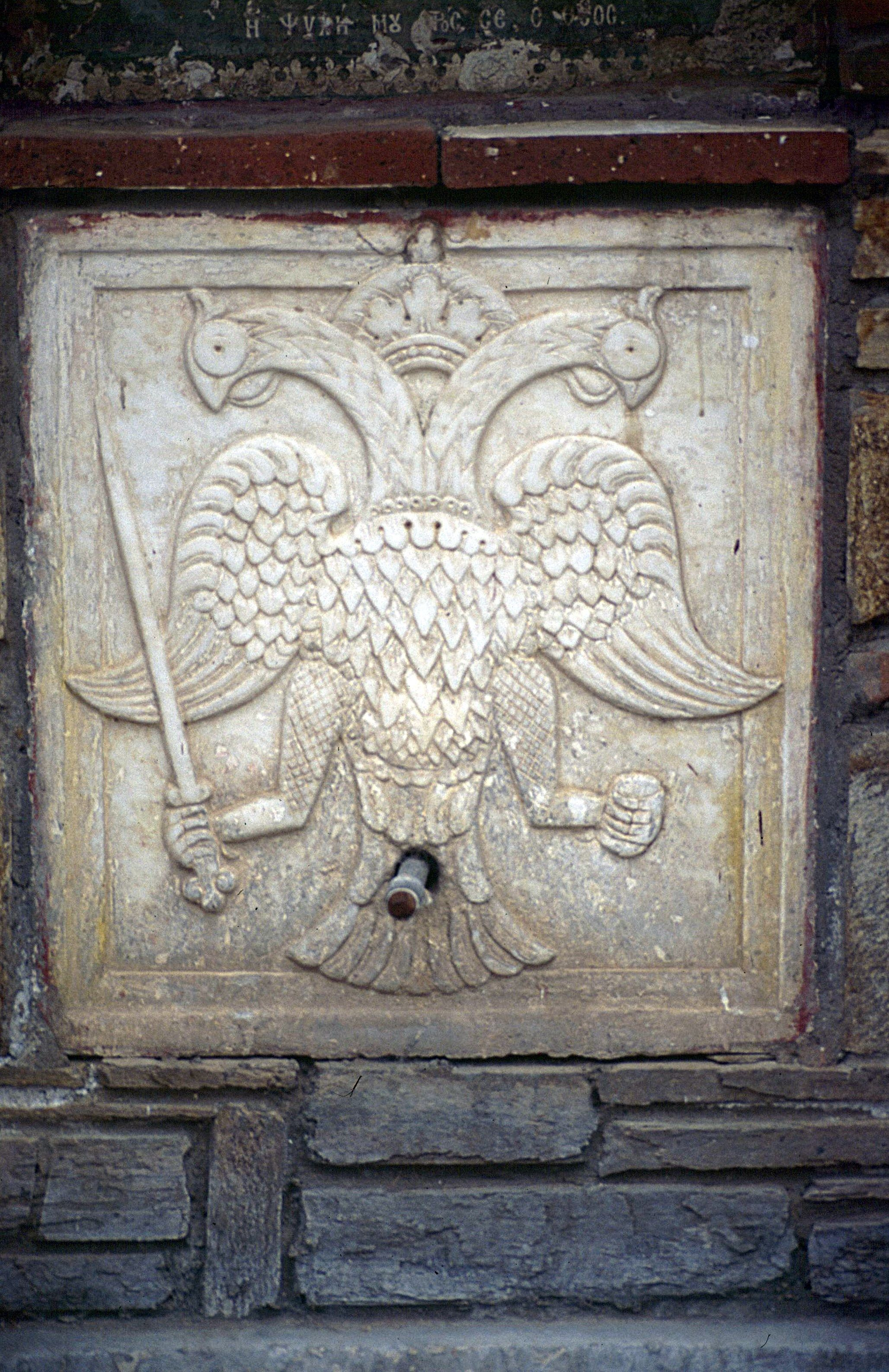
Aigle bicéphale byzantine préservée au mont Athos.

L’histoire de l’Empire byzantin s’étend du IVe siècle à 1453. Héritier de l’Empire romain, l’Empire romain d’Orient puise ses origines dans la fondation même de Rome : il est nommé « Empire byzantin » seulement en 1557 par Jérôme Wolf.
Et, à partir de 1857, l’appellation « byzantin » se diffuse largement, par l’historien George Finlay.
Auparavant, les appellations courantes pour l’Empire romain d’Orient et ses états-successeurs sont, en Occident, « Romanie » ou « Bas-Empire », et en Orient Rûm-eli ou « Roumélie » (pays des Romains). 
Ces noms proviennent de l’auto-désignation Ῥωμανία - Romania de l’Empire romain d’Orient et ont aussi donné « Romées » et « Roumis ». Par métonymie, « Romanie » a désigné les territoires pris à l’Empire romain d’Orient par les croisés du XIIIe siècle, comme l’Empire latin de Constantinople, le royaume de Thessalonique ou la principauté d'Achaïe (voir les Assises de Romanie). Le caractère prédominant de l’histoire byzantine est l’exceptionnelle longévité de cet empire, pourtant confronté à d’innombrables défis tout au long de son existence, comme en témoigne le grand nombre de sièges subis par sa capitale, Constantinople. 
La création de Constantinople par Constantin en 330 peut constituer un premier point de départ à l’histoire de l’Empire byzantin, tandis que la division définitive de l’Empire romain en 395 constitue le second point de départ. L’emplacement de Constantinople au carrefour entre l’Orient et l’Occident et aux extrémités occidentales des routes de la soie, de l’encens, des épices, des gemmes et de l’ivoire a largement contribué à la grande prospérité de l’Empire byzantin. 
Son prestige politique, militaire et culturel en a fait un empire respecté, modèle des États dits « grecs » et de l'Italie byzantine, mais aussi très convoité et pour finir, dénigré après la séparation des Églises d'Orient et d'Occident.

Animation de l'évolution territoriale de l'Empire byzantin durant son histoire.

Le grand nombre de sources historiques byzantines permet d’avoir un aperçu assez complet et détaillé de l’histoire byzantine, bien que l’impartialité des historiens soit variable, qu’ils fussent proches du pouvoir impérial, ou qu’ils lui fussent hostiles.
Héritier de la Rome antique, l’Empire byzantin développe rapidement des caractéristiques propres. Georg Ostrogorsky décrit l’Empire byzantin comme « la synthèse de la culture hellénistique et de la religion chrétienne avec la forme romaine de l’État ». Cette évolution progressive d’un Empire romain vers un empire plus spécifique s'est faite au cours du VIIe siècle après que l’empire eut, avec des fortunes diverses, essayé de restaurer l’universalité de l’Empire romain, à l’image de l’œuvre de Justinien Ier.
Les conquêtes arabes de la Syrie, de l’Égypte et de l’Afrique du Nord associées aux pénétrations slaves et bulgares dans les Balkans, et lombardes en Italie contraignirent l’Empire byzantin à se refonder sur de nouvelles bases. L’historiographie moderne retient parfois cette transition comme le passage de la forme « protobyzantine » (ou « paléobyzantine ») à une forme « mésobyzantine ». Cette dernière se prolonge jusqu’en 1204 et fut caractérisée dans un premier temps par la période iconoclaste qui voit s’affronter partisans et adversaires des images religieuses jusqu’au milieu du IXe siècle. Ce conflit interne a empêché l’empire de mener une politique extérieure offensive, mais les empereurs sont tout de même parvenus à défendre Constantinople contre les périls extérieurs, notamment arabes.
Le succès des iconodoules et l’établissement de la dynastie macédonienne en 867 ont fait entrer l’Empire byzantin dans une nouvelle période glorieuse, tant sur le plan culturel que territorial. Cette œuvre est parvenue à son apogée lorsque Basile IIa reconquis les Balkans en vainquant les Bulgares et a laissé l’empire plus étendu qu’il n’était au temps d’Héraclius. 
Toutefois, après la mort de Basile II en 1025, les conflits entre les noblesses civiles et militaires couplés à l’apparition de nouvelles menaces externes conduisirent l’empire au bord de la ruine. La défaite de Mantzikert contre les Seldjoukides en 1071 eut pour conséquence la perte de l’intérieur de l’Anatolie et l’arrivée au pouvoir des Comnène en 1081. 
Ces derniers réussirent à rétablir la puissance byzantine sans pour autant récupérer l’ensemble des territoires perdus, tandis que l’hostilité entre « Grecs » et « Latins » s’accrut progressivement au fil des Croisades. Ces tensions aboutirent à la prise de Constantinople par la quatrième croisade en 1204 et à la division de l’empire entre territoires « latins » et « grecs ».
Si l’empire de Nicée parvint à reprendre Constantinople en 1261 et à rétablir l’Empire byzantin, les Paléologues ne purent faire face aux nombreux défis qu’ils rencontrèrent. Ruiné économiquement par les républiques italiennes de Venise et Gênes, affaibli intérieurement par une aristocratie toute puissante mais incapable de faire face à la pression ottomane, l’Empire byzantin finit par tomber en 1453 après un siècle et demi d’une lente agonie. Toutefois, ce déclin fut marqué par un profond renouveau culturel qui permit à l’influence byzantine de rayonner partout en Europe alors même que son territoire s’amenuisait irrémédiablement.

## Émergence d’un empire

L'Empire romain à son apogée sous Trajan.

Rome fut d'abord gouvernée par des rois étrusques qui dominèrent l'Italie centrale avant l'instauration de la République romaine en 509 av. J.-C.. À cette période de domination étrusque succéda une époque pendant laquelle une douzaine de communautés urbaines du Latium vécurent de nombreuses années sur un pied d'égalité. Après une guerre indécise entre Rome et la Ligue latine (une coalition de ces communautés urbaines), cette égalité fut reconnue par le traité conclu entre Rome et ses voisins aux environs de 493 av. J.-C. Ce traité conférait toutefois implicitement un statut privilégié à Rome dont le port, Ostie, commença à jouer le rôle de base navale et commerciale au IIIe, puis au IIe siècle av. J.-C. L'expansion de l'influence romaine à l'Italie centrale et méridionale allait bientôt créer des heurts avec les colonies grecques établies dans le sud de l'Italie et avec Carthage, déjà installée en Sicile. L'annexion de la Sicile au début du IIe et l'obligation faite à celle-ci d'envoyer des céréales à Rome devait marquer la naissance d'une politique colonisatrice permettant à l'Empire romain de profiter de la richesse de ses conquêtes. Ce fut en même temps le début des guerres avec Carthage qui devaient se terminer par l'établissement de Rome en Afrique (victoire de Zama en 202 av. J.-C.) et la destruction de Carthage en 146 av. J.-C.
La deuxième guerre punique terminée, Rome déclara la guerre à la Macédoine, alliée de Carthage. C'est ainsi que Titus Flamininus devint le premier général à mener des armées romaines en Grèce et à y créer une sorte de protectorat (196 av. J.-C.). Au nord de l'Italie, la pax romana s'étendit bientôt au sud de la Gaule constituée en province en 121 av. J.-C., puis à la région du Pont en Asie mineure où le général Pompée vainquit le roi Mithridate VI (123 av. J.-C. / 63 av. J.-C.), qui avait tenté d'envahir la Grèce et la Macédoine. De là, Pompée annexa ce qui restait de l'Empire séleucide en Syrie ainsi que la côte est de la Méditerranée. Si Jules César s'intéressa à la Méditerranée après avoir vaincu les Gaulois, ce fut essentiellement en raison des difficultés qui l'opposèrent à Pompée et à la nécessité d'assurer le ravitaillement en blé de Rome. Son successeur, Octave, mieux connu sous le nom de César Auguste, compléta l'œuvre de son père adoptif et transforma la Méditerranée en un véritable « lac romain ». Ses armées conquirent, à l'ouest la péninsule Ibérique, au nord la Suisse, la Bavière, l'Autriche et la Slovénie d'aujourd'hui, à l'est l'Albanie, la Croatie, la Hongrie et la Serbie, et étendirent au sud les frontières de la province d'Afrique. En 25 av. J.-C., l'Anatolie fut transformée en province romaine, alors qu'à la mort du roi Hérode le Grand en l'an 4 av. J.-C., la Judée fut annexée à la province de Syrie. Par la suite, Trajan, le premier empereur à ne pas être né en Italie, étendit ces frontières au-delà de la Méditerranée, vers l'Europe de l'Est et la Mésopotamie, ouvrant ainsi l'accès aux ports de la mer Noire.
Peu à peu cependant, les conséquences de cet élargissement se firent sentir. Sous Marc Aurèle, les Marcomans vivant près du Danube se mirent à traverser la frontière (vers 166-167) sous la pression d'autres populations venant de l'Est. Avec les années, cette pression ne fit que s'accroître. De plus, la plupart des empereurs qui se succédèrent aux IIe et IIIe siècles naquirent loin de Rome ; plusieurs d'entre eux, comme Decius (249-251) en Illyrie et en Pannonie, alors que Valérien (253-260) s'installa à Antioche. Rome ayant peu à peu perdu son caractère de métropole politique, militaire et économique, le besoin d'une nouvelle capitale commença à se faire sentir.
L’édit de Caracalla en 212 fit de tous les hommes libres de l’Empire romain des citoyens romains, sans distinction d’ordre ou d’appartenance géographique. Jusque-là, seuls les habitants du Latium et plus tard de l’Italie pouvaient prétendre à la citoyenneté sans condition. À cette date cependant, certaines provinces, comme la Grèce ou l’Afrique proconsulaire, étaient plus avancées que d’autres (telles l’Égypte, la Bretagne ou la Palestine, plus pauvres et plus éloignées de Rome) dans le processus, déjà largement commencé, de diffusion de la citoyenneté romaine à l’ensemble de l’Empire.

## L’Empire romain d’Orient (fin duIIIesiècle-518)

### Origine

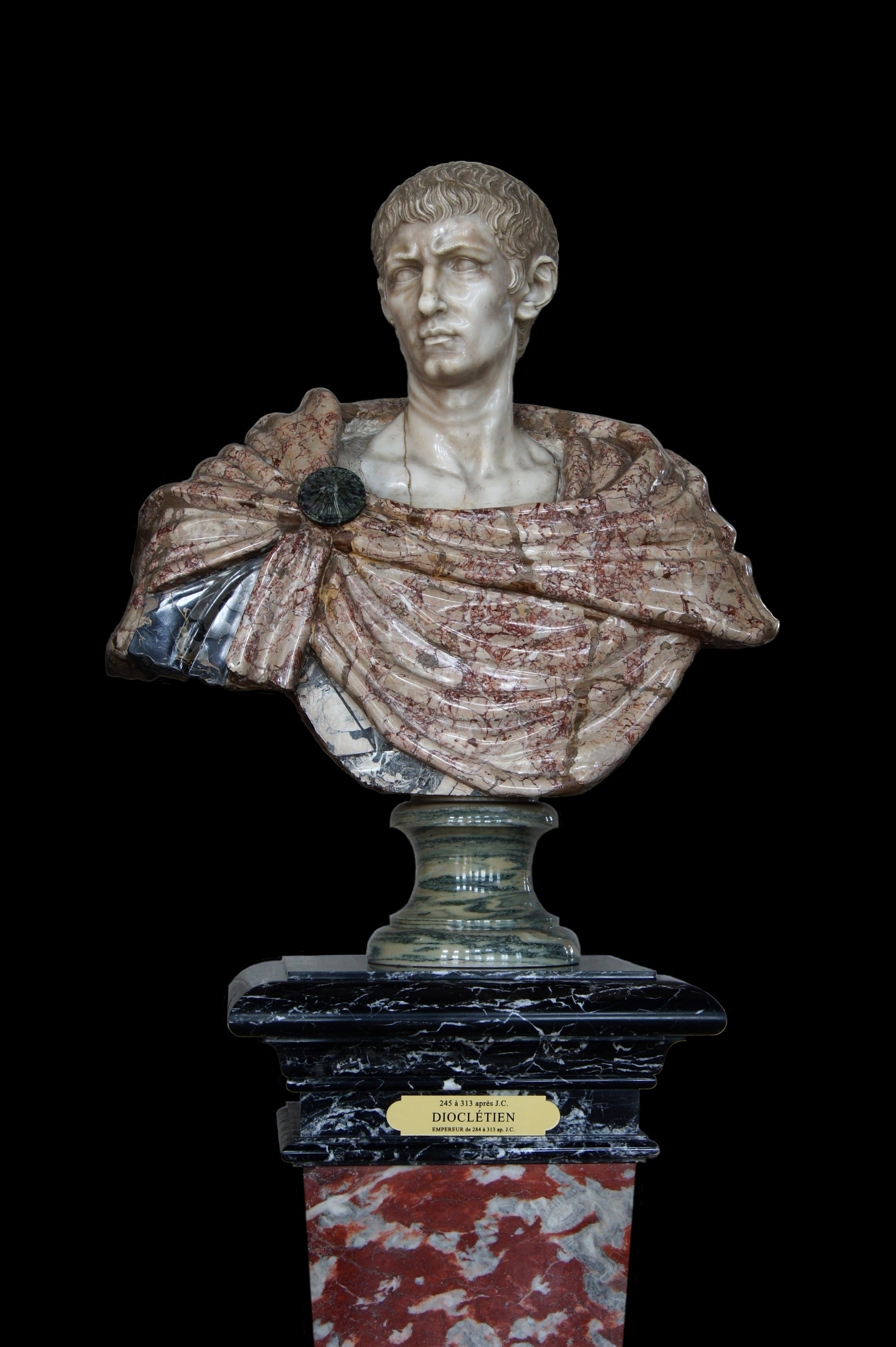
En instaurant la tétrarchie, Dioclétien est à l'origine du principe d'une division de l'Empire romain.

La division de l’Empire commença avec l’instauration de la tétrarchie (en latin : quadrumvirate), dès la fin du IIIe siècle, par l’empereur Dioclétien et ce afin de contrôler plus efficacement le vaste empire romain. Ce dernier divisa l’Empire en deux, avec deux empereurs (les Augusti) régnant depuis l’Italie et la Grèce, chacun ayant comme coempereur un collègue plus jeune (un Caesar), destiné à lui succéder. Après le volontaire renoncement au trône de Dioclétien, le système tétrarchique commença bientôt à s’enliser ; les rivalités s’installèrent entre Augustes et Césars et la répartition théorique des dignités continua d’exister jusqu’en 324, date à laquelle Constantin le Grand tua son dernier rival et resta seul empereur. Comme pour l’Empire Romain, le manque de règles de succession claires et respectées resta une donnée constante de l’empire byzantin.

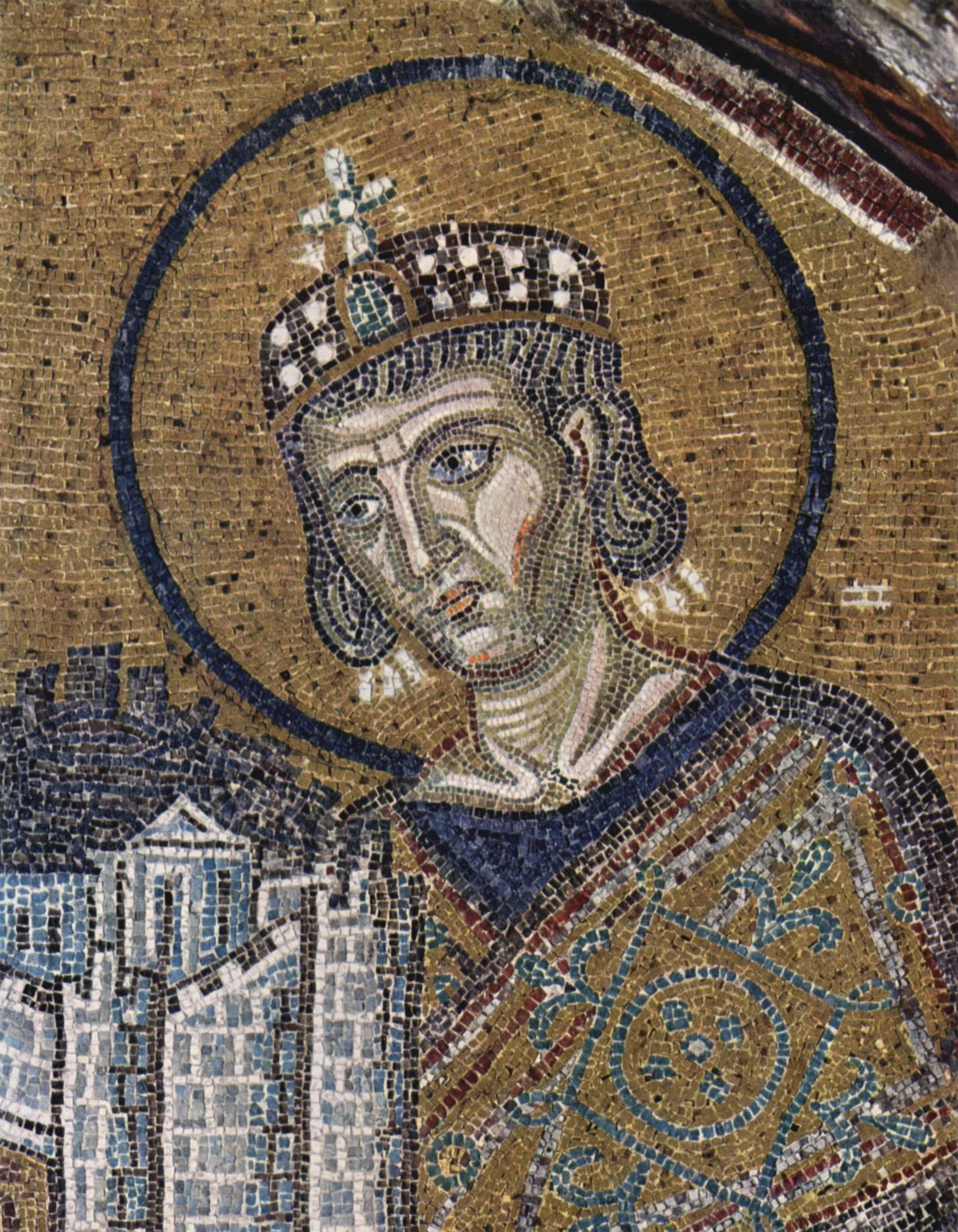
Constantin donnant la ville au monde, vestibule sud de Sainte-Sophie.

Constantin prit alors la décision essentielle — une des deux décisions essentielles de son règne, l’autre étant l’acceptation du christianisme — de fonder une nouvelle capitale ; il choisit Byzance. Rome avait depuis longtemps cessé d’être la capitale politique effective de l’Empire : trop éloignée des frontières septentrionales en danger et des riches provinces orientales, elle n’avait plus eu d’empereur à demeure depuis le milieu du IIIe siècle. Byzance était quant à elle bien placée : à la croisée de deux continents et de deux mers, à l'une des extrémités occidentales de la Route de la soie, ouverte aussi sur la Route des Épices menant à l'Afrique et aux Indes, c’était une très bonne base pour garder la frontière danubienne absolument cruciale, et elle était raisonnablement proche des frontières orientales. Byzance éprouva sa valeur en tant que forteresse en 324 pendant la bataille d'Andrinople, quand elle fut le centre de la dernière poche de résistance dans la guerre menée par l'empereur Licinius contre Constantin et qu’elle résista.
En 330, la Nova Roma fut officiellement fondée sur l’emplacement de Byzance. Cependant, la population appela communément la ville Constantinople (en grec : Κωνσταντινούπολις, Constantinoúpolis, signifiant « la cité de Constantin »). La nouvelle capitale devint le centre de la nouvelle administration réformée par Constantin. Ce dernier retira les fonctions civiles du préfet du prétoire pour les mettre entre les mains de préfets régionaux. Au IVe siècle, quatre grandes préfectures régionales furent ainsi créées. Constantin est généralement considéré comme le premier empereur chrétien et, bien que l’Empire ne puisse pas encore être qualifié de « byzantin », le christianisme devint une caractéristique essentielle de l’Empire byzantin, contrairement à l’Empire romain classique, à l'origine polythéiste. L'empereur Constantin entreprit la construction de grands murs fortifiés qui sont sans doute l’ouvrage le plus saisissant de la ville. Ces murs, qui furent étendus et reconstruits, combinés avec un port fortifié et une flotte, firent de Constantinople une place forte virtuellement imprenable et certainement la plus importante du haut Moyen Âge. Constantin introduisit aussi une monnaie d’or stable, le solidus, qui devint la monnaie standard pour des siècles, et fut utilisé bien au-delà des frontières de l'empire.
Un autre événement essentiel dans l’histoire de l’empire romain et byzantin fut la bataille d’Andrinople en 378, dans laquelle l’empereur Valens fut tué et les meilleures des légions romaines furent vaincues par les Wisigoths. L’Empire romain fut à nouveau divisé par le successeur de Valens, Théodose Ier (surnommé « le Grand ») qui régna sur les deux parties depuis 392 : suivant les principes dynastiques bien établis par Constantin, en 395 Théodose donna les deux moitiés de l’Empire à ses deux fils, Arcadius (377-408) et Honorius (384-423) ; Arcadius devint le dirigeant de la partie orientale, avec sa capitale à Constantinople, et Honorius le dirigeant de la partie occidentale, avec Ravenne pour capitale. Théodose fut le dernier empereur dont l’autorité couvrait entièrement les étendues traditionnelles de l’Empire romain.

### Les invasions

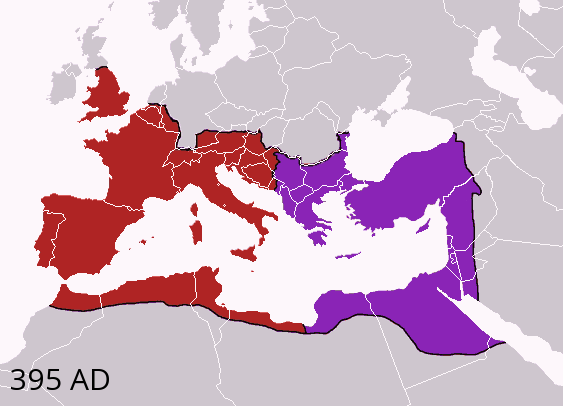
Division de l'Empire romain de 395.

#### La fin de l'Empire romain d'Occident
Les grandes invasions eurent lieu à un moment de grande faiblesse tant pour l'Empire romain d'Occident (395-476) que pour l'Empire romain d'Orient. Il devait en résulter, à l'Ouest la disparition de l'Empire romain d'Occident et son remplacement par des royaumes germaniques (vers 400-700), alors qu'à l'Est les empereurs parvinrent à acheter la paix et à assurer ainsi la survie de l'empire. Dans l'un et l'autre cas, on assista à la transformation des grandes traditions politiques, économiques et culturelles qui avaient assuré l'unité de l'empire.
Rome réussit tant bien que mal à faire face aux invasions de ces diverses tribus tant et aussi longtemps que celles-ci constituèrent de petits groupes isolés. Mais lorsque ceux-ci commencèrent à créer des coalitions sous la conduite de chefs puissants comme Alaric Ier, les armées romaines qui comptaient déjà nombre de barbares dans leurs rangs ne furent plus en mesure de résister. C'est ainsi que les Vandales et les Alains se virent reconnaître le droit de s'installer en Afrique du Nord en 442 sous la conduite de leur chef, Genséric. De la même façon, les Francs fondèrent divers petits royaumes en Gaule jusqu'à ce que l'un des leurs, Clovis, parvienne à assurer leur unité et soit reconnu par l'empereur de Constantinople comme consul et chef d'un territoire dont les limites correspondaient à peu près à la France d'aujourd'hui.

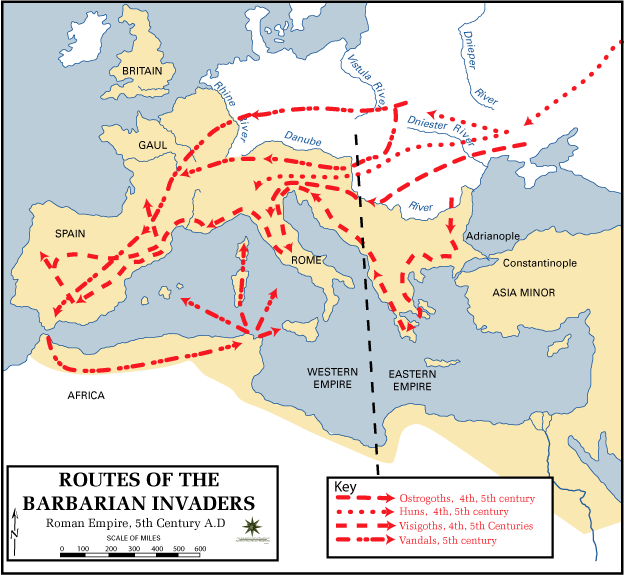
Les grandes invasions du (voir la chronologie associée).

Or, la plupart des chefs francs, déjà convertis au christianisme, appartenaient à l'hérésie arienne. Clovis, sous l'influence de sa femme, fut l'un des rares qui, lorsqu'il se convertit au christianisme, adopta sa forme catholique plutôt qu'arienne. Par ailleurs, les barbares, à tout le moins ceux de la première vague, manifestèrent un grand respect pour Rome et ses traditions. Athaulf, le beau-frère du célèbre Alaric, dit ainsi : « J'espère passer à la postérité comme le restaurateur de Rome, puisqu'il m'est impossible de la supplanter ». Les Wisigoths, après avoir conquis l'Italie, maintinrent en effet l'empereur romain comme chef honoraire de l'État jusqu'à ce qu'Odoacre dépose le jeune Romulus Augustule en 476 et renvoie les insignes du pouvoir impérial à Constantinople, mettant ainsi fin au système de la double monarchie. Désireux de maintenir l'unité du moins théorique de l'empire, les empereurs affectèrent de considérer ces peuples comme des foederati ou peuples fédérés alliés de Rome et leurs chefs comme des généraux de l'empire. Odoacre lui-même fut reconnu comme patrice par l'empereur Zénon alors que Clovis fut fait consul. Du reste, aussitôt que ces peuples se sédentarisèrent et durent régir leurs communautés par des lois, ils durent le faire en latin puisque leur propre langage ne connaissait pas l'écriture. Les structures qu'ils donnèrent à leur administration reprirent les structures romaines avec des titres comme questores palatii ou domestici. Leurs lois se modelèrent souvent sur les lois romaines et permirent ainsi au droit romain de survivre en Occident.

#### Survie de l'Empire romain d'Orient

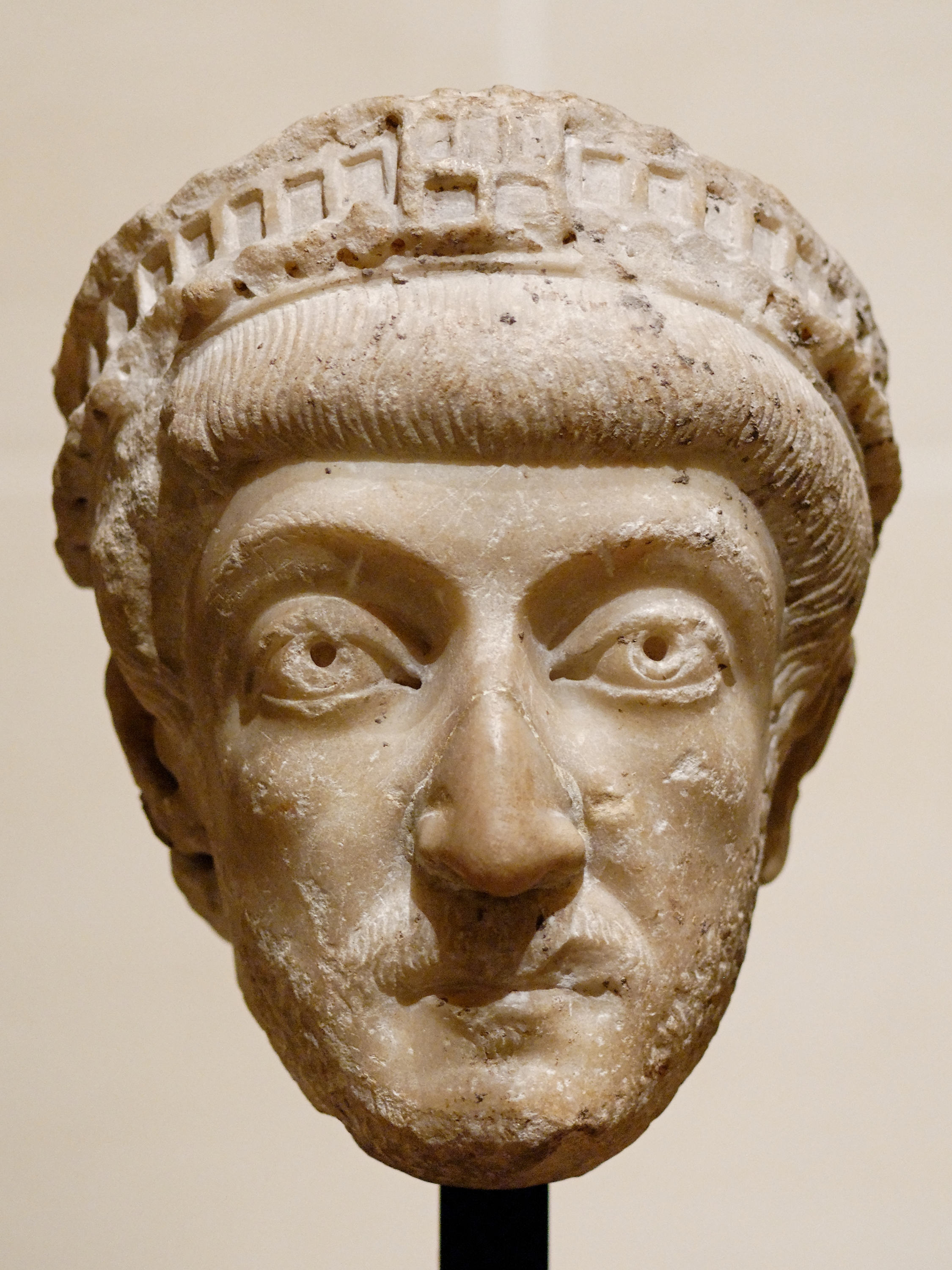
Théodose II parvint à faire partir Attila en lui versant un lourd tribut. Pour la première fois, l'Empire byzantin utilisa ses richesses pour parer aux menaces pesant à ses frontières. Cette pratique devint une constante de la diplomatie byzantine.

À l'Est, l'Empire romain d'Orient fut confronté aux migrations de nombreux peuples venus d'Asie et d'Europe du Nord. Toutefois, la partie orientale de l'empire n'avait pas connu l'exode qui avait dépeuplé les villes de la partie occidentale et sa prospérité économique lui permit d'acheter la paix. Théodose II (401-450) fortifia les murailles de Constantinople. Elles résistèrent à tous les assauts jusqu'en 1204. Pour éviter que l'Orient ne soit envahi par les hordes d'Attila comme l'Occident, Théodose se résolut à verser un lourd tribut aux Huns et à encourager les marchands de Constantinople à commercer avec les envahisseurs. Ce commerce devait s'avérer fort lucratif et continuer après qu'Attila eut tourné ses ambitions vers l'Ouest. Bientôt, on retrouva même des groupes de Huns servant comme mercenaires dans l'armée byzantine.

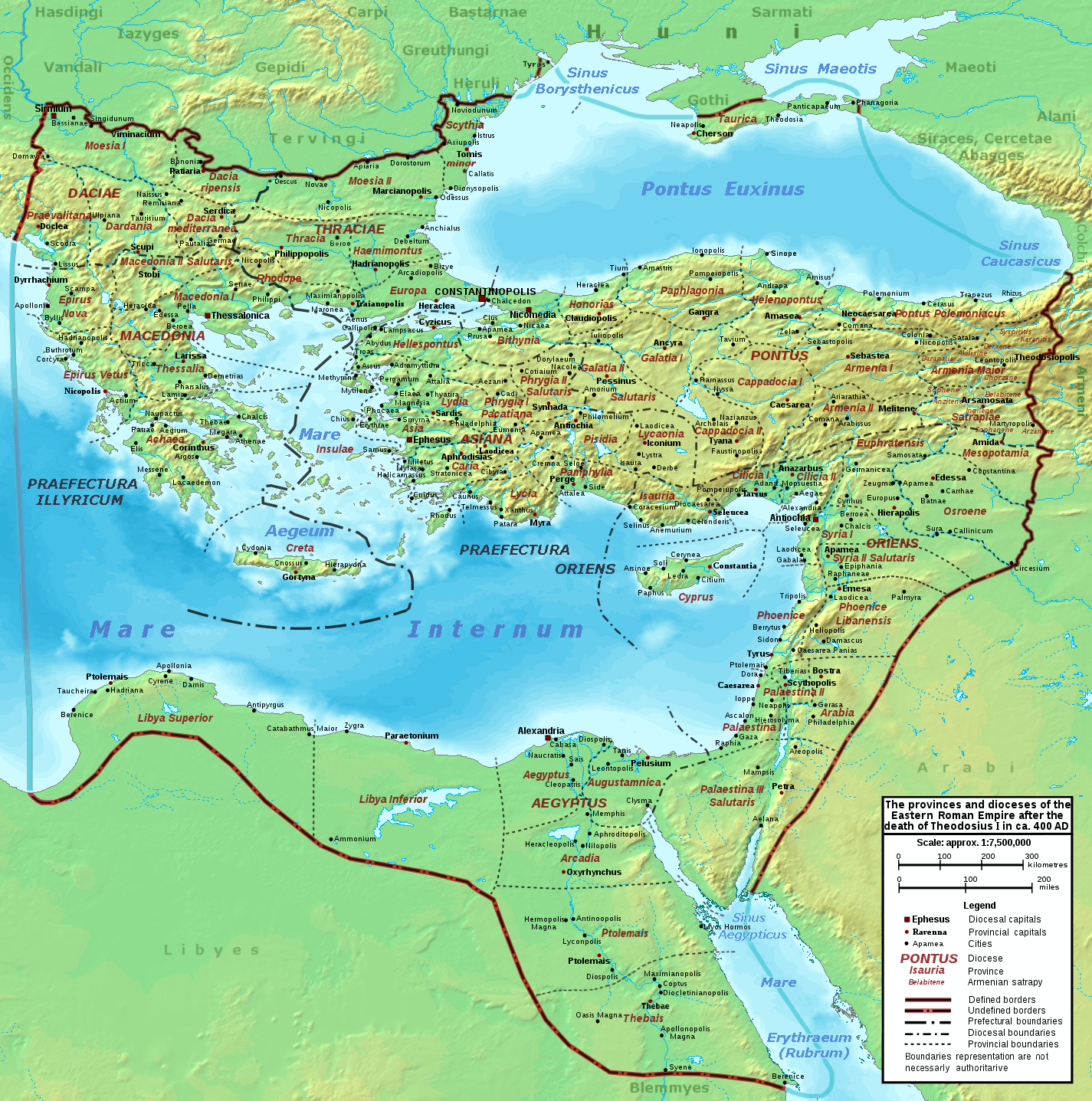
L'Empire romain d'Orient en l'an 400.

Administrateur prudent, son successeur, Marcien (392-457), refusa de continuer à verser tribut et détourna plutôt l'attention d'Attila vers l'Ouest. Après la mort de ce dernier, les généraux de l'armée impériale réussirent à défaire les troupes de Huns qui restaient et à relocaliser certains peuples conquis par ceux-ci sur la frontière nord de l'empire. Les Huns n'étaient toutefois pas les seuls sujets de préoccupation. Au Ve siècle, les Goths et les Alains s'étaient déjà établis dans l'empire, en Thrace. Leur influence était telle que l'un de leurs chefs, Aspar, qui avait rang de magister militium et de patricien, réussit à faire élire l'un de ses protégés, sous-officier commandant la garnison de Selymbria, comme empereur pour succéder à Marcien en 457. Léon Ier (400-474) fut le premier empereur à recevoir la couronne impériale non pas des mains des généraux mais du patriarche, coutume qui allait se perpétuer jusqu'à la fin de l'empire contribuant ainsi au caractère sacré de tout ce qui touchait l'empereur. Mais si Aspar réussit à vaincre les Huns en 468, Léon échoua dans sa tentative de reprendre l'Afrique du Nord la même année. Sans doute jaloux des succès d'Aspar, Léon le fit assassiner en 471, recevant ainsi le surnom de « boucher ». Ce geste affaiblit les Alains sans mettre un terme à leur pouvoir puisqu'en 478, leur chef, Theodoric, dont le surnom était Strabo (« celui qui louche ») réussit à se faire payer la solde et les rations des 13 000 hommes de son armée. Pour se libérer de la tutelle des Alains, Léon Ier s'était allié au commandant du régiment des Isauriens de Constantinople, Tarassis qui prit plus tard le nom de Zénon. En 466, pour renforcer l'alliance avec les Isauriens, Léon donna sa fille en mariage à celui-ci.
Lorsque Léon mourut en 474, Zénon (?-491) accéda au trône avec le fils de Léon, Léon II, lequel décéda la même année, laissant Zénon seul empereur régnant aussi bien en Orient qu'en Occident puisque Odoacre lui avait renvoyé les insignes impériaux après la destitution de Romulus Augustule. Il s'allia à certains chefs barbares comme Théodoric pour tenter de reconquérir l'Italie et en combattit d'autres comme Genséric avec qui il négocia la paix en Afrique du Nord. Déposé en 475, puis revenu sur le trône vingt mois plus tard, il mourut en 491.
Sa veuve, Adriadna (ou Ariane), choisit alors un modeste décurion, Anastase (430-518), pour lui succéder. Après avoir réprimé l'influence des Isauriens tant à Constantinople qu'en Isaurie, Anastase dut intervenir militairement à l'Est contre les Sassanides. Face au refus d'Anastase de lui fournir une aide financière pour régler ses dettes, le Chah de Perse Kavadh Ier avait en effet déclenché les hostilités en 502 et s'était emparé de la ville fortifiée d'Amida. Ce conflit nommé guerre d'Anastase (502-506) fut la première guerre d'une longue série de conflits destructeurs entre les deux puissances. En parallèle, Anastase dut faire face à la fois aux tentatives d'invasion des Bulgares qu'il contra par la construction de la longue muraille de Thrace (503-504) et aux prétentions de Théodoric que Zénon avait envoyé en Italie où, après avoir conquis des territoires correspondant à peu près au tiers de l'ancien empire d'Occident, il prétendait au titre d'augustus, se faisant pratiquement l'égal de l'empereur de Constantinople. Excellent administrateur, Anastase réforma le système monétaire de Constantin en définissant de manière définitive le poids du follis de cuivre, la pièce utilisée pour les transactions quotidiennes. En créant la « comitiva sacri patrimonii », il transféra une partie de la propriété de l'État à son domaine privé. Mais son administration frugale permit au Trésor impérial de se reconstituer, si bien qu'à sa mort il contenait 320 000 livres d'or malgré les activités de fortification onéreuses déployées pour protéger les frontières.
Son successeur, Justin Ier (450-527) naquit dans une humble famille paysanne de Bederiana en Dardanie (Macédoine). Après s'être enrôlé dans l'armée, il combattit les Isauriens et les Perses et contribua à réprimer la révolte de Vitalien. Si son prédécesseur, Anastase, avait été partisan du monophysisme, Justin revint à l'orthodoxie religieuse et fit bon accueil au pape Jean Ier qui visita Constantinople. Toutefois, ses tentatives pour affirmer son autorité politique à l'Ouest conduisirent à des frictions avec le roi ostrogoth Théodoric. À l'Est, Justin chercha à maintenir des relations cordiales avec l'empire perse tout en l'encerclant d'alliés de Constantinople comme les Cartvèles, les Albains, les Arabes et les Éthiopiens. Cette politique ne fut pas toujours couronnée de succès et la guerre qu'il mena contre les Perses en 526 tourna à son désavantage.

## L'Empire romain universel partiellement retrouvé (527-début duVIIIesiècle)

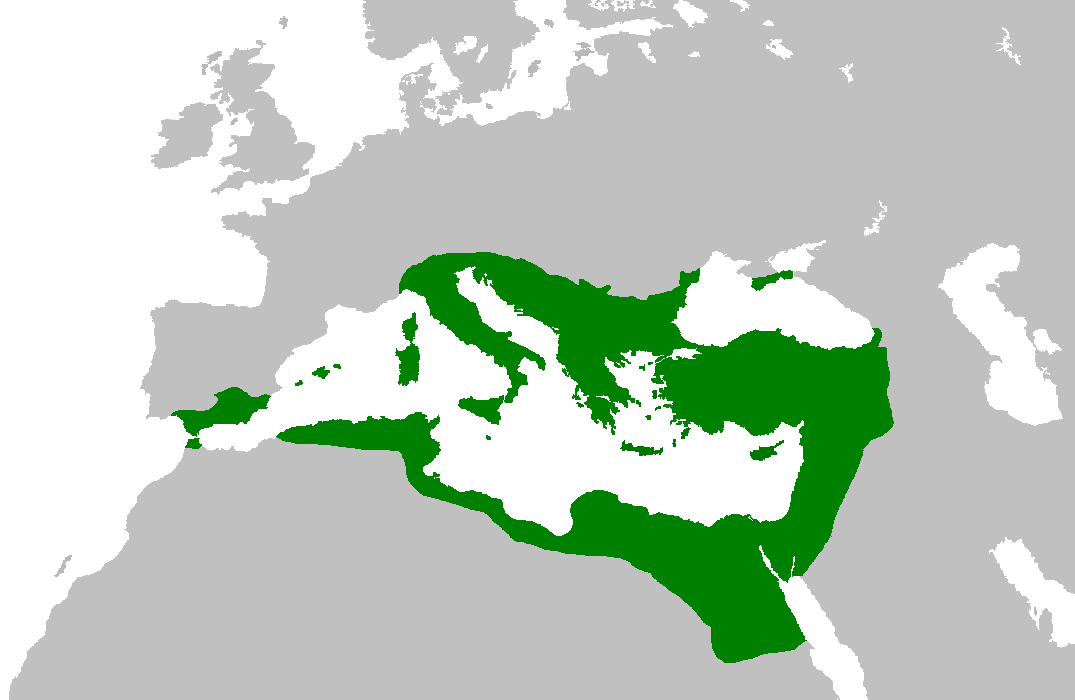
L'Empire romain d'Orient à son apogée territoriale sous Justinien Ier en 550.

Jusqu'à l'avènement d'Héraclius en 610, l'Empire romain d'Orient est la continuation directe de l'Empire romain qu'il tente de reconstituer, guidé dans cette politique par la volonté de retrouver son imperium (« emprise, contrôle, souveraineté ») sur l’Orbis romana (« monde romain »). Toutefois, le fait que l'Empire romain d'Orient règne principalement sur des régions où c'est le grec qui sert de langue commune et qui sont profondément christianisées, en fait un État original combinant structure romaine de l'État, culture hellénique et foi chrétienne. Cette évolution s'accentue après la perte des territoires orientaux (Syrie, Égypte…) conquis d'abord par les Perses, puis par les Arabes désormais musulmans à partir du milieu du VIIe siècle. Les empereurs tentent alors de refondre l'empire sur de nouvelles bases.

### Règne de Justinien

L'Empire byzantin en 527 (en rouge) et les conquêtes de Justinien (rouge pâle).

Tout comme son oncle Justin Ier, Justinien (482-565) naquit dans une famille paysanne de Bederiana. Justin l'adopta et l'associa au pouvoir dès son avènement avant d'en faire le coempereur, le 1er avril 527, peu avant sa mort. De là vient peut-être que Justinien fut presque constamment en lutte contre l'aristocratie et s'entoura de personnes n'appartenant pas aux hautes classes de la société comme sa femme Théodora, ancienne actrice, les généraux Bélisaire et Narsès, ou les hauts-fonctionnaires comme Jean de Cappadoce et Tribonien. Son rêve fut de recréer un empire unifié autour de la Méditerranée, doté d'un système juridique moderne et d'une foi unique.

#### Œuvre militaire de Justinien
Justinien voulut d'abord reconquérir les anciens territoires de l'Empire d'Occident. Dans ce but, il rappela à l'automne 531 le général en chef des armées d'Orient, Bélisaire, à qui il confia la tâche de reconquérir l'Afrique du Nord. En moins d'une année, Bélisaire, avec une armée d'à peine 18 000 hommes, parvint à défaire Gélimer, le roi des Vandales, d'abord à la bataille de l'Ad Decimum puis de Tricaméron, et s'empara de Carthage. Il rentra ensuite à Constantinople en 534 avec les honneurs du triomphe.

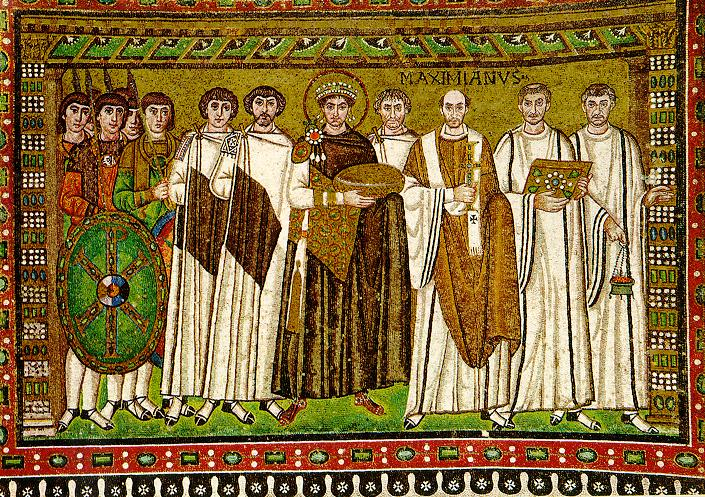
Mosaïque représentant Justinien et sa cour, basilique Saint-Vital de Ravenne.

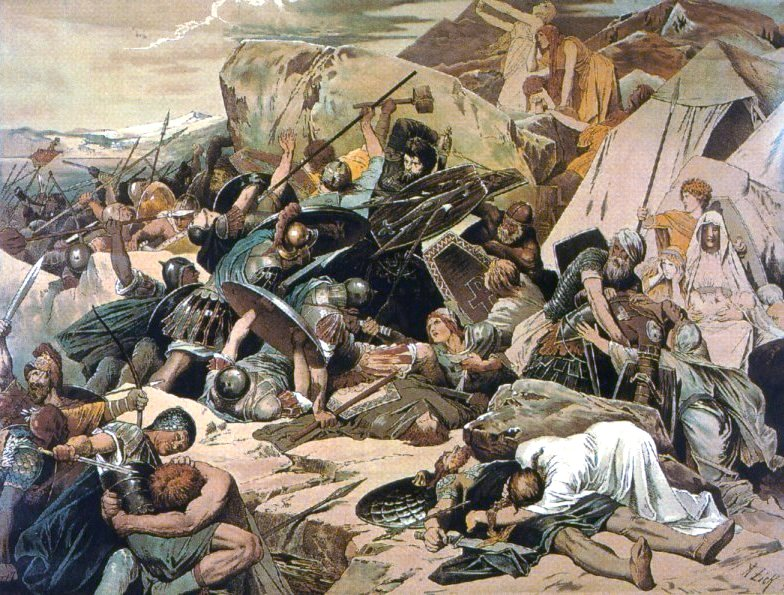
La Bataille du Vésuve (552) permet à l'Empire de vaincre les Ostrogoths et de reprendre le contrôle de l'Italie.

L'année suivante, commença la campagne pour reconquérir l'Italie, laquelle, comme la côte dalmate, était aux mains des Ostrogoths. Après s'être rapidement emparé de la Sicile et de Naples, Bélisaire dut mettre le siège devant la ville de Rome dont le pape lui ouvrit les portes en décembre 536. Toutefois, les Goths, après avoir déposé le roi Théodat et l'avoir remplacé par le général Vitigès, se regroupèrent et parvinrent à leur tour à assiéger Rome pendant une année. Grâce à des renforts conduits par le général Narsès, Bélisaire put quitter Rome et reprendre sa marche vers Milan avant de se diriger vers Ravenne, la capitale des Goths, qu'il prit en mai 540, emmenant le roi Vitigès prisonnier à Constantinople. Après le départ de Bélisaire, les Goths se regroupèrent à nouveau sous la conduite cette fois de Totila, et arrivèrent bientôt aux portes de Rome. Justinien, qui avait commencé à perdre confiance en Bélisaire, fut forcé de le renvoyer en Italie où celui-ci réussit à reprendre Rome en avril 547. Toutefois, en raison de la situation précaire à l'Est, il fut à nouveau rappelé à Constantinople. Après que Totila eut réussi une seconde fois à se rendre maître de Rome, ce ne fut pas Bélisaire mais Narsès qui fut dépêché en Italie en 551. Celui-ci, amplement pourvu en hommes et en fonds, parvint rapidement à se rendre maître de la situation grâce à la victoire décisive remportée à Busta Gallorum où Totila fut tué. Narsès put alors se diriger vers le nord et s'emparer de Vérone, le dernier bastion goth, en juillet 561. Pendant ce temps, Justinien s'était tourné vers l'Espagne, toujours aux mains des Wisigoths. Saisissant l'occasion que lui offraient des guerres intestines entre familles rivales, Justinien envoya ses troupes s'emparer des territoires situés dans l'angle sud-est de la péninsule ibérique. L'Italie, la plus grande partie de l'Afrique du Nord, une partie de l'Espagne ainsi que les îles de la Méditerranée dépendaient à nouveau de l'empereur romain à Constantinople. La Méditerranée était redevenue, pour un court instant, un « lac romain ».
Si Justinien avait mené une politique militaire offensive à l'Ouest, il dut pendant des années mener une politique défensive à l'Est où le roi Khosro Ier (531-579) s'était déjà emparé de plusieurs villes pour étendre l'empire perse. Une première guerre, dite guerre d'Ibérie, se termina par la « paix éternelle » de 532, au terme de laquelle les Romains gardaient le contrôle de la Lazique (rive orientale de la mer Noire dans la Géorgie d'aujourd'hui), coupant ainsi l'accès des Perses à la mer Noire, mais acceptant de verser à ceux-ci la somme de 11 000 solidi d'or par an. La paix devait durer huit ans, jusqu'à ce que Khosro envahisse la Mésopotamie romaine, s'empare d'Antioche et reprenne la Lazique l'année suivante. S'ensuivit une longue guerre larvée pendant laquelle Khosro s'empara de plusieurs places fortes pour les abandonner aussi rapidement après versement de tributs. Un traité fut signé en 545, d'une durée de cinq ans. Justinien s'engageait à payer un tribut de 400 solidi d'or par an. En 556, un nouvel accord fut signé à Daras, cette fois pour une durée de cinquante ans. Cet accord rendait la Lazique à Constantinople en retour d'une somme de 30 000 solidi d'or.

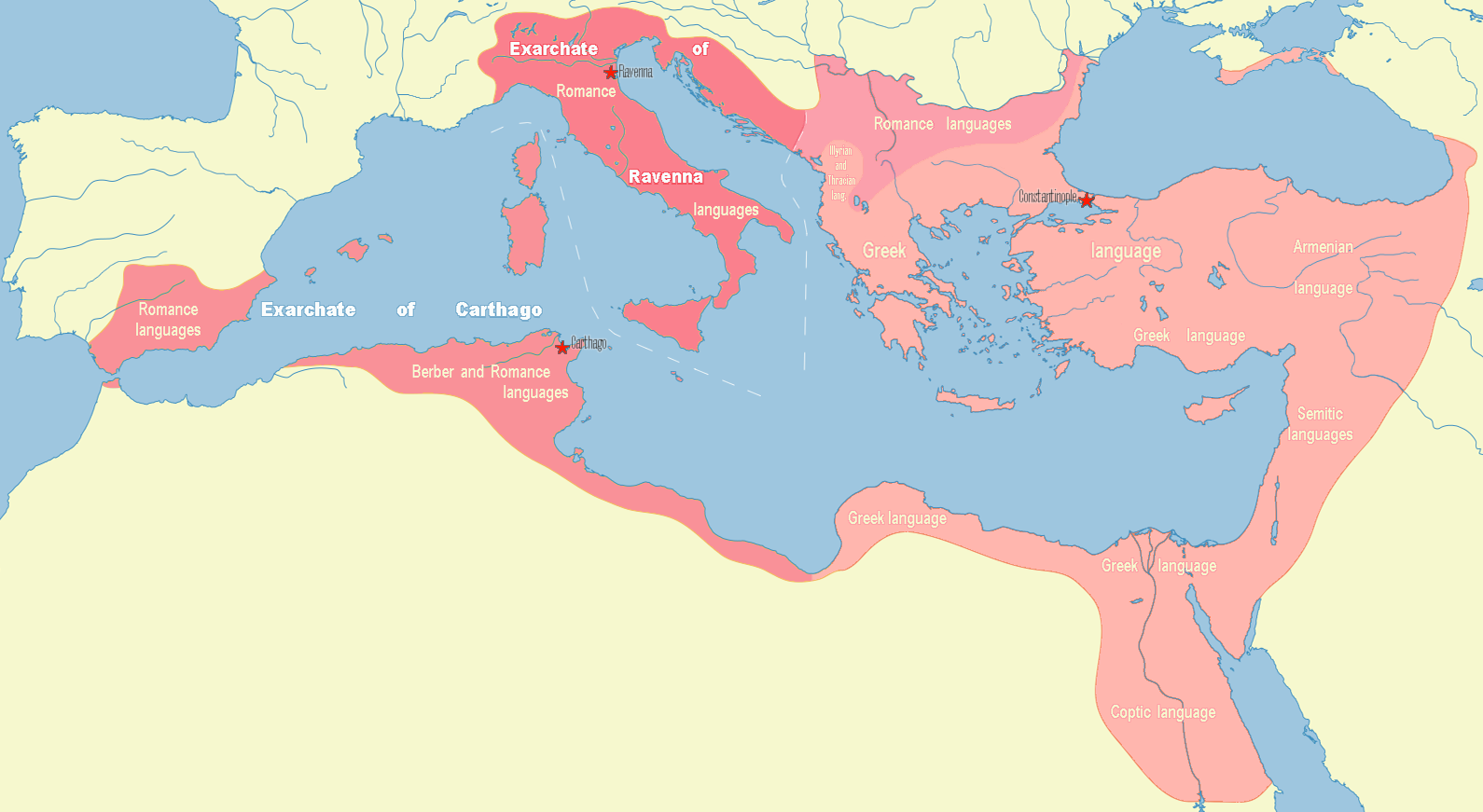
En rose plus foncé, les exarchats de Ravenne et de Carthage en 560, avec les langues vernaculaires.

Pendant qu'il menait la guerre contre les Perses, Justinien dut aussi protéger la frontière nord de l'empire contre les Bulgares de la mer Noire. En 514, ceux-ci, accompagnés d'Avars et de Slaves, franchirent le limes du Danube et pillèrent les Balkans, atteignant l'isthme de Corinthe, pendant qu'une deuxième menaçait la péninsule de Gallipoli et qu'une troisième marchait sur Constantinople même. À peine celle-ci s'était elle retirée qu'une nouvelle invasion slave conduite par les Bulgares permit à ceux-ci de s'avancer jusqu'à une quarantaine de kilomètres de Constantinople. Mais, incapables de franchir les murailles édifiées par Anastase, ils se tournèrent vers Rhodope à l'ouest, brûlant et détruisant tout sur leur passage. Une autre colonne slave se dirigea vers Naissos mais fut arrêtée par Germanus en route pour l'Italie. En 551, ce fut au tour des Koutrigoures, un peuple turcophone proche des Avars et des Bulgares, de passer le Danube près de Belgrade et d'avancer jusqu'à Philippopolis en Thrace. Incapable de faire revenir ses meilleures troupes d'Italie, Justinien dépêcha une ambassade aux Outrigoures, autres turcophones installés entre le Don et la Volga, et moyennant finances, les invita à attaquer les Koutrigoures, lesquels durent repasser le limes. Les deux tribus continuèrent à se harceler jusqu'à ce qu'elles fassent la paix et décident d'un commun accord en 559 d'envahir la Thrace. Une colonne parvint même à la rivière Athyras à une vingtaine de kilomètres de Constantinople. Justinien dut faire appel une nouvelle fois à Bélisaire qui parvint à attirer le chef des Koutrigoures, Zabergan, dans une embuscade et à le battre lors de la bataille de Mélantias. Les Koutrigoures durent demander la paix et, moyennant la promesse de subsides, retournèrent dans leurs foyers.

#### Œuvre juridique de Justinien

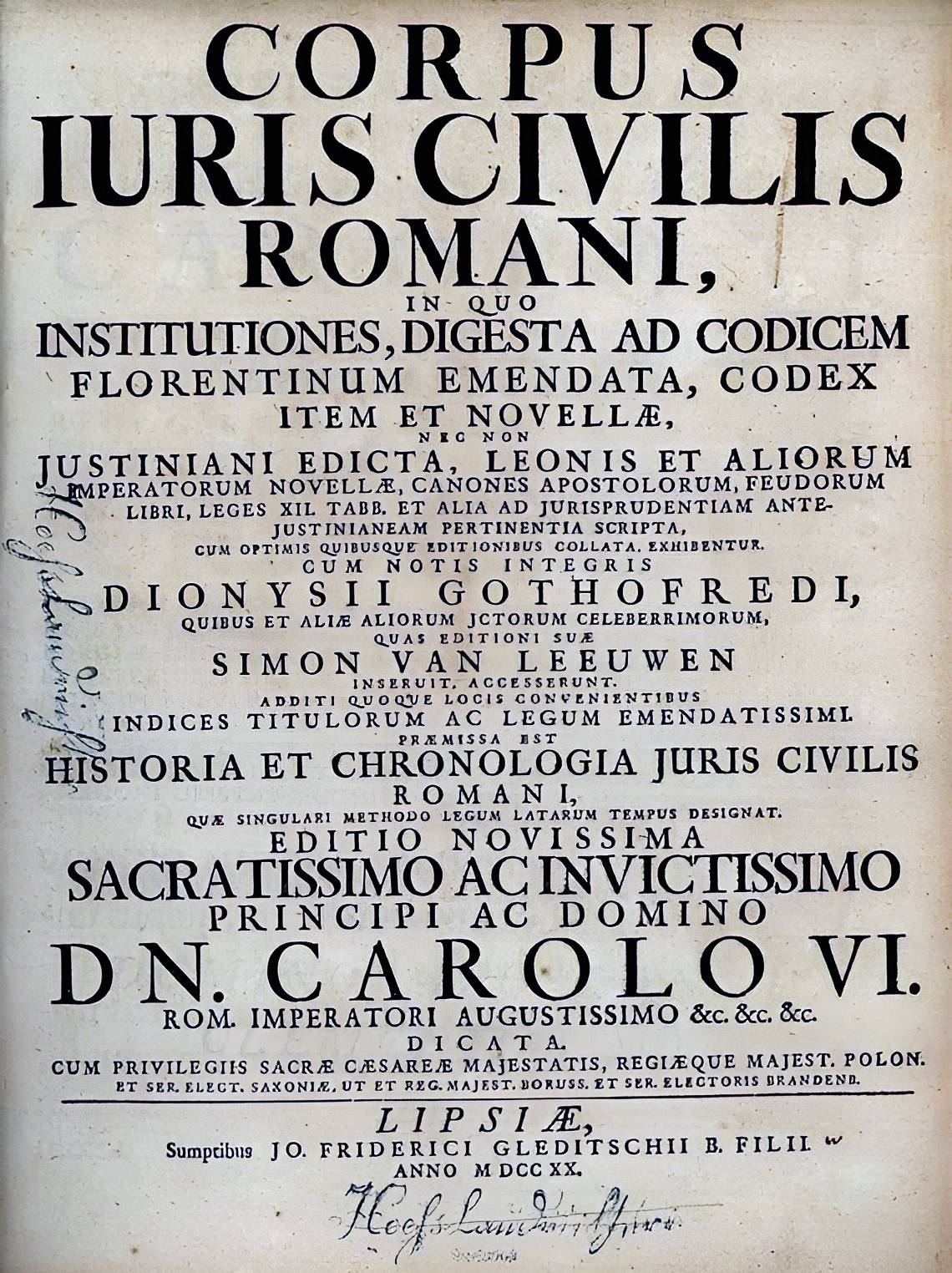
Le Corpus juris civilis.

Comme il s'était appuyé sur les brillants généraux Bélisaire et Narsès dans la conduite de ses guerres, Justinien s'appuya sur un juriste de génie, Tribonien, dans ce qui reste l'une des œuvres majeures de son temps, la réforme du droit. Cette réforme était contenue dans quatre ouvrages principaux, le Codex Justinianus, les Digestes, les Institutes et les Novelles, rassemblés dans le Corpus juris civilis.
Le Codex fut achevé en moins d'une année (du 13 février 528 au 8 avril 529). Il ne s'agissait pas d'une simple compilation des constitutions impériales en vigueur depuis le temps d'Hadrien. Les répétitions et contradictions étaient retirées ; divers décrets touchant un même sujet furent réunis en un seul ; certains décrets furent abrogés, d'autres explicités ; le langage fut simplifié. À partir de ce jour, seules demeuraient valides les promulgations impériales contenues dans ce codex. L'année suivante (en 530), les rédacteurs s'attaquèrent aux Digestes qui résumaient quelque deux mille livres écrits par vingt-neuf auteurs à qui les empereurs des siècles passés avaient demandé d'interpréter le droit. Le nouveau recueil fut présenté le 16 décembre 533, il condensait en cent cinquante lignes quelque trois millions de lignes écrites au cours des siècles. La tâche suivante était de s'assurer que les juristes puissent utiliser ces nouveaux instruments. Ce nouveau manuel, les Institutes, fut publié presque en même temps que les Digestes, en novembre 533 ; il devait demeurer en vigueur dans plusieurs pays européens jusqu'au vingtième siècle. Si les trois premiers recueils furent publiés en latin, les Novelles, où furent rassemblées les ordonnances promulguées après la parution du Codex, le furent en grec.
À plusieurs égards, il s'agissait d'une œuvre novatrice, réglant la vie de l'État, celle de ses citoyens, de leurs familles et les relations entre les citoyens eux-mêmes. L'ancien droit romain fut mis en accord avec les principes de la morale chrétienne et du droit coutumier de l'Orient hellénisé. De plus, les canons ou lois des cinq premiers conciles de l'Église recevaient force de loi.

#### Œuvre religieuse de Justinien
Pas plus que les hommes de son temps, Justinien ne pouvait concevoir de séparation entre l'Église et l'État. Il gouverna donc aussi bien l'une que l'autre à une époque où questions politiques et théologiques ne pouvaient être dissociées.
Le monophysisme était un mouvement religieux né au début du Ve siècle en réaction au nestorianisme. Selon les tenants de cette doctrine, la nature divine du Christ prenait le pas sur sa nature humaine. Cette doctrine s'était rapidement propagée dans l'empire où l'Égypte, la Syrie et la Palestine avaient adhéré rapidement à l'hérésie. L'Égypte occupait une position économique importante mais non stratégique dans l'empire. Pourvu qu'elle fournisse le blé dont avait besoin la capitale, les croyances religieuses de ses habitants importaient peu. Il n'en allait pas de même de la Syrie, laquelle longeant la frontière avec la Perse, occupait une position stratégique importante. À l'Ouest, le monde romain (où la papauté jouait un rôle de plus en plus important face aux conquérants barbares en majorité ariens) était partisan du concile de Chalcédoine qui avait promulgué la doctrine de la séparation des deux natures en Jésus-Christ. Tenter de plaire à l'un équivalait automatiquement à s’aliéner l'autre.
Dans les premières années de son règne, Justinien adopta une politique strictement orthodoxe alors que son épouse, Théodora, ne cachait pas ses sympathies pour le monophysisme. Or, celui-ci gagnait en importance à l'Est alors même que les armées impériales étaient en mauvaise posture en Italie. Le dilemme qui se posait donc à Justinien au début des années 540 était de savoir comment se réconcilier les monophysites à l'Est sans s'aliéner les chalcédoniens à l'Ouest. Il tenta d'abord de se faire un allié du pape Vigile dans sa lutte contre Totila, puis décida de faire arrêter le pape et de le mener en captivité, en Sicile d'abord, puis à Constantinople ensuite pour obtenir de lui une condamnation des Trois Chapitres (les écrits de trois théologiens suspects de tendances nestoriennes). Pendant plusieurs années, le pape et l'empereur jouèrent au chat et à la souris jusqu'à ce que Justinien publie lui-même un traité théologique sous forme d'édit impérial condamnant les Trois chapitres. Cette intervention eut pour effet de donner l'avantage à Totila, la population italienne voyant de plus grandes chances d'indépendance sous les Goths que sous la tutelle de Constantinople. La querelle entre le pape et l'empereur s'envenima jusqu'à ce que ce dernier envoie Bélisaire arrêter le pape dans l'église où il s'était réfugié. Après une période d'accalmie, Justinien décida en 553 de convoquer un concile, le cinquième de l'Église, pour régler la question. À ce moment, Narsès s'était assuré de la victoire en Italie et le royaume des Goths était pratiquement annihilé. Justinien utilisa tout son pouvoir pour faire céder les évêques réunis et, finalement, le pape lui-même capitula puis, en février 555, il condamna formellement les Trois chapitres. La partie n'était toutefois pas gagnée puisque, à l'Est, les monophysites d'Égypte et de Syrie se sentirent encore plus isolés ce qui fragilisa sensiblement l'empire.

#### Œuvre urbanistique et monumentale de Justinien

La Basilique Sainte-Sophie est l'œuvre la plus remarquable construite lors du règne de Justinien.

Les guerres à l'Ouest et les paiements annuels servant à assurer la paix à l'Est vinrent rapidement à bout des réserves accumulées par Anastase. D'autant plus que Justinien, de caractère ostentatoire, voulait montrer à ses sujets que son règne inaugurait une ère nouvelle. Pour mettre un terme à l'évasion fiscale d'une part, pour obtenir de nouvelles sources de revenus d'autre part, Justinien nomma Jean de Cappadoce comme préfet du prétoire. Ce dernier se mit à l’œuvre avec un tel zèle qu'en quelques mois à peine, il réussit à unir la population contre lui, en particulier les deux factions qui assuraient les courses de chevaux dans l'hippodrome, les Bleus et les Verts. En janvier 532, en plein cœur de l'hiver, une manifestation à l'hippodrome dégénéra en émeute, puis en révolte ouverte. Au cri de « Nika » (« Qu'il vainque ! »), la foule prise de folie se mit à détruire les églises et à saccager les édifices publics. Justinien fut sur le point d’abandonner et de s'enfuir mais, à la suite des exhortations de son épouse Théodora, il envoya Bélisaire et Narsès étouffer la révolte qui s'acheva dans un bain de sang où périrent 30 000 personnes.
L'une des églises rasées était celle de la Sainte Sagesse ou « Hagia Sophia ». Érigée sous Constantin, elle était le symbole de la place de l'empire dans l'ordre divin de la création. Justinien décida qu'une nouvelle construction devait être érigée qui surpasserait tout ce que l'on avait vu jusqu'alors et proclamerait sa gloire. Plutôt que d'employer des architectes-constructeurs comme c'était la coutume, il fit appel à un ingénieur et à un mathématicien, Anthémius de Tralles et Isidore de Milet. Cette nouvelle merveille coûta plus de 23 millions de solidi et put être consacrée à la fin de l'année 537. Lors de sa dernière inspection, Justinien, après être demeuré muet plusieurs minutes, se serait exclamé : « Salomon, je t'ai surpassé ! ».
Justinien ne bâtit pas moins de trente églises à Constantinople, en plus des églises et des palais qu'il fit construire un peu partout dans l'empire. Pour assurer la sécurité de l'empire, Justinien fit aussi construire sur les frontières d'Europe comme d'Asie un puissant réseau de fortifications. Pour prévenir les invasions dans les Balkans, une ceinture de fortifications vint bientôt doubler celle qui s'étalait le long du Danube.

#### Œuvre économique de Justinien
Une fois reconquise, la Méditerranée occidentale ne reprit pas l'importance économique dont elle avait joui sous les premiers empereurs. Le commerce de Constantinople était maintenant tourné vers l'Orient, notamment vers l'Inde, l'Indonésie, Ceylan et la Chine d'où Constantinople importait les épices, en particulier le poivre, nécessaires pour rehausser (ou masquer) le goût des aliments et la soie qui entrait dans la fabrication des vêtements de luxe portés par les hauts dignitaires de l'empire ou offerts aux dignitaires étrangers. Mais l'Empire perse pouvait à son gré entraver ce commerce qui transitait obligatoirement par le golfe Persique pour celui qui provenait de l'Inde et de l'Indonésie ou en traversant l'Empire perse par voie de terre pour la Chine. En temps de paix, les intermédiaires perses prenaient un pourcentage sur les marchandises ce qui en faisait monter le prix, alors qu'en temps de guerre les Sassanides bloquaient simplement les arrivages de soie, réduisant ainsi au chômage les ateliers de transformation de Beyrouth et de Tyr.
Justinien tenta dans un premier temps de circonvenir le problème dans le cas de la Chine en se servant d'une route détournée passant par la Crimée et le Caucase (d'où l'importance de la Lazique pour Constantinople). Une nouvelle solution se présenta en 552 lorsque des moines, probablement nestoriens, informèrent l'empereur qu'ils pourraient se procurer à Soghdhiana (Ouzbékistan) alors sous contrôle chinois, des œufs de vers à soie, permettant ainsi à l'empire de lancer sa propre industrie. L'empereur accepta de les aider et, effectivement, ceux-ci revinrent une ou deux années plus tard avec des vers à soie et une connaissance suffisante des techniques de transformation pour lancer la production. Celle-ci ne fut jamais suffisante pour remplacer les importations de Chine, mais parvint au moins à réduire le pouvoir de marchandage des Perses tout en ouvrant une nouvelle route par le nord de la mer Caspienne vers les ports byzantins de la mer Noire.

### Successeurs de Justinien

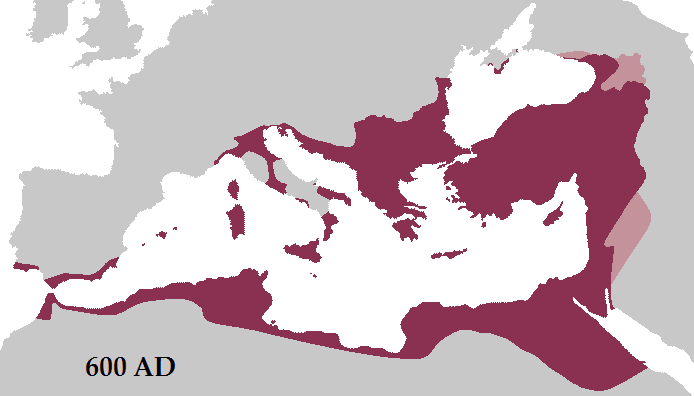
L'Empire byzantin en 600.

L'œuvre de Justinien ne lui survécut pas longtemps car il laissa un empire économiquement ruiné. En outre, ses conquêtes territoriales étaient dispersées sur le pourtour méditerranéen tandis que les frontières danubiennes et orientales de l'empire furent délaissées ; c'était pourtant dans ces régions que pesaient les principales menaces sur la survie de l'empire. Peu après la mort de Justinien, les Lombards, une ancienne tribu de foederati, envahit l'Italie en 568 et conquit les deux tiers du territoire. En Espagne, les Wisigoths conquirent Cordoue, la principale cité byzantine, en 584, et bientôt toute l'Espagne fut perdue. Les premiers turcophones arrivèrent en Crimée et, en 577, une horde de 100 000 Slaves envahit la Thrace et l'Illyrie. Sirmium (actuelle Sremska Mitrovica), la cité byzantine la plus importante sur le Danube, fut perdue en 582.
Avec la perte des conquêtes occidentales de Justinien, de langue, de tradition et de rite latin, le centre de gravité de l'empire revint en Orient, de langue héllenique, de tradition et de rite grec. Rompant le traité que Justinien avait conclu avec l'empire sassanide, son neveu et successeur, Justin II (vers 520-578) refusa de payer le tribut échu. Il s'ensuivit une longue guerre qui ne s'acheva que lorsque l'empereur Maurice (539-602) réussit à signer un traité (en 591) avec le jeune empereur Khosro II qui donnait à Constantinople une grande partie de l'Arménie perse où se recrutaient quantité de mercenaires de l'armée impériale. Si Maurice parvint à sauver certaines possessions occidentales en créant les exarchats de Ravenne et de Carthage, il dut faire face aux invasions des slaves dans les Balkans, lesquels ne se contentaient plus d'incursions pour piller le territoire, mais commençaient à s'installer à demeure avant de former, des décennies plus tard, leurs propres royaumes.
Commencée en 592, cette guerre d'usure continua jusqu'en 602, lorsque la révolte éclata dans l'armée et qu'un officier subalterne, Phocas (547-610), marcha sur Constantinople et renversa Maurice qu'il fit exécuter avec ses enfants. Saisissant l'occasion, Khosro II s'empara de la province de Mésopotamie pendant que les Avars et les Slaves se répandirent dans les Balkans. Aux VIIe et IXe siècles, les Slaves ne cessèrent de multiplier leurs « sklavinies » (en grec : σκλαβινίαι, en latin : Sclaviniae, c'est-à-dire les « communautés rurales » slaves) entre les « valachies » des Balkans (en grec : βαλαχίαι, en latin : Valachiae, ou « communautés rurales » romanophones), au point d'y devenir finalement majoritaires, tandis que les Grecs n'occupèrent plus que les côtes de la péninsule balkanique.

### Dynastie héraclide et transformation de l'empire (610-711)
Confronté aux dangers perses et arabes, l'Empire byzantin fit face à la perte de nombreux territoires et dut se refonder sur de nouvelles bases. Selon Georg Ostrogorsky, le VIIe siècle correspond au point de départ de l'histoire byzantine proprement dite. Quant à Charles Diehl, il qualifie le VIIe siècle comme « l'une des périodes les plus sombres de l'histoire byzantin. C'est une époque de crise grave, un moment décisif où l'existence même de l'empire semble être en jeu ».

#### Héraclius et la survie de l'État

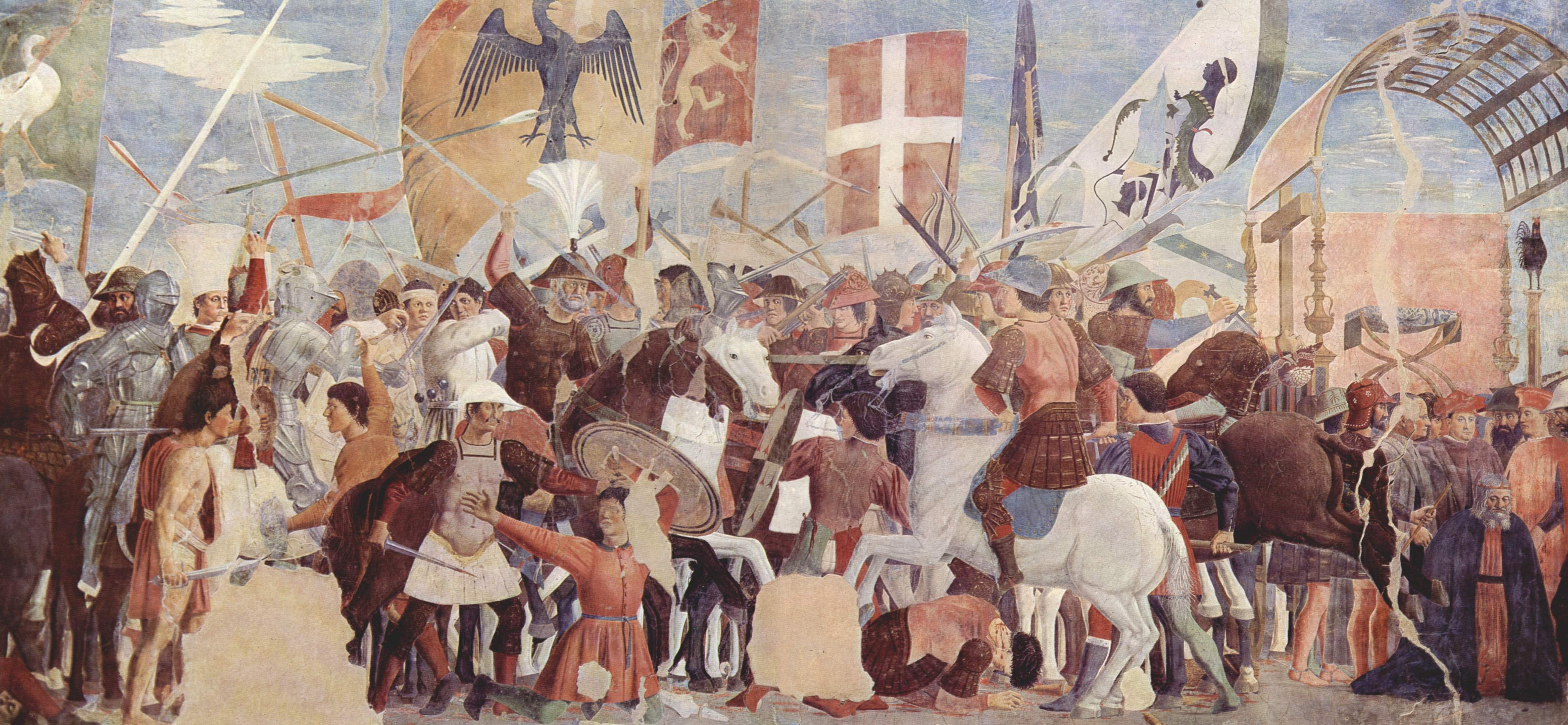
Fresque de Piero della Francesca dépeignant la guerre entre les Sassanides et les Byzantins. Si Héraclius parvint à l'emporter, la guerre fut longue et coûteuse et elle fragilisa considérablement les provinces orientales de l'empire. Dès lors, la conquête musulmane de ces territoires en fut grandement facilitée.

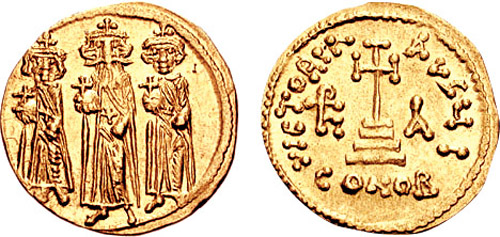
Monnaie à l'effigie d'Héraclius et de ses fils Constantin III Héraclius et Héraclonas.

La terreur que faisait régner Phocas prit fin lorsque l'exarque d'Afrique, Héraclius, se rebella et mit fin aux livraisons de blé destinées à la capitale. Son fils, aussi nommé Héraclius, prit alors la tête d'une escadre qui se dirigea vers Constantinople, s'empara de la ville et fit exécuter Phocas.
Si Justinien avait été le dernier grand empereur de ce que les historiens modernes peuvent encore appeler l'« Empire romain », avec Héraclius (575-641) commença véritablement ce que l'historiographie moderne nomme l'« Empire byzantin ». En effet, ce fut sous son règne que le latin fut définitivement abandonné au profit du grec et que l'empereur remplaça le titre d'Augustus par celui de basileus (βασιλεύς). En faisant couronner coempereurs ses deux fils, Héraclius-Constantin et Héraclonas, Héraclius instaura le système de la corégence qui permit de constituer des dynasties et de régler, en théorie du moins, le problème de la succession.
Le régime des thèmes, ou organisation militaire des provinces, fut formellement l'œuvre de ses successeurs ; mais lui-même remodela l'armée en profondeur, remplaçant les mercenaires étrangers par des soldats professionnels venant principalement d'Arménie et commandés par des membres de la noblesse locale. Pour la première fois depuis Maurice, l'empereur prit lui-même le commandement des armées et sut leur insuffler un sens de la mission providentielle qui n'est pas sans anticiper la notion de croisade. Commence également sous cet empereur une période où l'Église soutint l'empire aussi bien financièrement que politiquement. D'une part, celle-ci mit ses richesses à la disposition de l'empereur dans ses guerres contre les Perses ; d'autre part, lorsque celui-ci partit en guerre, ce fut au patriarche Serge qu'il confia la régence et la protection de ses enfants. Héraclius lui-même fut amené à se mêler de questions religieuses. En Arménie, l'attachement à l'hérésie « monophysite » constituait un obstacle à la loyauté à l'empire. Sous l'influence du patriarche Serge, Héraclius fit proclamer, en 638, l'Ekthésis, édit qui, en proposant une solution de compromis, le monothélisme, non seulement ne régla pas la question mais devait aussi provoquer un nouveau conflit avec Rome.
Sur le plan extérieur, Héraclius dut mener deux séries de guerres, la première contre les Perses, la seconde contre les Arabes, tout en faisant face aux invasions des Avars et des Slaves qui menaçaient Constantinople. Commencée en 613, la guerre contre les Perses se poursuivit jusqu'en 628 lorsque le roi Khosro II fut renversé. Son fils, Kovrad-Schiroé, conclut alors un traité de paix qui restituait à Constantinople l'Arménie, la Mésopotamie romaine, la Syrie, la Palestine et l'Égypte. Mais ces reconquêtes devaient être perdues à nouveau quelques années plus tard au profit cette fois des Arabes. Affaiblie, la Perse céda rapidement aux premiers assauts de l'Hégire. Et avec la défaite de Yarmouk en 636, alors aux mains des Arabes, Héraclius voyait détruite l'œuvre de sa vie. En dix ans, la Syrie, la Palestine, l'Égypte et la Mésopotamie romaine tombèrent aux mains des Arabes. Cette invasion aussi rapide s'explique par diverses raisons. Si l'armée byzantine était souvent plus nombreuse et mieux équipée, elle était avant tout composée de mercenaires dont la motivation était faible par rapport à celle des soldats arabes motivés par le principe de la « guerre sainte ». De plus, les provinces conquises avaient été profondément fragilisées par les guerres entre empires perse et byzantin. Enfin, elles furent souvent le lieu de contestations du pouvoir impérial car les populations étaient adeptes du monophysisme et non de la doctrine chalcédonienne de Constantinople. Cette loyauté douteuse explique le fait que de nombreuses villes ouvrirent leurs portes aux Arabes en échange d'un traité relativement indulgent.

Les thèmes d'Anatolie en 750.

Sur le plan intérieur, même le principe de la corégence ne réussit qu'à moitié et ce fut un petit-fils, Constant II Héraclius (630-668), alors âgé de onze ans, que les généraux choisirent comme empereur. Celui-ci héritait d'un empire réduit à l'Anatolie, l'Arménie, l'Afrique du Nord et une partie de l'Italie, tous menacés. Son règne se passa à lutter contre les Arabes et leur calife, Muʿawiya Ier (661-680). C'est sous le règne de Constant que débuta la réorganisation de l'armée suivant le système des thèmes qui devait subsister pendant trois cents ans. Les armées mobiles des siècles précédents furent relocalisées dans des districts spécifiques (ou « thèmes ») commandés par un stratège. Les soldats avaient la mission de protéger et reçurent des terres qu'ils devaient cultiver lorsqu'ils n'étaient pas en campagne. Ces soldats paysans furent le symbole de l'évolution profonde de la structure de l'Empire byzantin anciennement fondé sur le modèle des cités de l'Antiquité. Dorénavant, ce furent les campagnes qui assurèrent sa survie. Ce modèle des thèmes qui n'en était qu'à ses balbutiements subsista durant plusieurs siècles et devint le modèle administratif commandant l'organisation régionale de l'Empire byzantin. Du fait du cumul de l'autorité civile et militaire par le stratège, ce système dérogeait au principe romain de séparation des deux pouvoirs. Il fut l'un des meilleurs exemples des transformations profondes que connut l'empire à cette période.

#### Réformes de l'empire

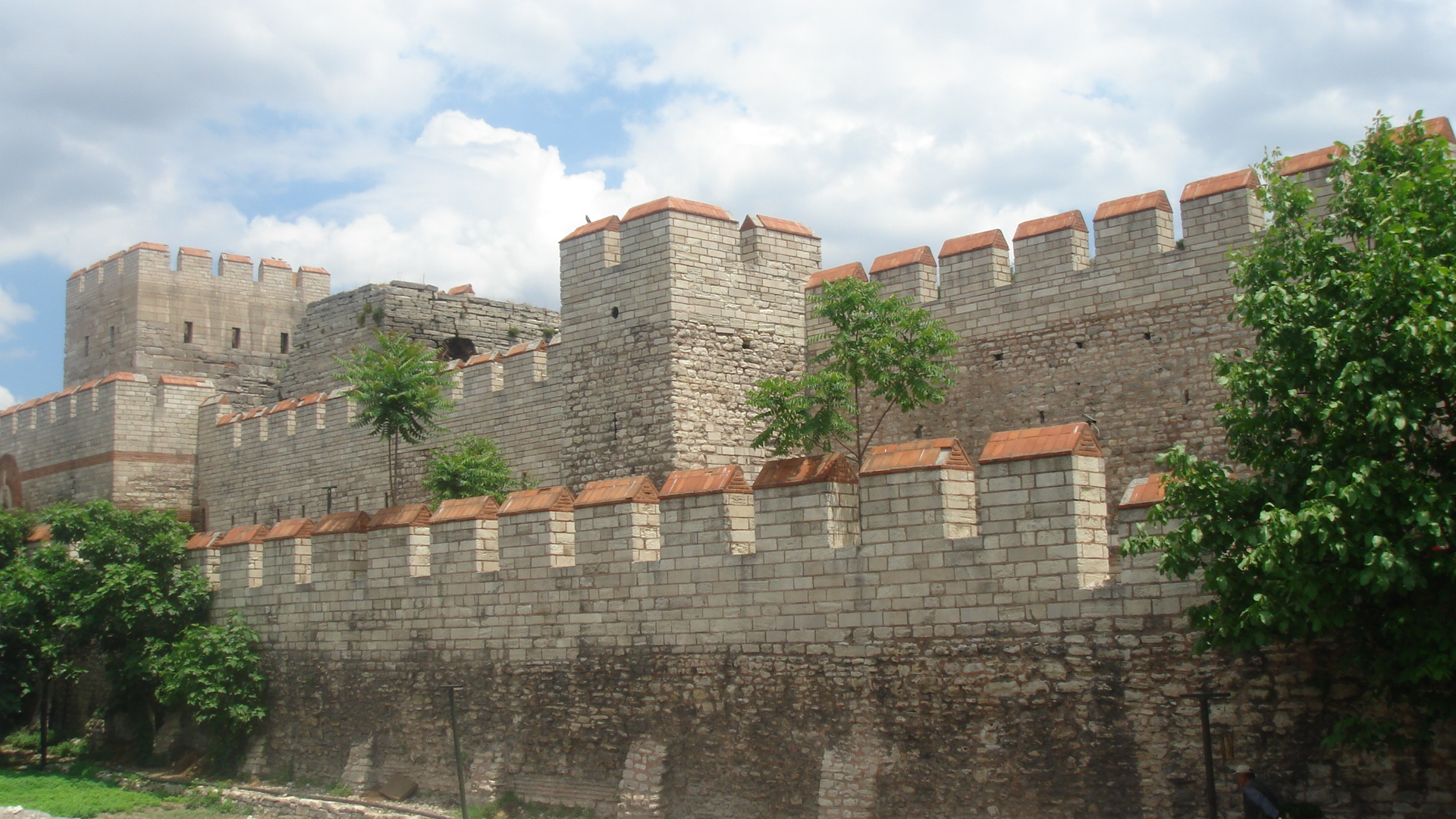
Une section restaurée des fortifications médiévales qui entouraient Constantinople.

Dès que Muʿawiya eut réussi à restaurer la dynastie des Omeyyades, la lutte reprit, le calife concentrant ses efforts sur Constantinople. Une trêve, conclue en 659, permit à Constant II de porter son action en Occident où les querelles religieuses avaient eu des conséquences politiques désastreuses. Après avoir tenté de libérer l'Italie du Nord des Lombards, Constant se dirigea vers Rome où il se réconcilia avec le pape avant de s'installer à Syracuse, position clé entre l'Italie du Nord menacée par les Lombards et l'Afrique menacée par les Arabes. C'est là qu'il fut assassiné en 668.

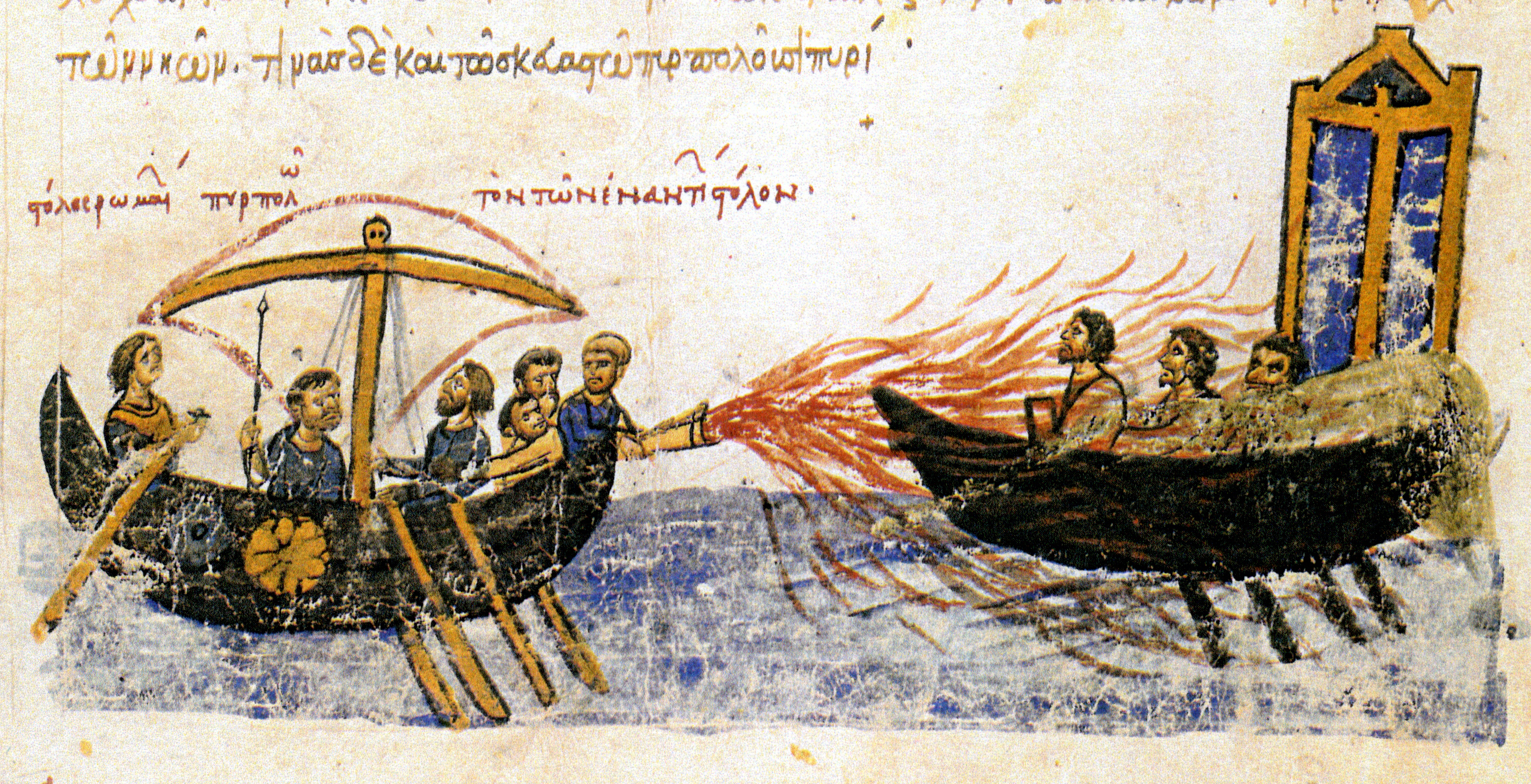
Utilisé dans les conditions réquises, le feu grégeois fut d'une efficacité redoutable et constitua un puissant atout stratégique pour les Byzantins qui purent ainsi repousser les Arabes lors du premier siège de Constantinople par les Arabes (674–678).

Tout comme son père, Constantin IV (650-685) dut lutter contre Muʿawiya qui vint mettre le siège devant Constantinople dont on avait restauré les murailles et rebâti la flotte. Ce fut sans doute au cours de ce siège, qui dura de 674 à 678, que l'on fit usage pour la première fois du « feu marin » (πύρ ύγόν) ou feu grégeois que leur avait vendu un architecte syrien, Callinicus. Muʿawiya ne put s'emparer de Constantinople et dut signer un accord de paix de trente ans. Cette accalmie permit à Constantin de se tourner vers l'Italie où il signa un traité avec les Lombards. Il eut moins de succès dans les Balkans où il dut reconnaitre aux Bulgares conduits par Asparoukh le droit de s'installer au sud du Danube.
Constantin IV n'avait que trente-trois ans lorsqu'il mourut en 685. Son fils, Justinien II (668-711) devint empereur à l'âge de seize ans dans un empire considérablement diminué. Son rêve, comme celui de son prédécesseur du même nom, fut de redonner à l'empire le lustre qu'il avait déjà eu. En 686, il commença par réaffirmer la suzeraineté de Constantinople sur l'Arménie et l'Ibérie. Puis, il se dirigea vers les régions devenues slaves des Balkans dont il transféra près de 30 000 colons vers les territoires ravagés par les Arabes. Mais ces nouvelles troupes passèrent à l'ennemi et, à la suite de la bataille de Sébastopolis, l'Arménie retourna six ans plus tard au califat. Justinien fit de même avec les citoyens de Chypre, devenu une sorte de condominium byzantino-arabe, et envoya ces marins réputés en Cyzique qui en manquait cruellement depuis les guerres navales menées par Muʿawiya contre Constantinople.
Profondément croyant, Justinien convoqua le sixième concile œcuménique ou Quinisexte qui confirma le rejet du monothélisme. Mais les conclusions du concile laissaient percevoir le fossé qui se creusait entre les Églises d'Orient et d'Occident sur diverses questions dont le mariage des prêtres. Dix ans plus tard, Justinien tenta de faire arrêter le pape comme l'avait fait Constant II. Mais la position du pape s'était affermie et les milices de Rome et de Ravenne empêchèrent le délégué impérial de mener à bien sa mission.
Cet échec couplé aux défaites militaires et aux violences que faisaient subir les collecteurs d'impôts à la population attisèrent la colère populaire contre Justinien. Aussi, quand il fit libérer le général Léonce qu'il avait fait emprisonner après le désastre de Sébastopolis, ce dernier prit la tête d'une sédition, renversa Justinien et se fit proclamer empereur en 695. Déchu, le nez coupé et dès lors incapable en théorie de régner, Justinien alla trouver refuge auprès du khan des Bulgares, Tervel, avec l'aide duquel il put reconquérir Constantinople en 705. Dans le même temps, Les Romains furent définitivement chassés d'Afrique avec la prise de Carthage par les Arabes en 698. En 711, Justinien II lança une expédition contre Cherson en Crimée, sans doute pour arrêter l'avancée des Khazars. Toutefois la marine impériale se révolta et vint assiéger Constantinople qui lui ouvrit ses portes. Abandonné de tous, Justinien fut une seconde fois déchu et, cette fois, assassiné par l'un de ses officiers. Ainsi prenait fin la première dynastie proprement byzantine à avoir dirigé l'empire pendant une centaine d'années.

## Un empire romain hellénisé (711-1204)

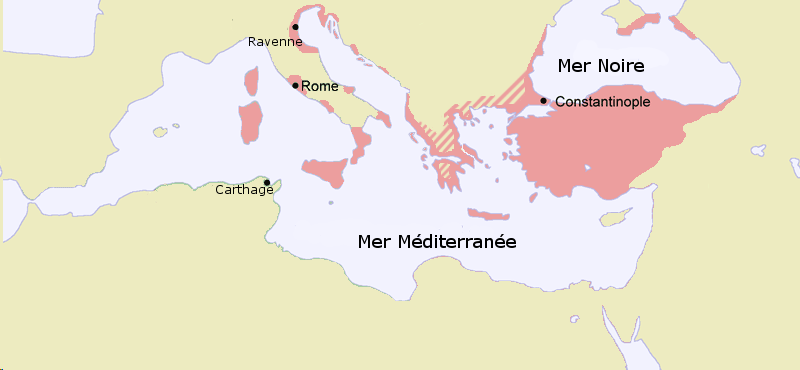
L'Empire byzantin en 717.

Cette période s’étend du début du VIIIe siècle jusqu’au sac de Constantinople par les croisés en 1204 lors de la quatrième croisade. Elle vit une succession de reculs et d’expansions de l’Empire sous cinq dynasties : les Isauriens, les Amoriens, Macédoniens, les Comnènes et les Anges. Durant cette période, seuls les hellénophones des côtes, des grandes villes, de l'Hellade et d'Asie mineure occidentale (Grecs), les romanophones des Balkans (Dalmates, Valaques) et les arménophones d'Asie mineure orientale (Arméniens) se considérèrent encore comme des Romains (en grec Ρωμαίoί ou « Romées »). L'état empire multinational se transforma ainsi en un empire plus homogène ethniquement, tandis que les institutions subirent de profondes transformations pour faire face aux diverses menaces.

### Dynastie isaurienne et iconoclasme (717-802)
L'assassinat de Justinien II fut suivi d'une période de flottement à la suite de laquelle un soldat, fils de paysans immigrés de Thrace, fut proclamé empereur sous le nom de Léon III (685-747). Il passa une partie de son règne à lutter contre les Arabes qui vinrent à nouveau assiéger Constantinople. Grâce à une alliance avec les Bulgares de Tervel, Léon parvint à faire lever le blocus en 718. De nouvelles invasions arabes en Asie mineure furent également repoussées grâce à une alliance avec les Khazars. La victoire de Léon à Amorium en 740 devait mettre fin à ces incursions en Orient. En plus de réaménager les thèmes, Léon publia un nouveau code juridique, l’Éclogue, qui, tout en réduisant le nombre de cas punissables de la peine de mort, multipliait les châtiments inconnus du droit de Justinien comme l'amputation, l'aveuglement, etc.
Le règne de Léon III fut surtout marqué par le début de l'iconoclasme. Objets ayant au départ valeur d'enseignement, les icônes se virent au cours des siècles attribuer des propriétés miraculeuses, voire magiques. Certaines furent même qualifiées d'« acheiropoïètes », c'est-à-dire non faites de main d'homme. Léon, tout comme certains évêques de l'époque, semble avoir vu dans ces exagérations la cause de la colère divine ayant entraîné les défaites de l'empire au cours des siècles précédents, ce que confirma l'apparition d'une nouvelle île près de Santorin à la suite d'une éruption volcanique. Le premier geste public de Léon dans cette direction fut de retirer l'icône d'or du Christ qui surmontait les portes de bronze à l'entrée du Grand Palais. La réaction de la foule fut vive et plusieurs soldats, venus accomplir l'ordre de l'empereur, furent massacrés sur place. Sans consulter l'Église, Léon promulgua un édit qui faisait de l'iconoclasme la politique officielle de l'empire ce qui provoqua la démission du patriarche Germanicus et la colère du pape Grégoire II, affaiblissant du même coup l'autorité de l'empereur en Italie. Le successeur de Grégoire II, Grégoire III, convoqua un synode qui condamna l'iconoclasme en 731.

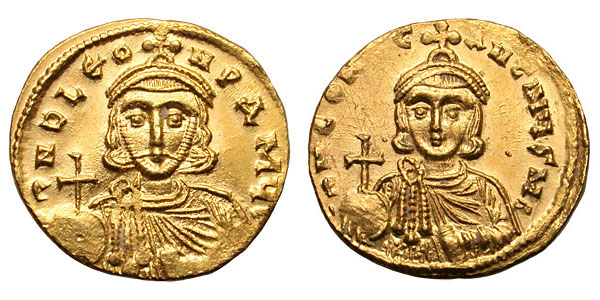
Pièces de monnaie représentant Léon III (à gauche) et Constantin V (à droite) ; tous deux menèrent une politique en faveur de l'iconoclasme.

Son fils et successeur, Constantin V (718-775), non seulement continua la politique de son père, mais encore persécuta les iconodules ou partisans des icônes. Ses attaques contre les moines se transformèrent en attaques contre l'institution monastique elle-même. Il rejeta non seulement les icônes, mais aussi le culte des saints et la vénération des reliques. Entièrement préoccupé par ses guerres contre les Arabes et les Bulgares, Constantin ne porta aucune attention à l'Italie où le pape dut se décider à chercher un autre allié contre les Lombards. En janvier 754, le pape Étienne II franchit les Alpes pour rencontrer le roi des Francs, Pépin le Bref, à Ponthion, préparant ainsi la fondation d'un État ecclésiastique romain. Toutefois, les campagnes menées par Constantin V contre les Arabes furent des succès et permirent à l'Empire byzantin de consolider sa frontière orientale tout en éloignant la menace arabe.

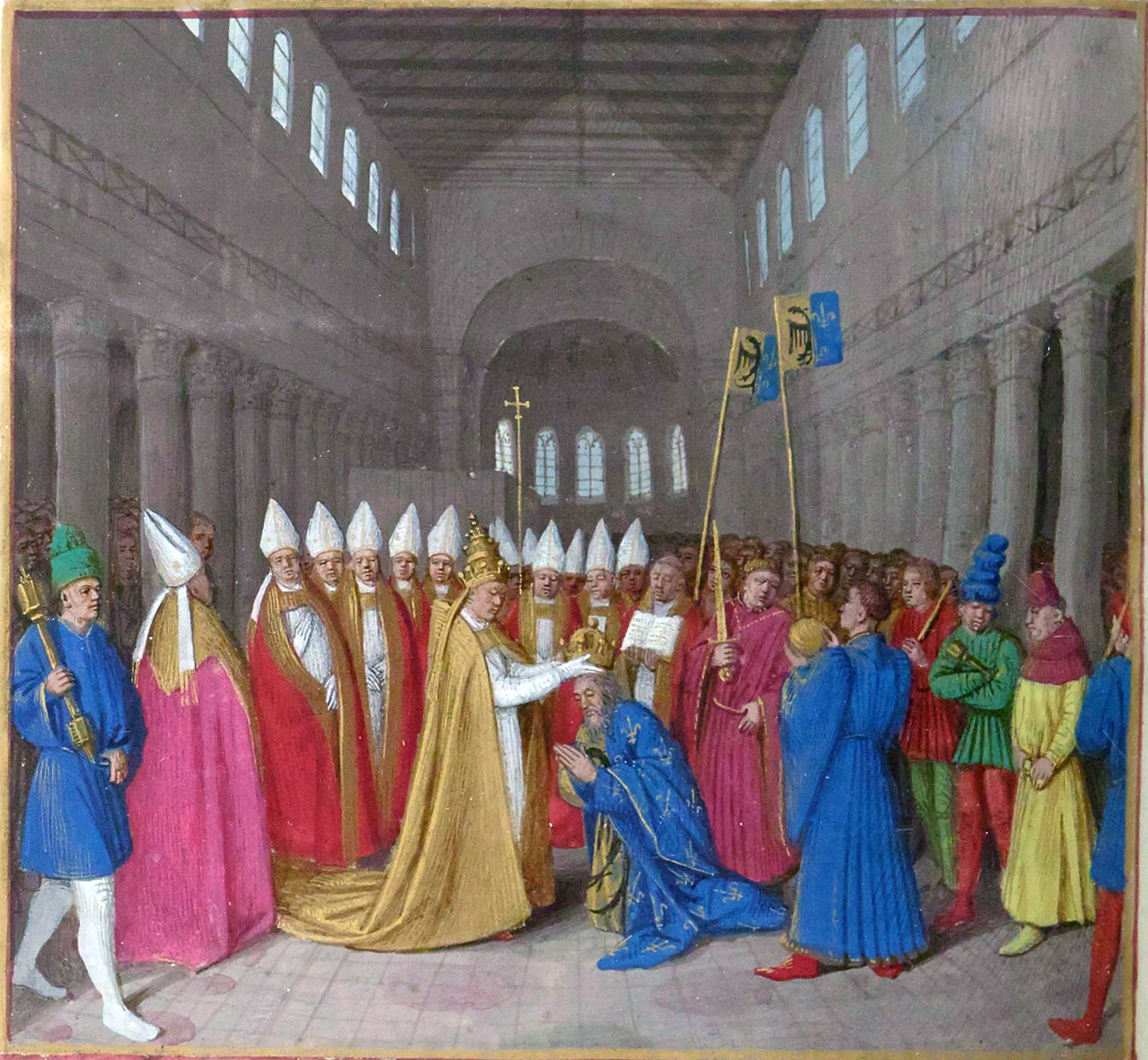
En se faisant couronner empereur, Charlemagne se pose en héritier de l'Empire romain d'Occident, ce qui crée, en Italie, une rivalité avec les autorités romaines d'Orient, dites (bien plus tard) « byzantines ».

Le court règne de Léon IV (750-780) marque la transition entre la détestation de Constantin V pour les icônes et l'attachement manifesté par son épouse, Irène, qui en rétablit le culte. Toutefois, il mourut prématurément et laissa le trône à son fils Constantin VI (771-797) seulement âgé de dix ans. La mort de Constantin VI entraîna quasiment la fin de la dynastie isaurienne qui, malgré la naissance de controverses religieuses majeures qui menacèrent l'unité et la stabilité de l'empire, réussit le tour de force de consolider les frontières de l'empire et d'écarter les nombreuses menaces qui pesaient sur son existence plus d'un demi-siècle plus tôt. En outre, le profond mouvement de réforme de l'organisation interne de l'empire se prolongea, rendant celui-ci plus en harmonie avec le nouveau contexte intérieur et extérieur. Cependant, comme souvent dans l'histoire, la période de régence fut à l'origine d'une ère d'instabilité. La mère de Constantin VI, Irène (752-803), se hâta de saisir le pouvoir à la faveur d'un coup d'État manqué et de nommer des évêques iconodoules comme le patriarche Tarasios qui présida le deuxième concile de Nicée, lequel condamna l'iconoclasme comme une hérésie et rétablit la vénération des images. Toutefois, Constantin, lorsqu'il fut en âge de régner, supporta de plus en plus mal la tutelle de sa mère. Aussi, lorsque celle-ci exigea que les armées lui prêtent serment, la nommant en premier lieu et Constantin ne venant qu'au second rang en tant que coempereur, celles-ci se rebellèrent et acclamèrent Constantin comme unique souverain, en octobre 790. De caractère faible, Constantin finit par s'aliéner ceux-là mêmes qui lui avaient redonné le pouvoir, lesquels finirent par se ranger du côté d'Irène. Celle-ci reprit le pouvoir, déposant son fils qui fut aveuglé par les conspirateurs et mourut peu après. Pour bien marquer qu'elle était seule maître de l'empire, Irène porta pendant cette période, le titre de basileus et non de basilissa.
Pendant ce temps, le pape avait couronné Charlemagne empereur en 800, alléguant qu'une femme ne pouvait remplir cette fonction. Charlemagne, quant à lui, avait reconnu Irène comme souverain de l'empire romain et, en geste d'apaisement, avait offert de l'épouser, ce qui aurait réuni à nouveau les empires romains d'Orient et d'Occident. Il semble qu'Irène eût été disposée à accepter l'offre, mais que les hauts-fonctionnaires qui pouvaient prétendre lui succéder puisqu'elle n'avait pas d'enfant ne l'entendaient pas ainsi. Pendant que les ambassadeurs de Charlemagne étaient encore à Constantinople, un complot ourdi par l'un d'eux réussit ; Irène fut déposée et le général Nicéphore fut proclamé empereur.

### Dynastie amorienne et retour de l'iconoclasme (820-867)

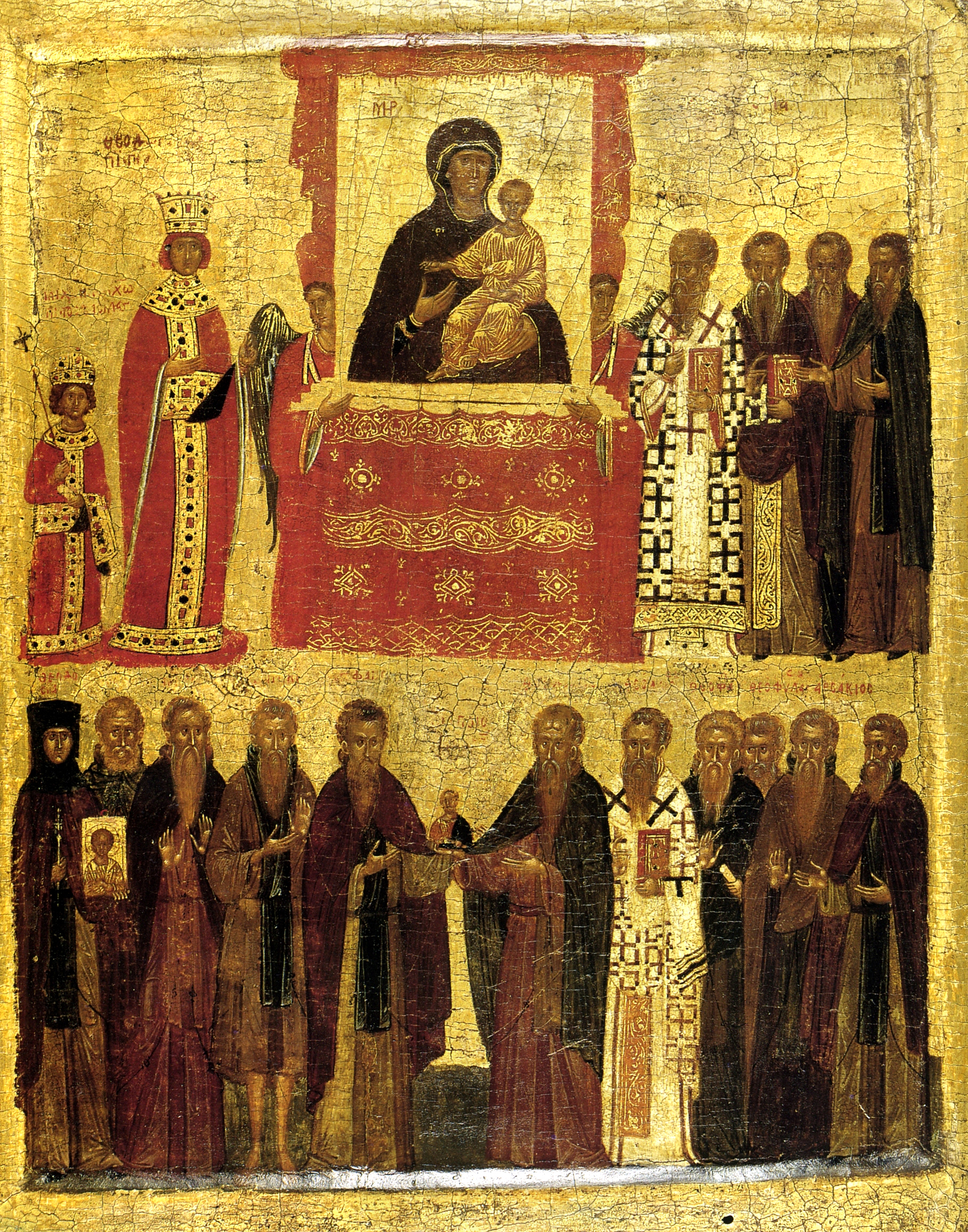
Icône célébrant le triomphe de l'orthodoxie sur l'iconoclasme. Cet événement est encore célébré aujourd'hui lors du Dimanche de l'Orthodoxie.

Lorsqu'Irène fut déposée, les hauts fonctionnaires proclamèrent empereur le sénateur Nicéphore Ier (760-811). Celui-ci eut à lutter contre les Bulgares dirigés par un chef audacieux et entreprenant : Kroum, allié de Charlemagne contre les Avars. Pour avoir la paix à l'Ouest, Nicéphore se résolut à négocier un traité avec Charlemagne. Aux termes de celui-ci, Charlemagne se voyait reconnaître son titre d'empereur par Constantinople. En échange, il renonçait à ses prétentions sur les possessions byzantines d'Italie (essentiellement la province de Venise) et de la côte dalmate. Tout espoir de voir réunies les deux parties de l'empire disparut à jamais.
Lors d'un engagement avec Kroum, Nicéphore fut tué et son fils, Stavrakios, grièvement blessé. Son beau-frère, Michel Rhangabé monta sur le trône. Il maintint la politique de son prédécesseur à l'endroit de Charlemagne à qui il reconnut officiellement le titre de basileus tout en demandant la main d'une fille de Charlemagne pour son propre fils. Partisan de l'orthodoxie, il fit revenir les studites, adversaires du parti iconoclaste. Sur leur conseil, il reprit la guerre contre Kroum et fut défait lors de la bataille de Versinikia. L'armée se révolta et Michel fut forcé d'abdiquer en faveur du stratège du thème des Arméniaques, Léon V.
La mort subite de Kroum venu à nouveau assiéger Constantinople permit à Léon V (décédé en 820) de tourner son attention vers les questions religieuses, d'attribuer les défaites de Nicéphore au retour des images et de convoquer un concile (en 815) qui revint aux thèses iconoclastes mais de façon plus modérée que sous Constantin V. Il fut assassiné en 820 pendant un office liturgique dans la cathédrale de Sainte-Sophie par les partisans d'un autre général, Michel (r. 820-829).
Avec Michel II, commence la dynastie amorienne qui mit fin à cette succession de généraux venus des thèmes d'Asie. La révolte de Thomas le Slave qui s'était déclaré partisan des images mêla à nouveau questions politiques, sociales et religieuses. Quoiqu'iconoclaste lui-même, Michel chercha un terrain d'entente avec les iconodoules et y serait sans doute parvenu sans l'opposition du pape Pascal Ier. En 827, les Arabes commencèrent à envahir systématiquement la Sicile, réduisant encore davantage l'influence byzantine dans l'Adriatique.

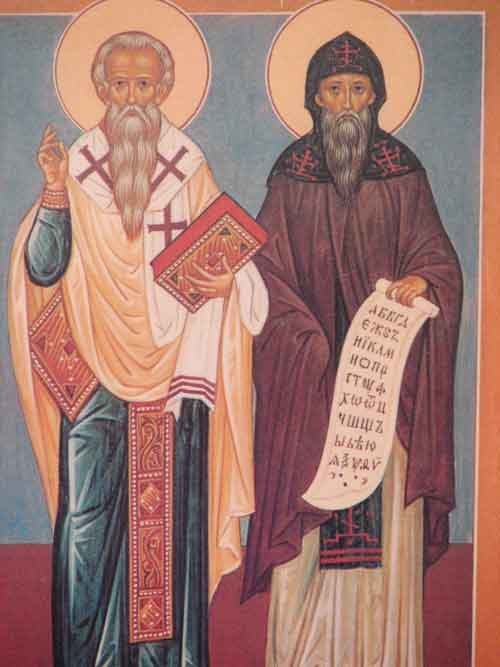
Icône de Cyrille et Méthode. En évangélisant les peuples slaves, les deux frères accroissent considérablement la sphère d'influence culturelle de Byzance.

On assista sous son successeur, Théophile (812/813-842), à la dernière persécution contre les iconodoules, d'autant plus vive qu'il s'agissait du dernier sursaut de l'iconoclasme moribond. Théophile laissa les Arabes continuer leur conquête de la Sicile et de l'Italie du Sud pour se concentrer sur l'Asie où il créa les thèmes de Paphlagonie et de Chaldée, consolidant ainsi la présence de Byzance dans le Pont et sur la mer Noire où les territoires byzantins furent regroupés dans un thème (Crimée byzantine) ayant comme capitale Cherson. Toutefois, le sac d'Amorium, la ville d'origine de la dynastie régnante par les Arabes eut un grand retentissement au sein de l'Empire byzantin et contribua à désavouer l'iconoclasme dont la légitimité reposait en partie sur les victoires militaires.
Théophile mourut peu avant d'avoir atteint sa vingt-neuvième année. Son fils, Michel III (840-867) n'avait que deux ans à son avènement. La régence fut confiée à sa mère, Théodora et à son conseiller, le logothète du drome, Theoktistos. Continuant celui de son père, le règne de Michel III marqua la fin du déclin de l'empire et le début du raffermissement qui devait se poursuivre sous la dynastie macédonienne. En 843, Theodora et Theoktistos rétablirent l'orthodoxie à la suite d'une réunion de dignitaires civils et religieux où furent reconnues les conclusions du second concile de Nicée (787). La régence dura quatorze ans au terme desquels Michel, en âge de régner, força sa mère à se retirer dans un couvent.
C'est pendant son règne que le prince de Moravie, en butte aux attaques des Francs, demanda des missionnaires à Constantinople en 862 pour combattre l'influence des missionnaires francs. Michel y répondit obligeamment en envoyant les frères Constantin (plus tard connu sous le nom de Cyrille) et Méthode. La Moravie et, peu après, la Bulgarie devinrent ainsi un terrain de compétition tant politique que religieuse entre l'Est et l'Ouest. Tournée depuis des années vers l'Asie, la politique byzantine devait dorénavant porter une plus grande attention à ce qui se passait au nord de ses frontières et commencer des relations fructueuses avec la Rus'.
Pour se défaire de sa mère, Michel s'était appuyé sur le frère de Théodora, Bardas. Celui-ci réussit à s'imposer en peu de temps et à être couronné César en 862. Excellent administrateur, il contribua à la fondation de l'université de la Magnaure d'où rayonna bientôt la civilisation byzantine sous la conduite de Léon le Mathématicien (ou Léon le Philosophe, vers 790-870). Excellent soldat, on lui doit aussi la victoire de Petronas en 863, qui marqua un tournant dans la guerre avec les Arabes. De défensive qu'elle avait été jusqu'à ce moment, la guerre devint offensive et les Byzantins poussèrent leur avantage en Asie. Toutefois, un conflit ouvert devait éclater entre lui et le favori de Michel III, Basile Ier le Macédonien (r. 867-886). Au cours d'une expédition en Crète, Basile, avec la complicité de l'empereur, assassina Bardas et fut, en récompense, couronné coempereur. N'ayant plus besoin de Michel, Basile fit assassiner ce dernier au sortir d'un banquet en septembre 867.

### Dynastie macédonienne et redressement de l'empire (867–1057)

#### Premiers empereurs macédoniens et premières réussites (867–912)

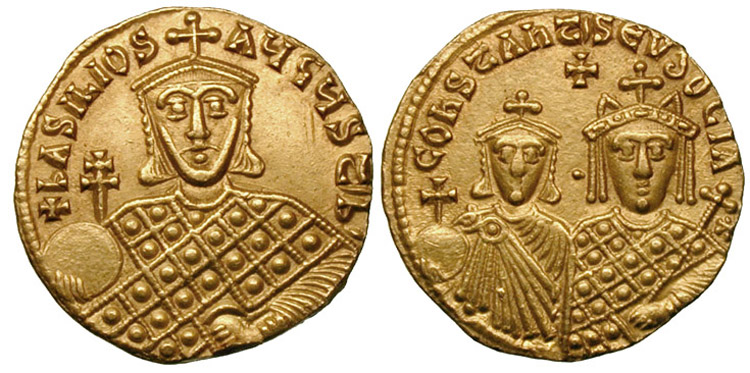
En fondant la dynastie macédonienne, Basile Ier est à l'origine de l'ère glorieuse de l'Empire byzantin sous sa forme médiévale.

Ancien écuyer, Basile (835-886) devait se révéler un excellent administrateur, un réformateur enthousiaste et un général clairvoyant. Sur le plan intérieur, il dut faire face aux dissensions que traversait l'Église d'Orient au sortir de la crise iconoclaste, crise qui le fit d'abord renvoyer puis rappeler le patriarche Photius. Il renforça le contrôle de l'État sur la vie économique et réforma le droit par la publication de deux recueils, le Procheiron et l'Épanagoguè. Le premier était un code à l'intention d'un large public à l'instar de l’Éclogue de Léon III. Traduit en slavon, il contribua au rayonnement de la pensée byzantine chez les Bulgares, les Serbes et les Russes. Le deuxième définissait les droits et les devoirs de l'empereur, du patriarche et des hauts fonctionnaires de l'empire, présentant l'image d'un écoumène régi conjointement par l'empereur et le patriarche, chacun d'eux agissant dans sa sphère propre, mais collaborant au bien-être de l'humanité.
Durant sa lutte contre les Arabes, Basile reprit le contrôle de la côte dalmate et d'une bonne partie de l'Italie méridionale ; Rome elle-même, que la fin de la dynastie carolingienne privait de ses alliés francs, dut faire appel à lui. Dans les Balkans, le prosélytisme religieux de l'Église orthodoxe en réponse au bogomilisme, doublé d'un habile jeu diplomatique, contribua plus que l'armée à augmenter le prestige de l'Empire, d'autant plus que, contrairement à l'Église d'Occident, sa prédication se faisait toujours dans la langue du peuple concerné, lui laissant une certaine autonomie dans l'organisation de son Église. Ayant à choisir entre Rome et Constantinople, le tsar bulgare, Boris Ier (r. 852-889), après avoir tergiversé, opta en faveur de Constantinople. En 867, le patriarche Photius annonçait que les Russes, après avoir tenté d'attaquer Constantinople, acceptaient maintenant qu'on leur envoie un évêque chrétien. Quelques années plus tard, le « baptême de la Russie » signifia son entrée dans la « communion orthodoxe ».
Léon VI (866-912) poursuivit la refonte du droit entreprise par son père. Les Basiliques constituent un ensemble de 60 livres divisés en six tomes. Recueil de lois canoniques aussi bien que civiles et criminelles, ce fut sans doute l'ouvrage le plus considérable de l'Empire byzantin médiéval. À cela s'ajoute une collection des 113 édits de Léon lui-même lesquels, publiés sous le titre de Novelles, qui traduisaient à la fois la continuité avec le système romain, l'absolutisme impérial et la montée de la noblesse civile byzantine qui, à partir de Romain Lécapène, menaça cet absolutisme. En plus d'avoir à faire face aux Arabes en Orient, Léon dut affronter le nouveau khan bulgare, Siméon Ier le Grand (r. 883-927), fils de Boris, qui ambitionnait de devenir lui-même basileus. Pour lutter contre lui, Léon s'allia à un nouveau peuple apparu vers 880 sur le Danube et qui allait bientôt poser de nombreux problèmes : les Magyars, dirigés par Árpád de Hongrie.

#### RomainIeret Constantin VII: la renaissance macédonienne (912–959)

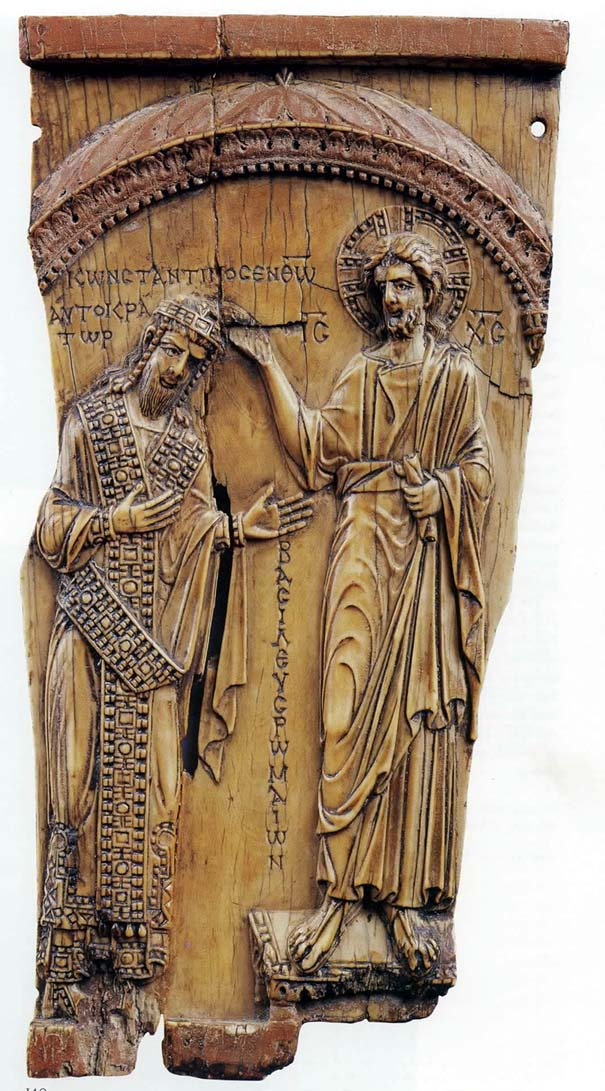
Christ couronnant Constantin VII (945). Si Constantin VII Porphyrogénète gouverna peu, ses œuvres littéraires sont d'une grande importance historique pour la compréhension de l'Empire byzantin.

À la mort de Léon VI, le trône échut à son frère et coempereur, Alexandre (870-913) qui mourut un an plus tard. La dynastie macédonienne n'était plus représentée que par un enfant de 7 ans, Constantin VII Porphyrogénète (905-959, r. 913-959) né du quatrième mariage de Léon VI avec Zoé Carbonopsina, mariage dont la validité n'était pas reconnue par l'Église. La régence incomba d'abord au patriarche Nicolas Ier Mystikos, puis à la mère de Constantin, Zoé, laquelle dut faire face aux attaques de Syméon de Bulgarie et à celles des Arabes d'Asie et d'Afrique. Devant un désastre imminent, on fit appel en 919 au commandant de la flotte impériale, Romain Ier Lécapène (870-948). Homme d'une grande ambition, il réussit à éloigner l'impératrice mère et ses courtisans de façon à établir son pouvoir personnel. Après avoir fait épouser sa fille par Constantin VII, il reçut le titre de basiléopator, puis de césar avant de devenir coempereur en 920, et finalement d'empereur en titre, Constantin ne faisant plus figure que de coempereur.
Sa première tâche fut de continuer la lutte contre Syméon de Bulgarie qui n'avait pas abandonné l'idée de devenir empereur des Romains. Il parvint toutefois à neutraliser Syméon qui se tourna alors vers la Serbie et la Croatie. Après le décès de Syméon en 927, son fils Pierre épousa la petite fille de Romain ; on lui reconnut le titre de basileus des Bulgares et l'Église bulgare reçut son propre patriarche. La paix avec la Bulgarie permit à Romain de concentrer ses efforts sur la lutte contre les Arabes. Deux guerres devaient s'ensuivre avec comme objectif de progresser en Cilicie et en Haute Mésopotamie avec l'appui de l'Arménie. La première dura onze ans et fut conduite par le général Jean Kourkouas ou Ioannis Kourkouas. Elle se termina en 938 par une trêve avec échange de prisonniers. La deuxième commença l'année suivante et se poursuivit jusqu'en 944, lorsque les Byzantins parvinrent à reprendre Édesse et à rapporter à Constantinople le fameux Mandylion, linge portant l'empreinte de la figure du Christ. L'Empire byzantin était favorisé dans sa lutte contre les Arabes par la division de ceux-ci en plusieurs émirats indépendants. Jean Kourkouas dut également défendre Constantinople contre les forces russes du prince Igor de Kiev qui, en 941 et en 944, voulait contraindre l'empire à accorder des conditions commerciales avantageuses aux marchands russes maintenant présents dans toute la Méditerranée. Une trêve (traité de Constantinople) fut conclue donnant effectivement un statut avantageux aux marchands russes contre la promesse de ne pas attaquer Cherson et les autres villes byzantines de la Crimée.
Pendant son règne, Romain mena une lutte constante contre la noblesse civile qui achetait les terres des paysans pauvres ou des communautés rurales (les paroisses) sur lesquelles reposait le paiement des impôts et la prestation du service militaire. La diminution du nombre de ces petites propriétés avait pour conséquence la diminution de la richesse de l'État, car la noblesse était exempte d'impôt. Déjà âgé, Romain fut victime de la soif de puissance de ses fils, qui, craignant de ne pouvoir succéder à leur père, firent arrêter celui-ci le 16 décembre 944 et l'exilèrent dans l'île de Proti (aujourd'hui Kınalıada) où il devait finir ses jours quatre ans plus tard. Leurs plans échouèrent toutefois puisqu'en janvier 945, ils furent eux-mêmes arrêtés et envoyés en exil, laissant ainsi Constantin VII Porphyrogénète (905-959) seul sur le trône. Tenu depuis vingt-cinq ans à l'écart des décisions de l'empire, Constantin continua sa vie studieuse de penseur et d'historien. Son legs intellectuel fut néanmoins aussi important que l'héritage militaire ou politique de ses prédécesseurs. Non seulement il réforma l'université impériale (il en releva le statut de ses professeurs dans la société), mais il composa aussi plusieurs ouvrages comme le De ceremoniis décrivant méthodiquement le rituel de la cour byzantine ou le De administrando Imperio dans lequel il fit part à son fils de ses propres réflexions et de celles de ses prédécesseurs sur la façon d'administrer l'empire. Ce fut durant cette période que se déroula le voyage que fit à Constantinople la princesse Olga de Kiev, veuve du prince Igor et régente pour son fils. Sa conversion au christianisme et sa réception par Constantin VII créèrent des liens qui se consolidèrent durant les règnes de Svyatoslav et de Basile II.

#### Conquêtes des années 959–976

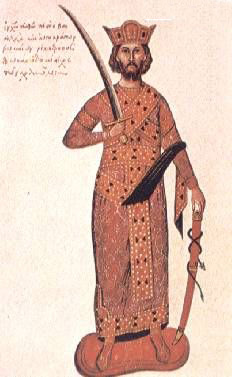
Contesté sur le plan intérieur, l'empereur Nicéphore II Phocas remporte de nombreux succès sur le plan extérieur.

Les thèmes byzantins en Asie Mineure vers 950 peu avant les conquêtes de Nicéphore II Phocas et Jean Tzimiskès.

Avec Romain II (939-963) commença une période d'expansion qui devait se poursuivre pendant de nombreuses années. Son principal mérite fut de garder certains collaborateurs de son père comme le général Nicéphore II Phocas (912 -969). Nommé chef des armées en 954, il avait déjà mené de glorieuses campagnes en Syrie, en Mésopotamie et en Crète, avant de conquérir Alep, la capitale de Saïf-ad-Daoulah, ennemi juré de l'empire. Lorsque Romain mourut en 963, sa veuve, Théophano, assura la régence au nom de ses deux fils, Basile II et Constantin VIII puis elle épousa Nicéphore Phocas déjà proclamé empereur par ses troupes. Jean Tzimiscès, deuxième général en importance de l'empire, prit sa place comme commandant en chef des troupes d'Orient.
Venant de la noblesse foncière, Nicéphore annula certaines dispositions des lois de Romain II qui interdisaient aux puissants de s'approprier les terres des pauvres. Il dirigea plutôt ses attaques contre les monastères qui non seulement accumulaient terres et richesses, mais privaient ainsi l'armée de précieuses recrues. Militaire adoré de ses soldats, Nicéphore le demeura tout au long de son règne. Il combattit d'abord les Arabes auxquels il prit Chypre, Tarse et Mopsueste en 965 ; quatre ans plus tard, Antioche tombait, suivie d'Alep. Nicéphore s'allia au prince de Kiev, Sviatoslav, contre les Bulgares. Mais il se rendit compte de son erreur lorsque Sviatoslav, après avoir agrandi son territoire du côté des bouches du Danube et fait prisonnier le tsar bulgare Boris II (r. 969-977), se rendit maître de la Bulgarie, devenant ainsi un danger mortel pour l'empire. Nicéphore dut alors inverser ses alliances et aider les Bulgares contre Sviatoslav. Complètement pris par ses conquêtes en Asie et les campagnes des Balkans, il n'avait porté que fort peu d'attention à l'Ouest où Otton Ier, après s'être fait couronner à Rome et avoir réduit l'Italie byzantine à quelques thèmes et catépanats, ressuscitait l'idée d'un empire d'Occident égal à l'empire d'Orient. Dans ce but, Otton envoya son ambassadeur, Liutprand évêque de Crémone, proposer au basileus une alliance matrimoniale entre le fils d'Otton et la sœur des deux jeunes coempereurs. Cette proposition fut considérée à Constantinople comme une offense venant d'un roi barbare qui n'était ni empereur, ni romain.

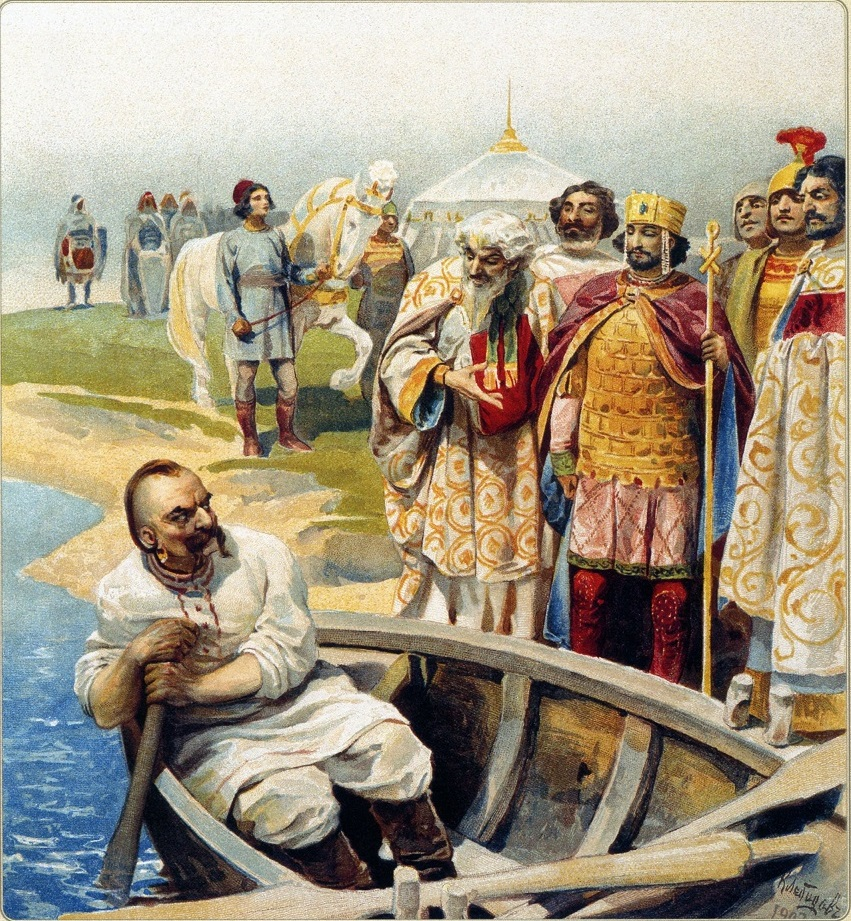
Sviatoslav Ier rencontrant Jean Ier aux bouches du Danube. En repoussant les Russes, Jean Tzimiskès éloigna une importante menace.

Pendant que Nicéphore guerroyait, son épouse Théophano s'était éprise du jeune et brillant général Ioannis Tsimiskès, (925-976), espérant peut-être en faire son époux. De concert, ils complotèrent le meurtre de Nicéphore, assassiné dans son lit le 10 décembre 969. Toutefois, Tsimiskès n'avait nullement l'intention d'épouser l'impériale veuve. Au contraire, cédant aux pressions du patriarche Polyeucte de Constantinople, il exila Théophano et épousa Théodora, fille de Constantin VII et cousine des empereurs légitimes Basile II et Constantin VIII, entrant ainsi dans la famille impériale. Devenant très dévot après la façon peu orthodoxe dont il avait accédé au trône, Tsimiskès révoqua les décrets antimonastiques de son prédécesseur, fut le premier empereur à faire figurer la figure du Christ sur ses monnaies et se constitua le protecteur de la Grande Laure du Mont Athos ; on considère sa chrysobulle de 970 comme l'acte constitutif de la communauté monastique du mont Athos.
Saïf-ad-Daoulah, l'émir hamdanide qui avait été le principal ennemi de Byzance pendant des décennies, mourut en 967. Toutefois, si le califat de Bagdad ne représentait plus de danger, un nouvel ennemi s'annonçait : les califes fatimides avaient reconquis l'Égypte en 969 et 970 et voulaient étendre leur puissance en Asie mineure. Tzimiscès dut reprendre la guerre en Orient. Au nord, il signa un traité d'alliance avec le roi Ashod d'Arménie, au sud l'émir hamdanide de Mossoul se reconnut son vassal. En 975, s'étant donné la Palestine comme objectif, Tzimiscès s'empara des principales villes liées à l'épopée du Christ, puis des villes de la côte comme Sidon et Beyrouth. Dans les Balkans, Sviatoslav qui avait conquis la Bulgarie, menaçait en 969 de marcher sur Constantinople. Après une première victoire du général Bardas Sklèros qui le força à se réfugier à Philippopoli (970), Tzimiscès entreprit une vaste offensive qui se termina en 971 par la déroute complète des Russes. Sviatoslav dut repasser le Danube et le Dniestr pendant que Byzance occupait la Bulgarie occidentale : le Danube redevenait ainsi la frontière de l'empire. L'année suivante, Tzimiscès conclut une alliance avec Otton Ier aux termes de laquelle ce dernier évacuait les possessions byzantines mais obtenait la main de Théophano, fille de Romain II et sœur des deux jeunes empereurs légitimes.

#### Basile II: apogée de l'Empire (976–1025)

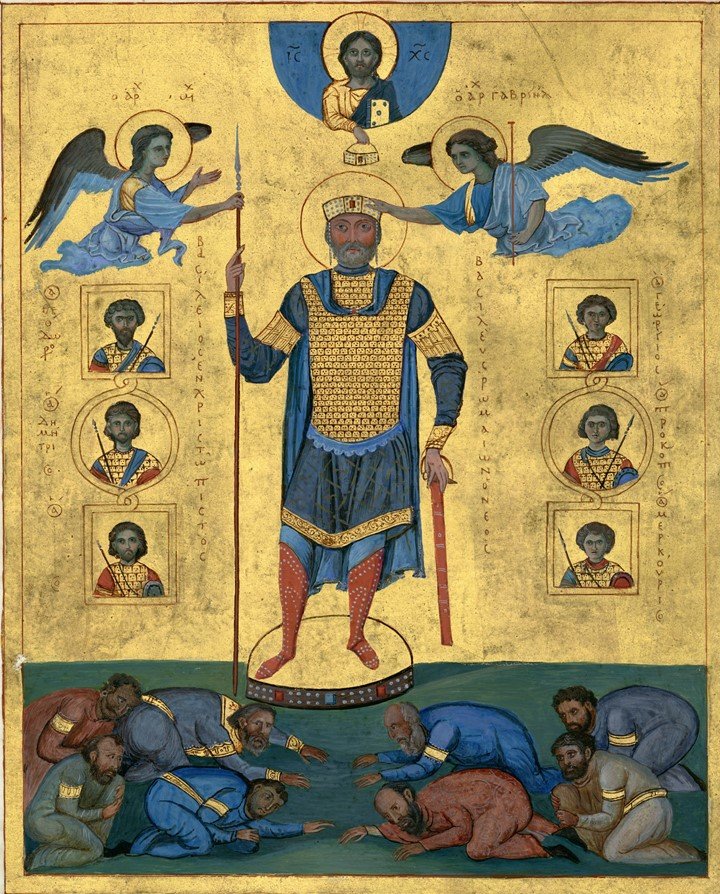
Psautier de Basile II, représentant l'empereur triomphant de ses ennemis.

Tzimiscès contracta une maladie mortelle pendant la campagne de Palestine et s'éteignit en 976 bien que la thèse d'un empoisonnement puisse aussi expliquer cette mort rapide. Basile II (958-1025) et Constantin VIII (960-1028) devinrent donc empereurs en fait autant qu'en droit, mais Basile II s'imposa rapidement comme le seul empereur effectif. Pour y parvenir, il dut cependant mettre fin à la révolte de Bardas Sklèros, éparque de l'Est, et de Bardas Phocas. Ce dernier commandait l'armée qui devait capturer Bardas Skléros mais il finit par se joindre à lui. Basile vint à bout de cette révolte en s'alliant avec le prince Vladimir de Kiev grâce à un marché en fonction duquel le prince épouserait la sœur du basileus en échange de la conversion de son peuple au christianisme. C'était la première fois qu'une princesse porphyrogénète était donnée en mariage à un « barbare ». Cet accord permit à l'Empire byzantin d'accroître grandement son influence culturelle. La révolte de ses puissants conseillers devait marquer Basile II. L'adolescent insouciant fit place à l'autocrate austère qui décida de soumettre les grands propriétaires terriens et d'empêcher les monastères d'accroître leurs terres.

L'Empire byzantin en 1025.

Basile est très connu pour les campagnes qu'il mena pour détruire l'Empire bulgare et qui lui valurent le titre de Bulgarochtone (ou Bulgaroktonos : « le tueur de Bulgares »). La première campagne qu'il mena dès son arrivée au pouvoir se termina par le désastre de la Porte Trajane. Puis, après une campagne contre les Fatimides en Syrie et une dans le Caucase pour régler le cas de l'Arménie et de l'Ibérie, il reprit la lutte contre le tsar Samuel en 1001. Le tournant de la guerre eut lieu 1014 lorsque l'armée de Samuel fut encerclée dans la région du fleuve Strymon. Basile y aurait fait 14 000 prisonniers qu'il fit aveugler, ne laissant qu'un œil à un homme sur cent pour guider les autres dans leur retraite. À la vue de ce qui restait de son armée, le tsar qui avait perdu pratiquement tout son empire, eut une attaque d'apoplexie et mourut le 6 octobre 1014. Toutefois, les études récentes nuancent cette histoire probablement romancée par les sources de l'époque. En 1018, Basile acheva la conquête de la Bulgarie. Cette victoire permit à l'Empire byzantin de se libérer d'un ennemi qui avait menacé sa survie à plusieurs reprises.
Occupé par la question bulgare et celle de l'empire fatimide, Basile préféra régler les problèmes de l'Italie byzantine et de l'Adriatique par la diplomatie. À cette fin, il s'allia avec la jeune puissance maritime que devenait la république de Venise et dont il était toujours en théorie le suzerain, lui accordant divers privilèges commerciaux que les Vénitiens durent défendre par la force, notamment en Dalmatie (en 1001). En contrepartie, Venise mit une flotte au service de Byzance pour défendre Bari, la capitale du thème byzantin d'Italie contre les Sarrasins. Ce fut du reste alors qu'il préparait une offensive contre ceux-ci en Sicile qu'il mourut en décembre 1025. Il laissa à ses successeurs un empire dont la superficie n'avait jamais été aussi grande depuis le temps d'Héraclius ainsi qu'un trésor impérial rempli par les gains des conquêtes. Toutefois, l'ampleur des conquêtes de Basile ont parfois été critiquées car les frontières n'en furent que plus difficiles à défendre.

#### Prémices du délitement de l'Empire (1025–1057)
À sa mort, le trône revint à son frère Constantin VIII (960/961-1028). Mais, pendant les 32 ans qui précèdent l'avènement de la dynastie des Comnène, le pouvoir fut assumé par des princes-époux ou des princes-adoptés et le gouvernement par des intellectuels (Jean Xiphilin, Michel Psellos) ou des personnages issus de milieux modestes (comme Niképhoritzès). Paul Lemerle qualifie ainsi cette période de « gouvernement des philosophes ».
Constantin VIII eut trois filles dont la plus âgée, Eudoxie, se fit religieuse, la deuxième, Théodora Porphyrogénète se récusa à la mort de son père, laissant à Zoé la charge d'assurer la pérennité de l'empire. Sur son lit de mort, Constantin força celle-ci à épouser l'éparque de la cité, Romain Argyros dont l'épouse légitime fut envoyée dans un couvent. Romain III (968-1034) se hâta d'abolir l'Allèlengyon de Basile II, destiné à empêcher les abus des puissants, leur donnant ainsi le pouvoir de s'approprier les terres des paysans-soldats. Il compromettait du même coup l'existence des biens militaires qui, depuis la création des thèmes, étaient la source principale du recrutement de l'armée. Toutefois, l'Empire byzantin parvint encore à s'emparer de quelques territoires (Édesse, la côte orientale de la Sicile) mais ces succès devaient plus aux divisions de leurs adversaires arabes qu'aux talents personnels des empereurs à l'image de l'échec de la campagne de Romain III contre l'émirat d'Alep en 1030.

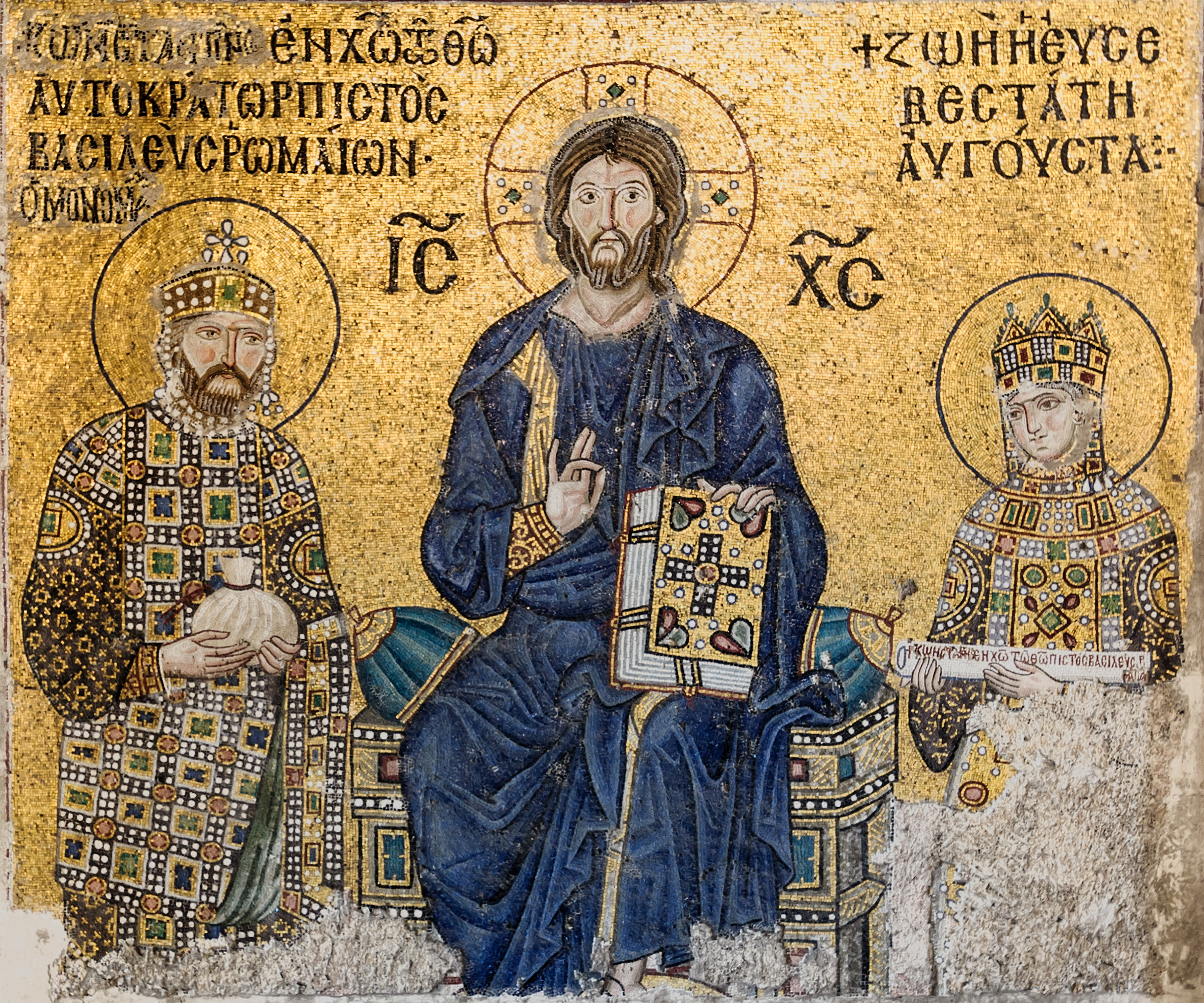
Le Christ entre Constantin IX Monomaque et Zoé. Mosaïque de Sainte-Sophie. Du fait de ses pratiques dispendieuses qui ruinèrent le trésor impérial, l'empereur Constantin IX représenta le début de l'Empire byzantin à partir de 1050.

Ce mariage forcé entre Zoé et Romain ne dura guère et, bientôt, l'impératrice Zoé s'éprit du frère de Jean l'Orphanotrophe, moine et favori de Romain Argyre. Michel le Paphlagonien répondit aux avances de Zoé qui fit noyer Romain dans son bain avant d'épouser Michel quelques heures plus tard. Son but atteint, Michel IV le Paphlagonien (?-1041, r. 1034-1041) relégua l'impératrice au palais et dirigea les affaires de l'État avec son frère. Michel IV n'ayant pas d'enfant, il avait fait adopter en 1035 par l'impératrice Zoé son neveu, Michel Kalaphates, qui monta sur le trône sous le nom de Michel V (?-1042). Après avoir feint le plus grand respect pour Zoé, Michel tenta de se débarrasser d'elle définitivement, mais il se heurta à la colère de la population pour qui l'impératrice représentait la légitimité de la dynastie macédonienne. Le 20 avril 1042, la révolution éclatait et la foule fit revenir Zoé et Théodora qui, bien que se détestant, régnèrent quelques mois de concert.
Deux mois plus tard, Zoé se mariait pour la troisième fois et prenait pour époux Constantin IX Monomaque qu'elle fit couronner le jour suivant. Le règne de Constantin IX (de 1042 à 1055) marqua la fin de la politique d'expansion de l'empire. À la désintégration de l'ordre politique correspondit celle de l'armée. Les soldats-paysans des thèmes se transformant en contribuables, non seulement les effectifs se réduisirent mais les empereurs durent se tourner vers des mercenaires. Aux Varègues et aux Slaves orientaux de la Garde varangienne s'ajoutèrent des aventuriers venus de Catalogne, d'Italie et d'Angleterre. En même temps, de nouveaux ennemis succédèrent aux précédents : les Turcs Seldjoukides prennent la place des Arabes en Orient, où les conquêtes byzantines avaient fait disparaître les États tampons qui séparaient l'Empire byzantin des Arabes. Les empereurs y avaient créé des thèmes, mais mal administrés, et les territoires concernés furent ravagés par plusieurs décennies de guerres. Cela favorisa la réussite des premiers raids turcs. Simultanément, les Normands apparurent en Occident pendant qu'au Nord, les Petchénègues et les Coumans remplacèrent les Bulgares et les Russes, ces derniers lançant leur dernière attaque contre Constantinople en 1043. Néanmoins, si Constantin IX resta toujours sur la défensive, il sut faire preuve de dynamisme et d'énergie dans la lutte contre les adversaires extérieurs. Ainsi, le règne de cet empereur controversé ne fut pas aussi désastreux que la description qui en a été faite par ses contemporains. Zoé meurt en 1050 : son dernier mari reste sur le trône comme seul empereur.
En 1054 la séparation des Églises d'Orient et d'Occident traduit le refus de la Pentarchie par l'église de Rome, équivalent religieux de l'éloignement politique, économique et culturel des deux parties de l'empire au cours des derniers siècles. À la mort de Constantin IX en janvier 1055, la dernière survivante de la dynastie macédonienne, en la figure de Théodora (980-1056), monta sur le trône en son nom propre cette fois. Son règne confirma encore une fois le régime de la noblesse civile et Théodora se conforma aux souhaits de celle-ci en nommant pour lui succéder Michel VI Bringas le Stratiotique (?-1057). Après quelques mois, la noblesse civile, comblée d'honneurs, dut faire face à la noblesse militaire. Voyant leurs revendications refusées, les généraux proclamèrent bientôt l'un des leurs, Isaac Ier Comnène, empereur le 10 juin 1057. Et, lorsque trois mois plus tard, l'Église se rangea du côté de celui-ci, Michel VI n'eut d'autre choix que d'abdiquer et de se retirer dans un monastère.

#### Luttes de pouvoir des années 1057–1081

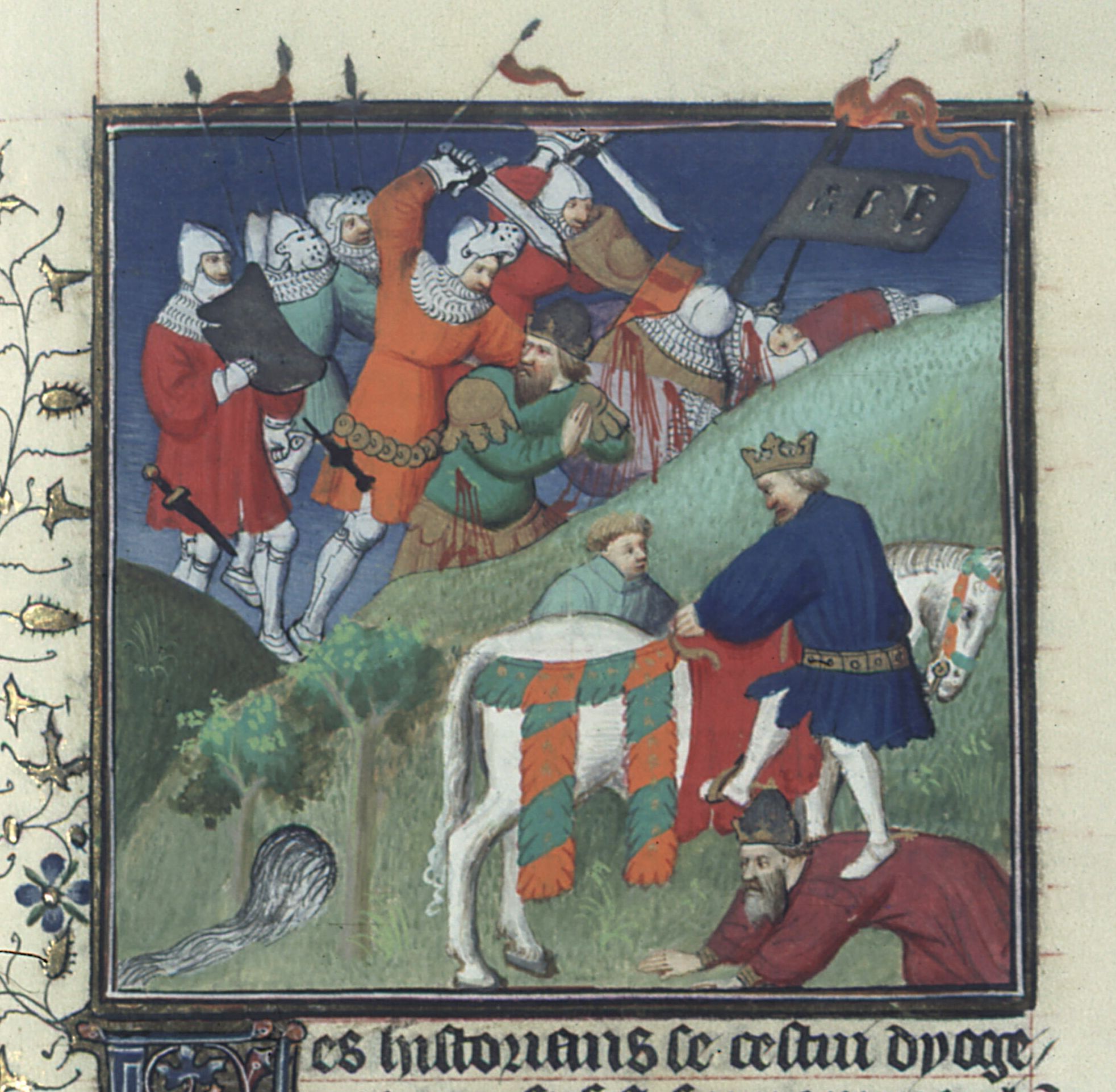
La défaite de Mantzikert plonge l'Empire byzantin dans la guerre civile, ce qui facilite la conquête de l'Anatolie par les Seldjoukides.

Isaac Ier Comnène (1007-1060 ou 1061) ne conserva le pouvoir que deux ans et trois mois avant d'être forcé d'abdiquer. Son avènement marquait la victoire de la noblesse militaire sur la noblesse civile. Les largesses de Constantin IX Monomaque ayant ruiné le trésor public, Isaac se mit à taxer sans pitié le peuple, le sénat, les monastères et même l'armée. Il fut particulièrement intransigeant envers l'Église en faisant déposer le patriarche Michel Cérulaire. Celle-ci, qui s'était rangée du côté des militaires au temps de Michel VI, se rangea cette fois dans le camp de la noblesse civile. Malade et découragé, Isaac abdiqua, cédant le trône à un autre général, Constantin X Doukas (1006-1067).
Bien que militaire de carrière, celui-ci appartenait à l'aristocratie civile (la distinction entre les deux aristocraties mise en évidence par Georg Ostrogorsky est à relativiser). Il se hâta d'annuler taxes et impôts décrétés par Isaac Comnène et de rappeler les bureaucrates et les lettrés écartés du pouvoir, leur ouvrant largement les portes du Sénat. On vit même des soldats quitter l'armée pour entrer dans l'administration civile. À sa mort, l'impératrice Eudocie Makrembolitissa devint régente au nom de ses trois fils et épousa un représentant de la noblesse militaire, Romain Diogène, stratège de Triaditza qui devint empereur sous le nom de Romain IV (?-1071). C'était un retour au régime des princes-époux, les héritiers du trône n'étant plus que coempereurs. Le mariage ne dura que deux mois après quoi Romain alla s'installer au-delà du Bosphore, craignant continuellement les complots de la famille Doukas qui voulait protéger les droits des héritiers légitimes. Il décida alors de mener une campagne contre les Seldjoukides qui multipliaient les raids en Asie mineure. Toutefois, il fut défait et capturé lors de la bataille de Manzikert en 1071. Il fut cependant relâché et obtint un traité de paix indulgent des Turcs mais il fut déposé à son retour par les Doukas avant d'être aveuglé et obligé de se retirer dans un monastère.

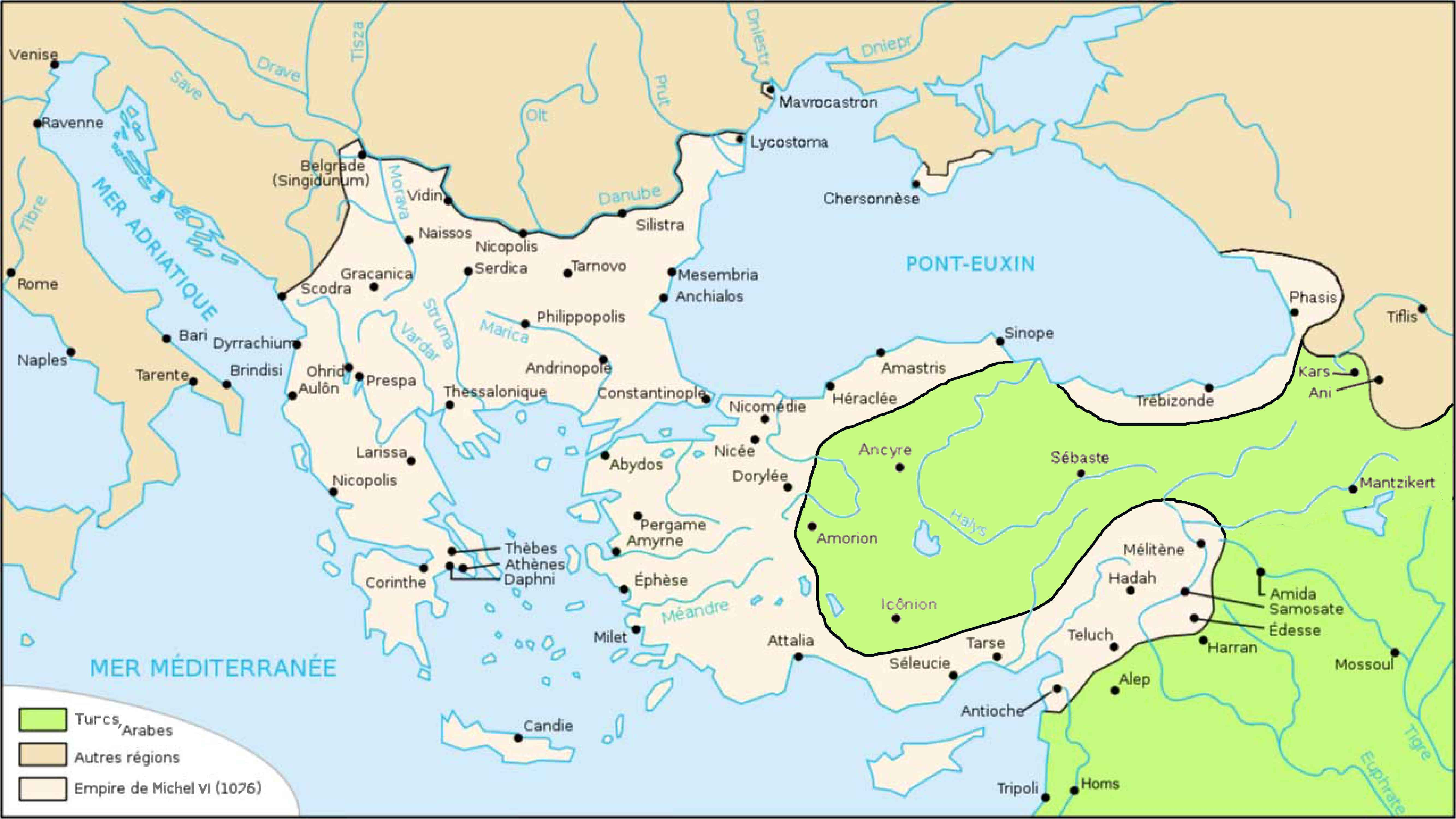
L'Empire en 1076, sous Michel VII Doukas, la veille de la prise de Nicée par les Seldjoukides (elle leur appartînt de 1077 à 1097).

Fils aîné de Constantin X, grand intellectuel mais sans envergure, Michel VII Doukas (ca 1050 - empereur 1071 - déposé 1078 - ca 1090) abandonna la direction de l'empire au césar Jean, puis au courtisan Nicéphoritsès dont les taxations firent monter le prix du blé, déclenchant famines et émeutes (cependant Jean-Claude Cheynet nuance les critiques contre Nicéphoritsès qu'il présente comme un administrateur ayant essayé d'atténuer les crises de l'empire par différentes politiques parfois audacieuses, et récuse la qualification systématique d'« eunuque » pour les courtisans byzantins, dont celui-ci). Les armées d'Europe et d'Asie se révoltèrent et proclamèrent empereurs leurs commandants respectifs : Nicéphore Bryenne et Nicéphore Botaniatès. Avec l'aide des Turcs, ce fut le commandant de l'armée d'Asie qui l'emporta et força Michel VII à abdiquer. Appartenant à la famille des Phocas, Nicéphore III Botaniatès (1001/1012 - 1081) avait derrière lui une brillante carrière militaire. Toutefois, il ne put réorganiser l'armée alors composée de soldats de toutes nationalités. S'ensuivit une série de révoltes militaires et de guerres civiles jusqu'à ce qu'Alexis Comnène s'empare de Constantinople et force Nicéphore à se retirer dans un monastère.
Toutefois, ce furent moins les guerres civiles qui marquèrent cette période que la perte de presque tous les territoires emportés de haute lutte sous la dynastie macédonienne. À l'Ouest, les Normands conquirent peu à peu l'Italie et le pape Nicolas s'allia à eux pour assurer sa défense. La prise de Bari par Robert Guiscard en 1071 mit définitivement fin à la présence byzantine en Italie. Au Nord-Ouest, les Hongrois passèrent le Danube pour s'emparer de Belgrade pendant que les Oghouzes envahissaient une partie des Balkans, que la Croatie se déclarait indépendante et faisait allégeance à Rome, et que Constantin X installait les Petchénègues en Macédoine. À l'Est, les Seldjoukides reprirent l'Arménie et la Mésopotamie avant de profiter des troubles internes frappant l'Empire byzantin pour occuper l'ensemble de l'Asie mineure, parfois après avoir soutenu un prétendant byzantin comme Nicéphore Botaniatès. En plus de ces pertes territoriales, la nomisma fut fortement dévaluée. Si ce mouvement commença dès le règne de Constantin VII, il s'accéléra sous Constantin IX et Romain IV au point qu'à partir de 1071, une véritable crise financière frappa l'empire. Enfin, un autre événement extérieur devait avoir des répercussions considérables pour l'empire : en 1074, le pape Grégoire VII forma le projet d'une grande mobilisation des chrétiens d'Europe contre les musulmans. L'ère des Croisades commençait.

### Dynastie des Comnènes et redressement de l'empire (1081–1185)

L'Empire byzantin en 1081.

#### AlexisIerComnène: retour de la puissance impériale
Pendant près d'un siècle, les Comnènes tentèrent de redresser l'empire et de lui redonner un peu de son lustre passé. À son arrivée au pouvoir, Alexis Ier Comnène (1057-1118) trouva un empire exsangue. La noblesse civile s'était multipliée, perdant toute autorité alors que la monnaie était dévaluée et l'économie ruinée. Le système des thèmes qui avait assuré la protection de l'empire grâce aux soldats-paysans ne fonctionnait plus parce que l'armée était dorénavant composée essentiellement de mercenaires occidentaux (Français, Normands d'Italie, Anglo-Saxons) qu'on ne pouvait payer en leur donnant des terres. Même l'Église était en proie à toutes sortes de difficultés, allant des désordres dans les monastères du Mont Athos, au mouvement hérétique des Bogomiles qui, partis de Bulgarie, s'étaient répandus jusqu'à Constantinople.

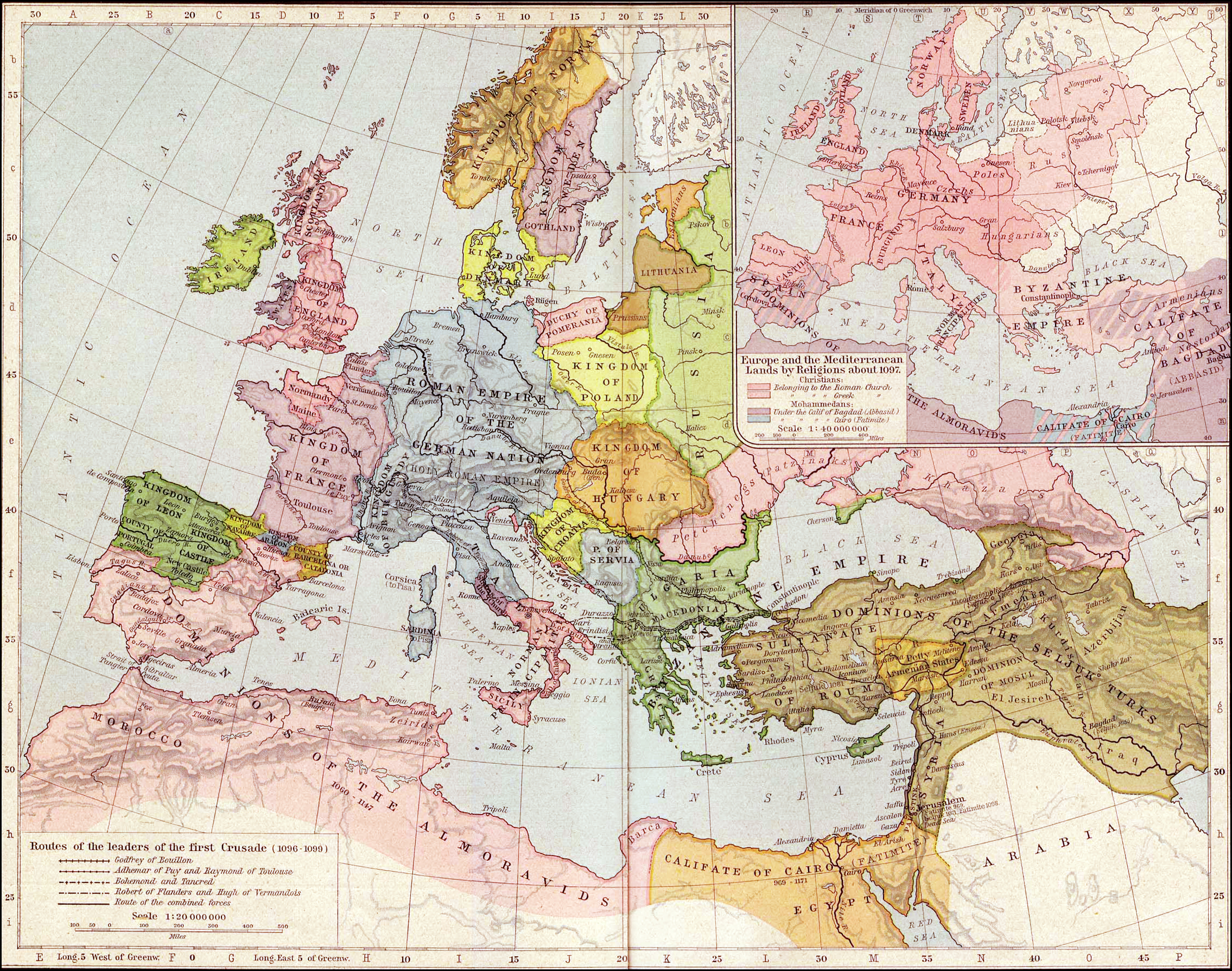
Europe 1097

Alexis s'employa d'abord à restreindre le pouvoir des sénateurs et des courtisans du Palais en s'appuyant sur les membres de sa propre famille et sur quelques autres familles de la noblesse militaire. Il créa à cet effet une nouvelle hiérarchie aux titres aussi pompeux que vides de substance et en s'entourant de conseillers venus de milieux modestes, voire d'étrangers. Ce fut surtout en politique étrangère qu'il montra son génie diplomatique. Le trésor étant vide et l'armée à court d'effectifs, il tenta d'endiguer les dangers extérieurs par un habile jeu d'alliances. Contre Robert Guiscard et les Normands, il s'allia à Venise, fraîchement émancipée de la tutelle byzantine, qui voulait maintenir sa liberté de mouvement en Mer Adriatique et empêcher qu'une puissance quelconque n'en contrôle les deux rives. Ainsi Venise obtint la Dalmatie avec ses îles et des privilèges pour ses marchands, comme des exemptions de taxes qui leur donnaient l'avantage sur les commerçants byzantins,.

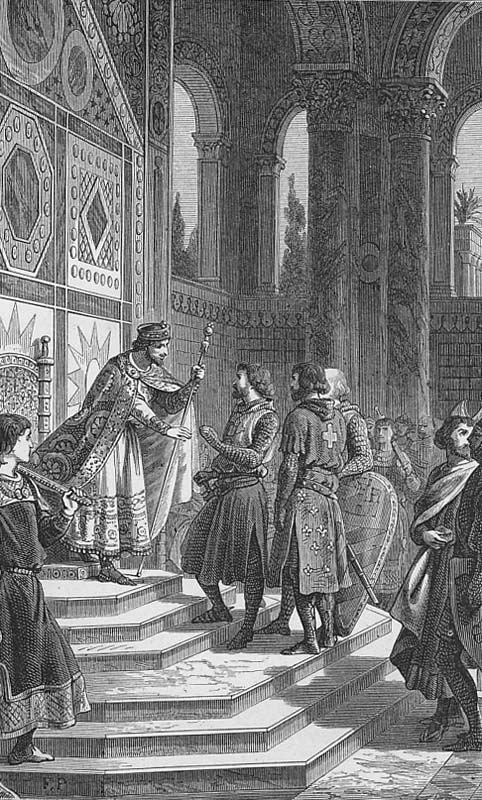
Alexis Ier recevant les chefs croisés. S'il a effectivement fait appel à l'Occident pour que celui-ci lui envoie des troupes, il s'attendait à voir arriver des mercenaires et non des armées entières dont l'objectif est de se tailler des principautés indépendantes.

La mort de Robert Guiscard en 1085 permit à Alexis de se tourner vers les Petchenègues installés en Mésie, entre le Danube et les Balkans. Ceux-ci envahirent d'abord la Thrace en 1086 avec leurs alliés les Coumans. Mais, bien vite, Petchenègues et Coumans en vinrent aux mains après la bataille de Dristra. Aussi, lorsque les Turcs s'allièrent aux Petchenègues et vinrent mettre le siège devant Constantinople, Alexis eut l'idée de s'allier aux Coumans. Cette stratégie devait libérer l'empire des Petchenègues, qui furent pratiquement annihilés lors de la bataille de la colline de Lebounion, le 29 avril 1091. Restaient toutefois à affronter les Turcs conduits par l'émir de Smyrne, Tzachas (ou Çaka). L'échec du Mont Lebounion n'avait pas découragé Tzachas qui préparait une nouvelle campagne pour attaquer Abydos et, de là, Constantinople. Contre lui, Alexis fit alliance avec le fils de Soliman, Qilidj (ou Kilic) Arslan que le nouveau sultan de Perse avait établi comme vassal à Nicée. Tzachas n'était plus de taille à lutter contre les forces des deux alliés et en appela au sultan qui s'en débarrassa en le faisant égorger. En 1095, Constantinople était ainsi délivrée des dangers que représentaient ses voisins immédiats.

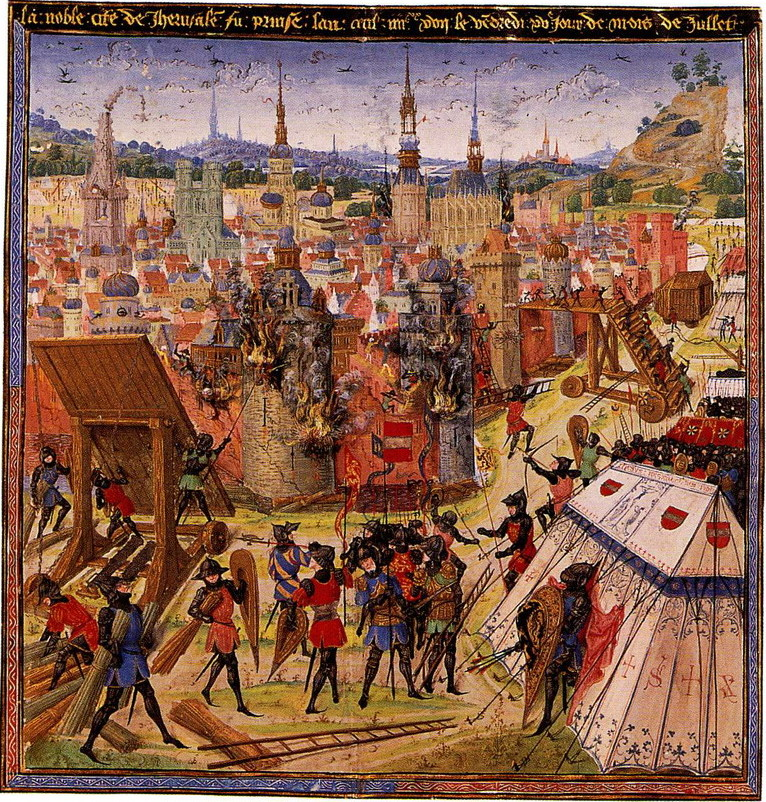
La prise de Jérusalem par les croisés.

Alexis fit preuve de la même clairvoyance devant le nouveau danger que représentaient les croisades. Pour lutter contre ses turbulents voisins, il avait au moins à deux reprises demandé au pape d'encourager les chevaliers d'Occident à venir lui prêter main-forte. Dans son esprit, il s'agissait de lutter contre les Turcs et les Petchenègues, non de délivrer le tombeau du Christ. Aussi, l'allure que prit la première croisade (1095–1099) le surprit-il, tout comme l'enthousiasme qu'elle généra en Europe surprit le pape. Si Alexis put se débarrasser assez aisément des bandes indisciplinées de Pierre l'Ermite en les cantonnant de l'autre côté du Bosphore pour éviter tout pillage de Constantinople, il crut pouvoir utiliser les chevaliers croisés comme il l'avait fait avec d'autres mercenaires pour reconquérir la côte d'Asie mineure. Pour arriver à ses fins, il crut bon d'adopter une coutume qui s'installait dans l'Europe féodale, celle du serment d'allégeance, faisant des barons ses vassaux, les obligeant à rendre à l'empire les terres qu'ils pourraient conquérir et à se conduire à l'égard de leur nouveau suzerain « en toute soumission et avec pures intentions ». Si certains comme Hugues de France, le premier arrivé, se prêtèrent sans difficulté à cette formalité, d'autres s'y refusèrent comme Tancrède de Hauteville qui passa en Asie sans venir à Constantinople ou Raymond de Saint-Gilles, comte de Toulouse, pour qui les croisades étaient une question de conquête spirituelle et non temporelle. Ainsi, et malgré sa prudence, Alexis se révéla-t-il impuissant à empêcher la création de royaumes latins en Syrie et en Palestine. Il profita toutefois de l'avancée des croisés pour reconquérir les côtes de l'Asie mineure ainsi que la ville de Nicée mais Antioche échappa à son contrôle et devint le siège d'une principauté latine tentant de préserver son indépendance face aux revendications byzantines.

#### Jean II Comnène: continuation de l'œuvre de relèvement

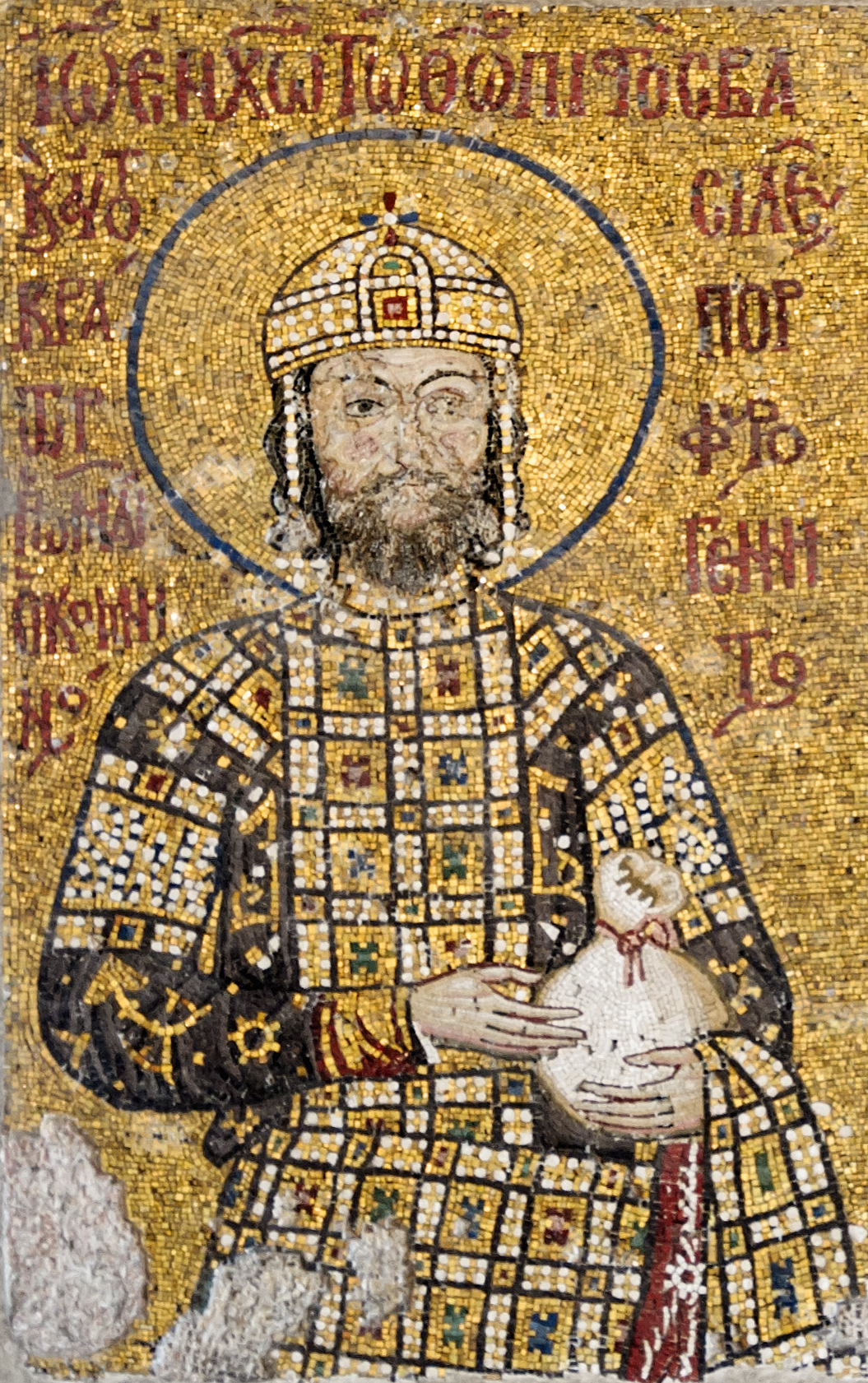
Jean II Comnène représenté sur un panneau de mosaïque de Sainte-Sophie.

À sa mort en 1118, Alexis avait mis un terme aux tiraillements entre les noblesses civile et militaire, avait reconstitué une armée et une marine puissantes, avait écarté les dangers d'invasion venant de ses voisins tout en regagnant plusieurs provinces perdues par ses prédécesseurs immédiats. Son fils, Jean II Comnène (1087-1143) parfois appelé « le plus grand des Comnènes » devint empereur en dépit du complot d'Anne, sa sœur ainée, pour le faire assassiner et s'emparer du trône avec son mari, le césar Nicéphore Bryenne. Jean dut aussi faire face à son frère Isaac qui tenta de le détrôner en 1130. On sait assez peu de choses sur sa politique intérieure, hormis qu'il continua la réorganisation de l'armée en augmentant le recrutement indigène et qu'il se distingua par ses fondations religieuses dont le monastère du Pantocreator ; on retient surtout de lui que son règne fut une « campagne perpétuelle ».
Dans les Balkans, Jean termina l'œuvre entreprise par son père en mettant définitivement hors d'état de nuire les Petchénègues qui, après leur défaite de 1091, s'étaient regroupés en Valachie, avaient traversé le Danube en 1122 et pillaient la Thrace et la Macédoine. Il en profita pour soumettre les boyards serbes en continuelles rivalités, et pour intervenir dans les querelles de succession en Hongrie, qui, avec ses banats croates, serbes et dalmates, devenait une puissance balkanique et adriatique importante,. Ce ne fut qu'en 1130 qu'il put se tourner vers l'Orient où il tenta d'expulser les Turcs d'Anatolie, de rétablir l'autorité de Byzance sur l'Arménie et la Cilicie et d'imposer son autorité aux princes francs installés en Orient. Après avoir vaincu l'émirat des Danichmendides de Mélitène en 1135, il se lança dans la conquête de la Cilicie (achevée en 1137), ce qui lui permit de s'emparer d'Antioche dont le prince, Raymond de Poitiers, dut jurer fidélité à l'empereur et hisser la bannière romaine d'Orient sur les murs de la ville.
Les relations avec les États francs se détérioraient. En Occident, Jean Comnène craignait une intervention de Roger II de Sicile, qui venait de conquérir les Pouilles et la Campanie, dans les affaires d'Antioche. Il accéda donc à la coalition formée par Lothaire II, le pape Innocent II, les vassaux révoltés des Pouilles et Venise contre le roi de Sicile et l'antipape Anaclet. Les tentatives de Jean II pour se libérer des liens contractés avec Venise et qui paralysaient le commerce byzantin furent vaines. Bien plus, après que la flotte vénitienne eut attaqué les îles byzantines de la mer Égée, Constantinople fut forcée de signer un nouveau traité en 1126 qui confirmait tous les privilèges de Venise. Il préparait une nouvelle expédition contre Antioche, prélude à une expédition plus large contre la Palestine, lorsqu'il mourut en 1143 des suites d'un accident de chasse.

#### ManuelIer: entre poursuite des succès et premiers revers
Jean Comnène avait désigné comme successeur son quatrième fils, Manuel Ier Comnène (1118-1180). Le règne de celui-ci marqua à la fois l'apogée du rayonnement de Byzance tant en Orient qu'en Occident et le début du déclin qui conduisit à sa première chute en 1204. Il se caractérise par la politique étrangère très ambitieuse de Manuel et parfois en décalage par rapport aux véritables ressources de l'Empire byzantin. De nombreux changements s'étaient produits dans la société byzantine depuis l'avènement des Comnènes. L'un des plus importants était le rôle que jouait maintenant la famille impériale dans l'administration de l'État. Rarement, auparavant, l'empereur partageait-il le pouvoir avec d'autres membres de sa famille hormis son successeur présomptif. Avec les Comnènes, les membres de la famille impériale se retrouvaient au sommet de la hiérarchie et exerçaient les plus hauts emplois civils et militaires. D'où l'importance des alliances matrimoniales qui permirent d'ajouter progressivement aux grandes familles traditionnelles comme les Kontostéphanos et les Paléologues des familles de moins haute extraction comme les Anges, les Cantacuzènes et les Vatatzès qui jouèrent un rôle important dans les siècles suivants.

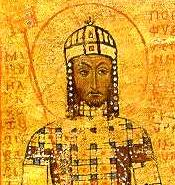
Absorbé par des projets ambitieux et lointains, Manuel Ier Comnène en oublia parfois les menaces plus urgentes.

Par ailleurs, les contacts de plus en plus nombreux avec l'Occident commençaient à transformer les structures et les mentalités. Les étrangers n'étaient en effet plus seulement mercenaires dans l'armée. Manuel, qui était véritablement fasciné par le monde des chevaliers et ses coutumes, nomma nombre d'entre eux dans son administration, ce qui, joint aux privilèges dont jouissaient les marchands de Venise, Gênes et Pise, provoquait un mécontentement croissant dans la population. Mais, tout comme le règne de Jean II, celui de Manuel Ier fut davantage occupé par les questions de politique étrangère. La question normande demeura au centre des préoccupations mais, contrairement à ce qui s'était passé sous Jean II, ce fut cette fois la question de l'Italie qui prit les devants. La collaboration avec le Saint-Empire de Conrad III continua jusqu'à la deuxième croisade (1147–1149) à laquelle ce dernier participa avec le roi de France, Louis VII, ami de Roger II. L'échec de cette croisade ne devait profiter qu'aux Turcs et aux Normands. Une nouvelle croisade se dessinait, dirigée spécifiquement cette fois contre l'empire byzantin. Elle aurait regroupé d'un côté les Normands, les Guelfes, la France, la Hongrie et la Serbie, de l'autre Byzance, le Saint-Empire romain germanique et Venise. La mort de Conrad III et l'arrivée au pouvoir de Frédéric Barberousse mit un terme à l'alliance entre le Saint-Empire et Byzance, Frédéric Barberousse rejetant les prétentions de Byzance sur l'Italie et aspirant lui-même à être le seul héritier de l'empire romain universel. La mort de Roger II en 1154 et l'avènement de son fils Guillaume Ier permit de croire à un apaisement, voire à un renversement des alliances. Il n'en fut rien cependant et les efforts de Manuel pour pousser son avantage en Italie n'eurent pas de succès, le forçant à négocier un arrangement avec Guillaume Ier.
Manuel réussit à rétablir l'autorité impériale sur les côtes des Balkans, notamment en Dalmatie. En 1161, il intervient chez les Serbes, déposant le grand joupan Pervoslav Uroš et le remplaçant par celui qui devint après plusieurs autres épisodes le libérateur de la Serbie, Étienne Némanja. En Hongrie aussi, il intervint de 1161 à 1173 dans les affaires de succession, soutenant un candidat puis l'autre jusqu'à ce qu'il installe Béla III sur le trône. À ce moment, Manuel est au faîte de sa puissance. Le déclin commença lorsqu'il échoua à rétablir l'unité de l'Église et celle de l'Empire en amenant le pape à le couronner empereur d'Occident. Ce qui était encore possible sous Justinien ne l'était plus dans une Europe où un système complexe d'États ne permettait plus la création d'un empire universel. La coalition qui se forma immédiatement contre lui et le traité de paix qu'il dut signer avec les Normands mirent fin à ce mirage et amenèrent le départ définitif des troupes byzantines d'Italie en 1158.
Il connut toutefois un certain succès dans ses relations avec les États latins d'Orient. Menacés par les Turcs, ceux-ci furent réduits, l'un après l'autre, à reconnaître l'empereur comme leur protecteur. Les choses tournèrent mal lorsque, à la suggestion du roi de Jérusalem, Amaury Ier, il conçut le projet d'une expédition contre l'Égypte, sorte de croisade qui aurait été dirigée par Byzance avec comme alliés les royaumes latins. Cependant, Amaury n'attendit pas l'empereur pour attaquer et fut défait par Nur ad-Din et son serviteur, Saladin, qui devint l'ennemi le plus implacable des États chrétiens. Une deuxième tentative n'eut pas plus de succès et l'appel lancé par Amaury en Occident en faveur d'une nouvelle croisade resta lettre morte. Une dernière tentative venant de Manuel, cette fois auprès du successeur d'Amaury, n'eut pas plus de résultats et l'alliance entre Byzance et les États latins fut abandonnée. À sa mort en 1180, Manuel laissait un empire renforcé sans pour autant avoir réussi à éliminer les menaces intérieures et extérieures fragilisant l'empire. Ainsi, sa défaite à Myrioképhalon contre les Seldjoukides permit à ces derniers de rester une puissance menaçante sur un territoire qui, un siècle plus tôt, était encore byzantin.

#### Derniers Comnènes et prémices du déclin

L'Empire byzantin en 1180.

Son héritier, Alexis II Comnène (1169-1183) était un garçon de treize ans. La régence échut à sa mère, Marie d'Antioche, qui dirigea le pays avec le protosébaste Alexis Comnène. Le choix de ce dernier engendra un grand ressentiment dans la famille Comnène, pendant que la partialité de la reine-mère, elle-même une latine, en faveur des marchands italiens, dressait le peuple contre le régime. La puissance des empereurs Comnène reposait sur leur capacité à se faire obéir, or celle-ci fit défaut aux régents d'Alexis. Plusieurs coups d'État furent tentés, en vain, jusqu'à ce qu'apparaisse Andronic Comnène, un aventurier qui avait été le seul à s'opposer publiquement à l'empereur Manuel. Ennemi de l'aristocratie féodale et de ce qui était latin en général, il n'eut aucune difficulté à rentrer à Constantinople où la population laissa éclater sa rage contre les Latins au cours d'émeutes dans lesquelles ceux qui n'arrivèrent pas à fuir à temps furent massacrés.

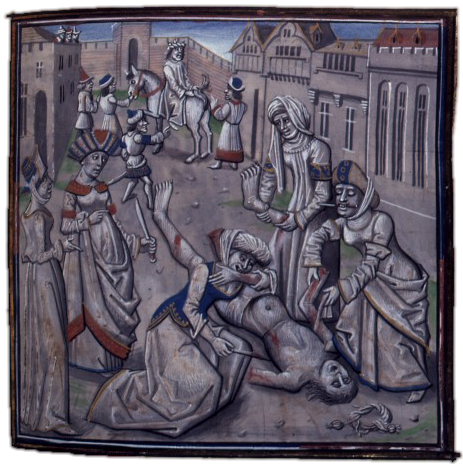
L'humiliation d'Andronic symbolisa l'impopularité de celui-ci au moment où l'Empire byzantin faisait face à des menaces de plus en plus pressantes et dangereuses. Le massacre des Latins de Constantinople au début de son règne contribua ainsi à accroître le fossé entre l'Empire byzantin et la chrétienté occidentale de rite latin.

Après avoir feint de protéger le jeune empereur, Andronic Comnène (1118-1185) se fit lui-même couronner empereur et, deux mois plus tard, faisait étrangler Alexis dont le corps fut jeté à la mer. Se présentant comme résolu à extirper le vice par tous les moyens, Andronic s'attaqua à la vénalité des charges à Constantinople et aux extorsions pratiquées par les agents du fisc dans les provinces. La corruption fut traquée sans pitié ; les fonctionnaires devaient choisir : ou bien cesser d'être injustes ou bien cesser de vivre. Andronic cherchait à réduire le poids de l'aristocratie. En effet, celle-ci affaiblissait l'autorité impériale tout en rachetant les terres des paysans-soldats formant la base de l'armée byzantine. Dès lors, l'Empire byzantin devait faire constamment appel à des mercenaires dont la fiabilité restait faible. Très vite cependant, ce régime vertueux se transforma en régime de terreur. Les révoltes se multiplièrent et la guerre civile menaçait. Sur le plan extérieur, le déclin amorcé sous Manuel s'accéléra. Béla III de Hongrie s'empara de la Dalmatie, de la Croatie et de la région de Sirmium. Étienne Némanja, après avoir rattaché Zéta à la Rascie originelle, proclama l'indépendance de ce qui devint l'État serbe. Chypre, dont la position stratégique était d'une importance capitale se sépara de l'empire. Le coup fatal devait toutefois venir des Normands qui, après s'être emparés Dyrrachium (en juin 1185), se dirigèrent contre Thessalonique qui tomba en août. Les Normands infligèrent alors aux Grecs le sort que ces derniers avaient réservé aux Latins trois ans plus tôt. Ensuite, une partie de l'armée normande se dirigea vers Constantinople où régnaient la terreur du régime, la crainte de l'ennemi et la colère. La révolution éclata et, le 12 septembre 1185, les émeutiers s'emparèrent d'Andronic et le mirent à mort.

### Dynastie des Anges et effondrement de l'empire (1185-1204)
Déjà, sous les deux derniers empereurs Comnène, le déclin de l'empire devint une réalité et le règne prestigieux de Manuel paraissait lointain. Sous la courte dynastie des Ange, l'Empire byzantin vit sa situation s'aggraver tant sur le plan interne (multiplication des soulèvements ou des mouvements séparatistes) que sur le plan extérieur (menace latine de plus en plus pressante) jusqu'à la prise de Constantinople en 1204 qui entraîna le monde byzantin dans une crise sans précédent.

#### Début du déclin
Avec Isaac II Ange (1185-1195) commença un processus de dissolution intérieure et extérieure qui aboutit en moins de vingt ans à la disparition de l'empire. Les Anges, famille relativement obscure, originaire de Philadelphie (aujourd'hui Alaşehir), étaient entrés dans l'aristocratie impériale grâce au mariage de la plus jeune fille d'Alexis I avec Constantin Ange. Lorsqu'il devint empereur à la faveur du soulèvement populaire qui renversa Andronic, Isaac dut faire face à la jalousie des familles plus anciennes et plus titrées qui pouvaient également aspirer au trône. Il choisit alors de s'appuyer sur la bureaucratie, prenant le contrepied de la politique d'Andronic. Les magistratures furent vendues « comme des légumes au marché », la monnaie fut dévaluée pour payer les fonctionnaires, les impôts furent augmentés et les grands propriétaires terriens prirent la place de l'administration civile des thèmes devenus inopérants. Le symptôme principal du déclin de l'État byzantin, c'est-à-dire le poids sans cesse grandissant de l'aristocratie terrienne au détriment de l'autorité impériale continua de s'aggraver sous la dynastie des Anges.
C'est du reste l'un de ces nouveaux impôts qui devait amorcer le processus mettant fin à la maîtrise de Byzance sur les Balkans. Prenant prétexte de l'usurpation du trône par Andronic, le roi de Hongrie avait envahi les Balkans et était parvenu jusqu'à Sofia. Ne pouvant faire face à la fois à ce danger et à celui des Normands qui avaient envahi Thessalonique et avançaient vers Constantinople, Isaac se résolut à traiter avec Béla III, alliance scellée par le mariage d'Isaac avec la fille de Béla. Pour payer les frais de ce mariage, il imposa une taxe spéciale sur les troupeaux. Les Valaques qui habitaient les régions montagneuses entre le Danube et la Thessalie refusèrent de payer et deux frères, Pierre Deleanu et Pierre Asen, prirent la tête d'une insurrection qui s'étendit bientôt à l'ensemble de la Macédoine et de la Bulgarie (en 1186). Ils s'allièrent avec les Bulgares vivant dans les plaines, avec les Valaques et les Coumans vassaux de la Hongrie vivant au nord du Danube et avec Étienne Némanja de Serbie également. Pierre Deleanu prit le titre de « tsar » pendant qu'Étienne Némanja accroissait ses territoires aux dépens de l'empire. Les Balkans se divisaient ainsi en deux États sur lesquels Byzance n'exerçait plus aucun contrôle. Affaibli par les deux tentatives de coup d'État du général Alexis Branas, membre d'une famille prétendant avoir droit au trône, Isaac dut traiter avec Deleanu et Asan. Constantinople abandonnait la région comprise entre la chaîne des Balkans et le Danube : un Second Empire bulgare était né, qui s'agrandit bientôt de la Macédoine, des Rhodopes et de la Valachie.

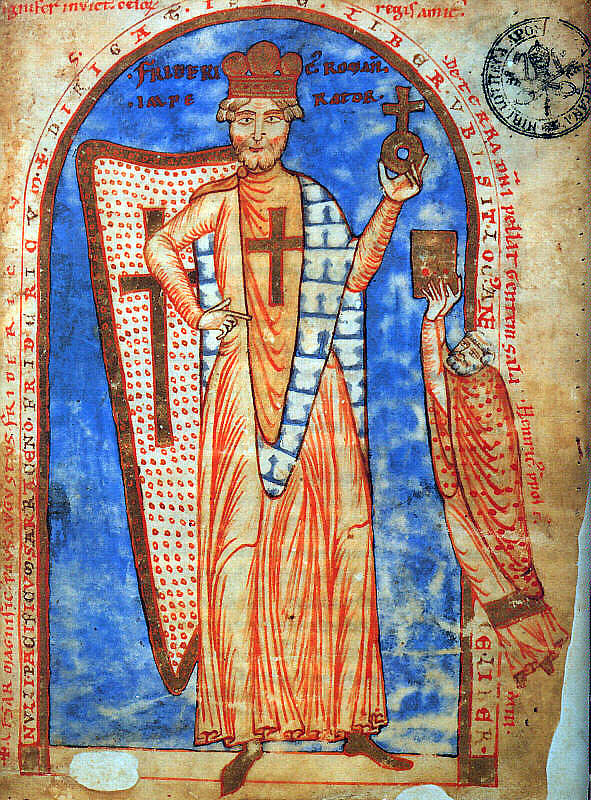
Les tensions liées au passage de la troisième croisade menée par Frédéric Barberousse sur le territoire de l'Empire byzantin constituèrent le prélude de la catastrophe de 1204.

La situation n'était guère meilleure du côté de l'Asie mineure. Parti d'Égypte, Saladin avait conquis la Syrie et était entré dans Jérusalem le 2 octobre 1187. Débuta alors la troisième croisade (1189-1192) conduite par Frédéric Ier Barberousse, Philippe Auguste et Richard Cœur de Lion. Si Richard Cœur de Lion avait décidé de se rendre en Palestine par voie maritime (conquérant Chypre en 1191, laquelle resta pendant des siècles aux mains des Occidentaux), Frédéric Barberousse choisit de s'y rendre par voie terrestre, via la Hongrie et les Balkans. Pour ce faire, il fit alliance avec les Bulgares, les Serbes et les Valaques, trop heureux d'avoir ainsi un puissant allié contre Byzance. Après avoir, dans un premier temps, accordé libre passage aux armées de Frédéric, Isaac se mit en rapport avec Saladin avec qui il conclut un traité visant à détruire l'armée allemande. Après avoir employé la force pour traverser les Balkans, Frédéric se mit à ravager la Thrace et se dirigea vers Constantinople, qu'il atteignit en 1190. Vaincu, Isaac dut conclure un accord avec Frédéric s'engageant à laisser passer l'armée sur son territoire. Pendant sa longue marche, l'armée fut continuellement harcelée par les Turcs tenus informés des progrès de l'expédition par Isaac, jusqu'à ce que Frédéric se noie le 10 juin et que son armée se disperse.
La politique de collaboration menée par Manuel avec les États latins laissait place à une méfiance grandissante de l'Occident à l'endroit de Constantinople soupçonnée avec raison de connivence avec l'ennemi, pendant que la papauté, pour sa part, s'impatientait des atermoiements de Constantinople sur la question de la réunification des Églises d'Orient et d'Occident. Les années qui suivirent furent marquées par la reprise des combats dans les Balkans jusqu'à ce qu'un complot ourdi par le propre frère de l'empereur, Alexis, ne renverse Isaac qui eut les yeux crevés et fut exilé dans un monastère. Alexis III Ange (1195-1203) était le frère aîné d'Isaac. Il avait passé la totalité du règne d'Andronic exilé en Syrie et avait été emprisonné à Tripoli. La conspiration avait été menée par un groupe d'aristocrates représentant les familles Branas, Paléologue, Petraliphas et Cantacuzène qui espéraient qu'Alexis remettrait la grande aristocratie au pouvoir. Durant les neuf années que dura son règne, la bureaucratie qui commandait de généreux salaires se multiplia, obligeant la levée de nouvelles taxes au détriment généralement des provinces. À l'extérieur, le démembrement de l'empire se poursuivit. Les Turcs continuaient leur progression en Asie mineure pendant que les Coumans ravageaient la Thrace. Dans les Balkans, une querelle entre les deux fils d'Étienne Némanja, qui avait abdiqué et s'était retiré dans un monastère, devait porter au pouvoir l'ainé, Voukan, qui reconnut la suzeraineté politique de la Hongrie et la suprématie religieuse de la papauté. En Bulgarie, le nouveau tzar, Kaloiannis (en bulgare : Калоян, en valaque : Ioniţă Caloian) le plus jeune des frères Deleanu et Asen, qui avait été envoyé en otage à Constantinople et en était revenu avec une haine implacable des Byzantins, fit de même et demanda la reconnaissance officielle du pape Innocent III. On passait ainsi d'une Église orthodoxe autocéphale maintenant des relations avec Constantinople, à une église uniate alliée à Rome.
En Occident, privée de la puissance maritime qui avait fait sa force, Byzance était incapable de faire régner l'ordre en Méditerranée où les pirates des républiques maritimes de Gênes et de Pise imposaient leur loi. L'empereur en vint même à s'entendre avec certains corsaires génois pour qu'ils épargnent les navires de commerce byzantins et viennent vendre le fruit de leurs larcins à Constantinople, ce qui eut pour effet de brouiller Constantinople et Venise où le nouveau doge, Enrico Dandolo, avait tenté de renouveler les traités traditionnels existant avec Byzance. De son côté, par suite de son mariage avec l'héritière normande Constance, l'empereur du Saint-Empire romain, Henri VI, était devenu roi de Sicile et ambitionnait ouvertement de conquérir l'Empire byzantin. Se posant en vengeur de l'empereur détrôné, il obligea Alexis à négocier le versement d'un énorme tribut que Byzance était bien incapable de payer. Si Henri en vint à réduire ses exigences, ce fut moins par magnanimité que pour répondre à l'appel du pape qui insista pour que Henri tourne son attention vers Jérusalem. Une trop grande puissance du Saint-Empire romain germanique aurait constitué une menace pour la papauté, dont le pouvoir s'affirmait en Europe occidentale et centrale.

#### Quatrième croisade et sac de Constantinople

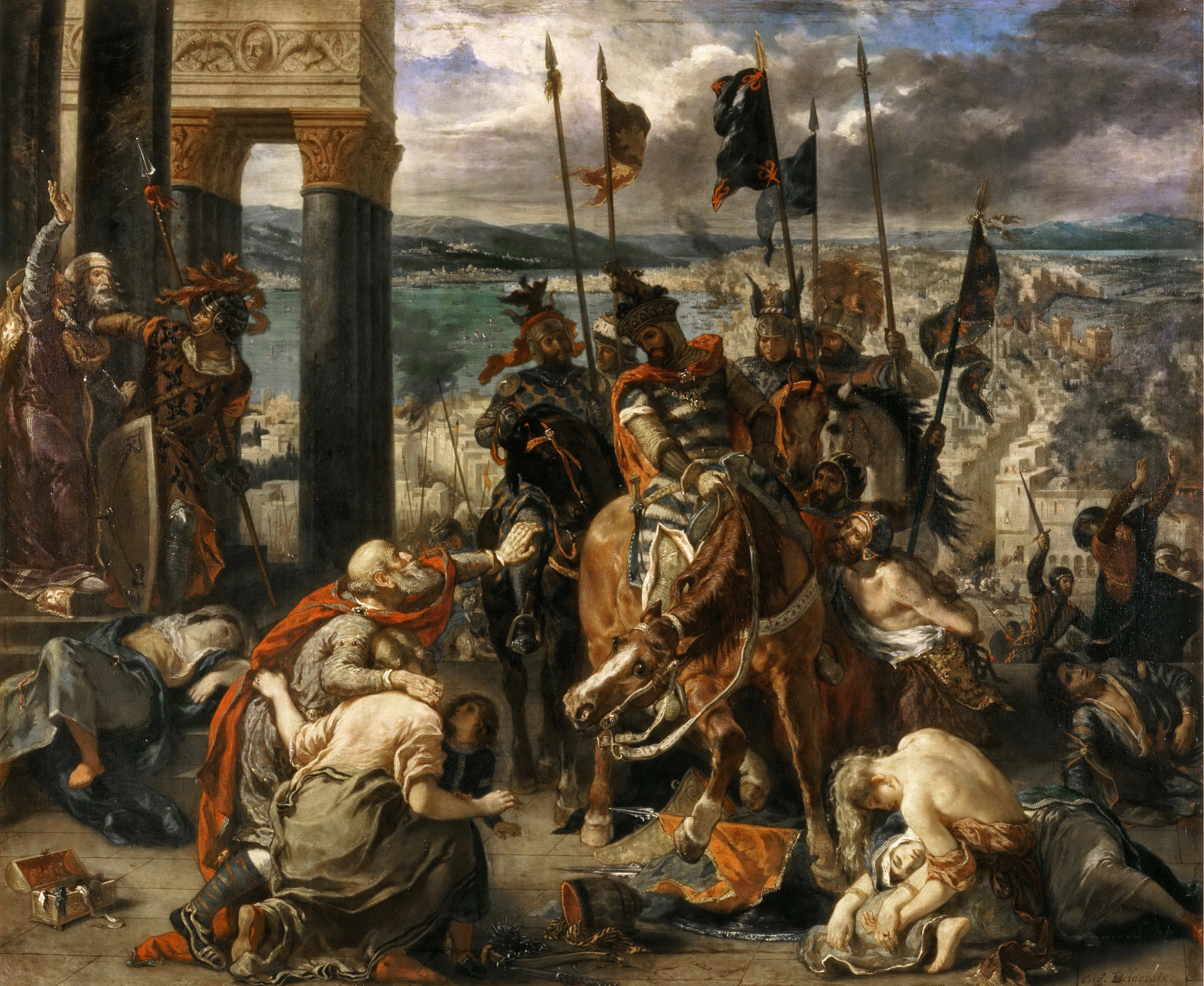
L'entrée des croisés à Constantinople, huile d'Eugène Delacroix (1840).

La mort d'Henri VI en 1197 et l'avènement d'un nouveau pape en 1198 semblaient devoir éloigner la perspective d'une nouvelle croisade contre Constantinople. Dès son élection au trône pontifical, Innocent III avait lancé un appel à une nouvelle croisade ayant comme but Jérusalem. Mais, contrairement aux premières croisades, la réponse ne vint pas des souverains, trop préoccupés par leurs querelles en Europe, mais plutôt de comtes français comme Thibaut de Champagne et Louis de Blois qui prirent la croix au sortir d'un tournoi en novembre 1199.
Dès le départ le pape demanda l'aide de Venise pour transporter les croisés vers l'Égypte d'où ils se rendraient vers la Terre sainte par voie de terre. Venise accepta de transporter 4 500 chevaliers et leurs chevaux, 9 000 servants et 20 000 fantassins moyennant une somme de 94 000 marks. De plus, elle s'engageait à fournir elle-même 50 galions et leur équipage pourvu que le butin de guerre soit partagé à parts égales. Cette estimation était exagérée et les Français, après une longue attente, furent incapables de payer la somme prévue alors que les Vénitiens avaient scrupuleusement respecté leur part du contrat. Pour leur permettre de s'acquitter de leur dette, les Vénitiens proposèrent alors aux croisés de les aider à capturer Zara (maintenant Zadar en Croatie), ancienne ville indépendante de l'Empire byzantin et dont Venise réclamait la possession, mais qui s'était mise sous la protection de la Hongrie dont le roi faisait lui-même partie de la croisade. L'expédition aurait dû en principe reprendre le chemin de l'Égypte après la prise de Zara, mais tout indique que l'on visait déjà Constantinople. En effet, Alexis, le fils de l'empereur détrôné, s'était échappé de sa captivité et avait fait appel aux croisés par l'intermédiaire du chef de la croisade, Boniface de Montferrat, promettant d'une part de ramener l'Église orthodoxe dans le giron de Rome, d'autre part de défrayer les dépenses des croisés, de les aider à prendre Jérusalem et d'entretenir par la suite à ses frais 500 chevaliers en Palestine. En avril 1203, Alexis se joignait aux forces des croisés à Zara qui fut conquise. Ensuite, les croisés firent voile vers Constantinople qu'ils attaquèrent le 23 juin 1203 malgré l'interdiction formelle du pape.
Alexis III ne put tenir le siège qu'un mois et, le 17 juillet, il s'enfuit pour se réfugier en Thrace en emportant avec lui le trésor et les joyaux de la couronne, pendant que les provinces faisaient sécession. L'empereur Isaac II fut sorti de son monastère et celui-ci reprit sa place au côté de son fils couronné sous le nom d'Alexis IV Ange (1203-1204). Si les deux empereurs firent soumission au pape, ils furent bien incapables de tenir leurs engagements à l'égard des croisés. Sans armée, Alexis se joignit à celle des croisés dans leur expédition en Thrace, mais ne put à son retour remplir ses engagements financiers. À la fin de janvier, Alexis Doukas, beau-fils d'Alexis III, prit la tête d'une révolte anti-latine au cours de laquelle Alexis IV fut tué pendant que son père prenait le chemin de la prison où il devait mourir peu après. Devenu empereur, Alexis V Doukas (1204) se hâta de relever les fortifications de Constantinople. Vénitiens et croisés s'entendirent alors sur une nouvelle offensive visant cette fois à prendre eux-mêmes le contrôle de l'empire et à se diviser les dépouilles. Le 13 avril 1204, Constantinople tombait entre leurs mains. Pendant les trois jours qui suivirent, la ville fut pillée et incendiée. Le chroniqueur des croisés, Geoffroi de Villehardouin, écrivit : « Depuis la création du monde, jamais un tel butin n'avait été fait dans une ville », alors que le chroniqueur byzantin Nicétas Choniatès écrivit pour sa part : « Les Sarrasins eux-mêmes sont bons et compatissants en comparaison de ces gens qui portent la croix du Christ sur l'épaule ».

## Domination latine et dynastie des Lascarides de Nicée (1204-1261)

### Division du territoire impérial

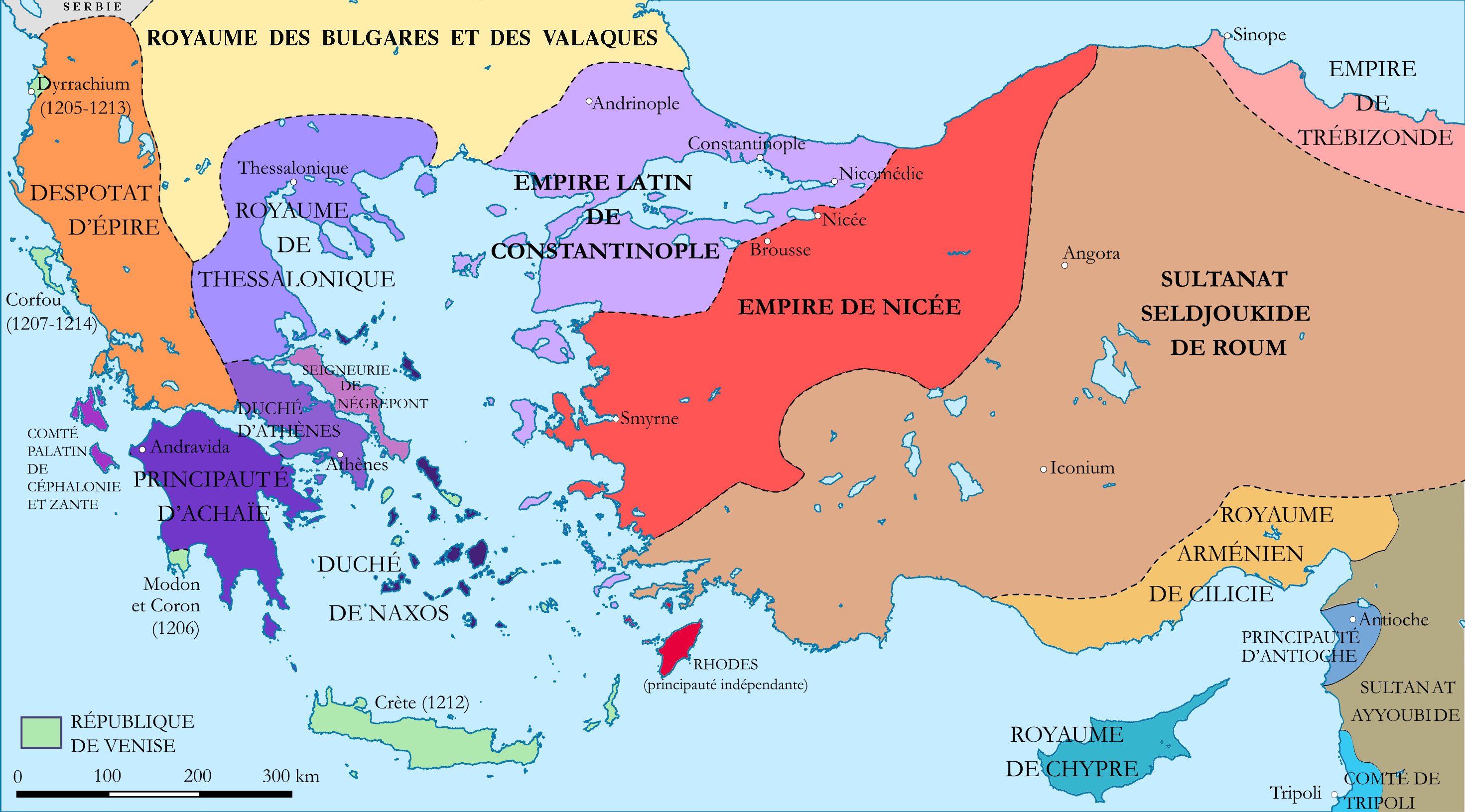
L'Empire byzantin divisé après la quatrième croisade, en 1204.

Conformément au traité conclu en mars, croisés et Vénitiens se partagèrent l'empire selon une formule s'apparentant à celle d'un condominium. Venise occuperait les trois-huitièmes de Constantinople incluant Sainte-Sophie. Il lui appartiendrait donc d'en nommer le patriarche en dépit de l'opposition du pape qui, après avoir dénoncé la prise de Constantinople, avait fini par s'en accommoder. En fonction de ses intérêts, Venise s'était approprié une série d'îles qui reliaient l'Adriatique à Constantinople, occupant également la Dalmatie et plusieurs îles de la mer Égée dont l'Eubée et une partie des Cyclades. Elle chassa les Génois des possessions qu'ils avaient occupées sous l'empire et acheta l'île de Crète à Boniface de Montferrat. Pour leur part, les croisés établirent un Empire latin de Constantinople dont le premier empereur fut le comte Baudouin de Flandres (1204-1205). Ce nouvel empire comprenait les cinq-huitièmes de Constantinople non administrés par les Vénitiens, la partie côtière de la Thrace et de l'Anatolie ainsi que les îles de Chios, Lesbos et Sámos ; mais, à partir de 1205, ce territoire se réduisit progressivement jusqu'à n'inclure que Constantinople et ses abords immédiats. Aux termes du traité, l'empereur latin devait recevoir le quart de l'empire byzantin, Venise la moitié des trois-quarts restants alors que les chevaliers se partageraient l'autre moitié. C'est pourquoi, à côté de cet empire, fut créé le royaume de Thessalonique, pour Boniface de Montferrat dont le territoire s'étendait sur les régions de Macédoine et de Thessalie adjacentes à Thessalonique. Celui-ci se perpétua jusqu'en 1224, date à laquelle il fut conquis par le despote d'Épire. La principauté d'Achaïe, fut créée pour Guillaume de Champlitte et Geoffroy Villehardouin. Située dans le nord-ouest du Péloponnèse, elle avait comme centre Andravida et se maintint sous une forme de plus en plus réduite jusqu'en 1430 alors qu'elle fut conquise par les Grecs de Mistra. Le duché d'Athènes, qui comprenait l'Attique et la Béotie, fut rapidement cédé par Boniface de Montferrat à Othon de la Roche. Centre industriel important, il fut conquis en 1311 par des mercenaires catalans.
Toutefois, la création de royaumes latins ne signifiait pas la fin d'une tradition millénaire. Les « Romées » se replièrent vers trois centres qui perpétuèrent la Romania : le despotat d'Épire, l'empire de Trébizonde et l'empire de Nicée. Ce fut grâce à ce dernier État que Byzance devait renaître en 1261. Près de la moitié de la population avait pu fuir Constantinople avant la chute. Elle se regroupa dans le nord-ouest de la Grèce sur les hauts-plateaux de l'Épire où se constitua une petite principauté autour de Michel Ier Comnène Doukas, généralement connue sous le nom de « despotat d'Épire », même si Michel n'utilisa jamais ce titre. En plus de demeurer un centre de diffusion de la culture byzantine, elle devint un centre stratégique pour empêcher l'extension de la colonisation latine. Les successeurs de Michel devaient se maintenir au pouvoir jusqu'à la conquête ottomane en 1479. L'empire de Trébizonde, au sud-est de la mer Noire, fut fondé non pas en réponse à l'invasion des croisés, mais plutôt à la chute de la dynastie des Comnènes. Il servit de refuge aux petits-fils d'Andronic Ier Comnène, Alexis et David Comnène, et fut créé quelques mois avant la prise de Constantinople. Réduit progressivement à une mince bande de terre le long de la côte, il devait se maintenir en dépit de menaces constantes pendant 250 ans jusqu'à sa conquête en 1461 par les Ottomans. Après la chute de Constantinople, Nicée, située au sud-est de Constantinople en Anatolie, fut conquise en 1206 par Théodore Lascaris, beau-fils d'Alexis III Ange qui y créa l'empire de Nicée en 1208. Jusqu'en 1261, l'empire de Nicée et le despotat d'Épire prétendirent détenir la légitimité d'un gouvernement en exil. Toutefois, les États grecs furent aussi concurrencés par les Bulgares et les Serbes qui cherchèrent également à recréer un empire orthodoxe dont ils assumeraient la direction. L'empire de Nicée sortant vainqueur de cette confrontation, il est considéré comme le successeur de l'Empire byzantin.

### Premières années de l'empire de Nicée

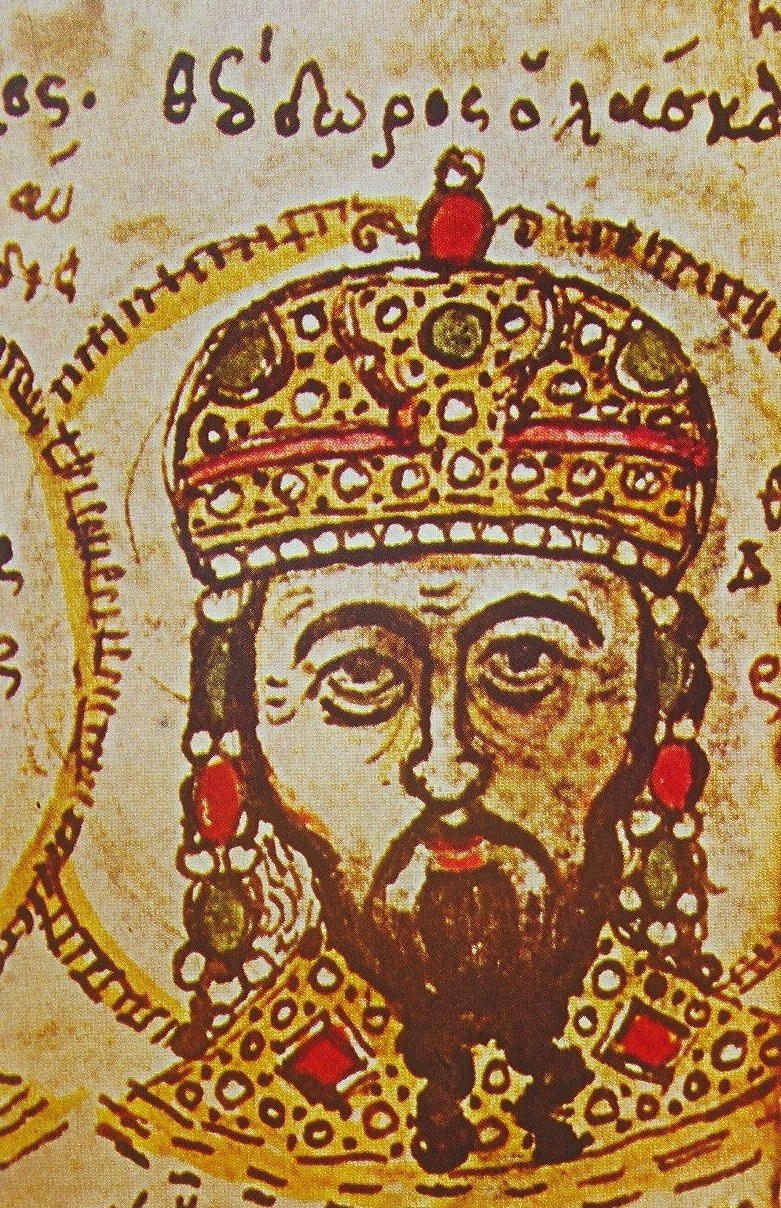
En combattant victorieusement l'Empire latin et les Seldjoukides, Théodore Lascaris permet à l'empire de Nicée de devenir une puissance régionale durable susceptible de repartir à l'assaut de Constantinople.

Après avoir épousé la fille d'Alexis III et reçu le titre de despote, Théodore Lascaris (1174-1221) s'était enfui en Asie mineure à la chute de son beau-père. C'est là qu'après la chute de Constantinople, il commença à organiser la résistance à l'empire latin. En avril 1205, les troupes de l'empereur latin Baudouin furent anéanties au cours d'un combat à Andrinople par les troupes bulgaro-coumanes de Jean Kalojan et durent se retirer d'Asie mineure. Après avoir fixé sa capitale à Nicée, Théodore s'appliqua à constituer un empire copié exactement sur les traditions qui avaient eu cours à Constantinople. Un nouveau patriarche fut élu en la personne de Michel Autoreianos, qui porta le titre de patriarche œcuménique de Constantinople même s'il résidait à Nicée. Une assemblée élut Théodore empereur ; il fut couronné en 1208 du titre de « basileus et autocrator des Romains », se posant ainsi comme successeur légitime des empereurs byzantins.
Peu après, il dut faire face à une invasion des Seldjoukides du sultanat de Roum situé entre l'empire de Nicée et celui de Trébizonde. La victoire lors de la bataille d'Antioche du Méandre, qu'il remporta contre les Turcs, effraya tellement le nouvel empereur latin Henri de Hainaut que celui-ci voulut envahir l'empire de Nicée pour éviter une attaque contre Constantinople. Mais, avec des forces modestes, les deux camps s'épuisèrent rapidement et durent conclure une entente en 1214 aux termes de laquelle les Latins gardaient l'angle nord-ouest de l'Asie mineure, le reste s'étendant jusqu'à l'empire seldjoukide demeurant possession de l'empire de Nicée : les deux empires reconnaissaient réciproquement leur existence. Théodore compléta cette entente par un autre accord avec le podestat vénitien de Constantinople reconnaissant à Venise les mêmes libertés de commerce dont elle avait joui dans l'empire byzantin. Une première victoire diplomatique fut remportée lorsque Stefan Ier Nemanjić, le fils d'Étienne Némanja qui avait reçu sa couronne de Rome, tournant le dos à l'archevêché catholique romain d'Ohrid, sollicita l'investiture du patriarche de Nicée et devint, en 1219, le premier archevêque de l'Église autocéphale de Serbie. Pendant ce temps, dans le despotat d'Épire, Théodore Ange avait succédé à son demi-frère Michel et avait pris le nom symbolique de Théodore Ange Doukas Comnène, faisant ainsi valoir ses droits dynastiques. En 1224, il réussit à conquérir le royaume de Thessalonique considérablement affaibli par le départ de beaucoup de ses chevaliers vers l'Occident. Le despotat d'Épire s'étendait ainsi de l'Adriatique à la mer Égée. À la suite de quoi, il revendiqua la couronne impériale qu'il reçut de l'archevêque catholique d'Ohrid trop heureux de se venger ainsi de l'onction donnée par son concurrent de Nicée au nouveau patriarche serbe.

### Jean III Doukas Vatatzès: l'ère des reconquêtes

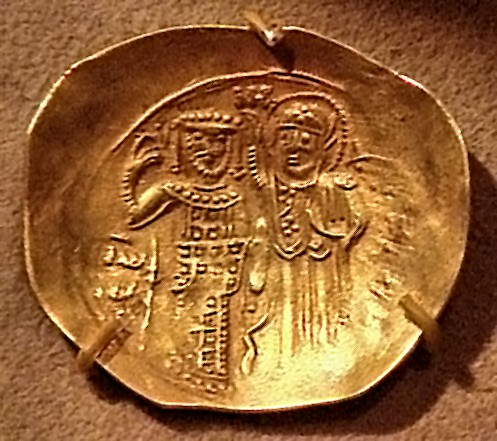
Hyperpérion représentant Jean III dont la politique extérieure victorieuse permet à l'empire de Nicée de s'implanter solidement en Europe et de préparer la reconquête de Constantinople.

L'empire de Nicée était dorénavant reconnu comme une puissance bien établie. Le beau-frère et successeur de Théodore Lascaris, Jean III Doukas Vatatzès (1192-1254), devait en faire la plus forte puissance de la région, avec un territoire s'étendant de la Turquie moderne à l'Albanie. Ce fut sous son règne que la rivalité entre le despotat d'Épire et l'empire de Nicée pour la reconquête de Constantinople atteignit son apogée. Après avoir ajouté à son propre royaume de Thessalonique une partie de la Thrace et Andrinople, Théodore Ange semblait prêt d'atteindre son but. C'était toutefois compter sans Jean Assan II, nouveau roi des Bulgares et des Valaques (1218-1241) qui ambitionnait aussi de conquérir Constantinople et de créer un empire byzantino-bulgare. Les deux empereurs ouvrirent les hostilités et l'armée de Théodore fut anéantie à Klokotnitsa. Rapidement, Jean Asên reprit la Thrace et la Macédoine conquises par Théodore de même qu'une partie de l'Albanie. Ensuite, le nouveau roi serbe, Stefan Vladislav, épousa une fille de Jean Asên lequel étendait ainsi l'influence bulgare sur la quasi-totalité des Balkans.
Jean Assen conclut alors une alliance avec Jean Vatatzès contre l'Empire latin. Cette union contre un royaume fidèle à Rome exigea cependant que, rompant avec l'union scellée par Kalojan avec l'Église romaine, Jean puisse établir un patriarcat orthodoxe à Tirnovo. En 1235, un traité d'alliance fut conclu qui unissait les deux maisons impériales par le mariage du fils de Jean Vatatzès avec la fille de Jean Asên. Parallèlement était proclamé le patriarcat autocéphale de Bulgarie qui reconnaissait la suprématie du patriarche de Nicée officiellement mentionné en premier lieu dans les prières de l'Église. Jean Asên ne put réaliser son rêve et mourut en 1241 peu avant qu'une invasion mongole ne vienne mettre fin à la puissance bulgare. L'année suivante, Jean Vatatzès lançait une expédition contre le nouvel empire de Thessalonique. Il parvint non seulement à conquérir les régions jadis prises par Jean Asên mais la ville de Thessalonique devint le lieu de résidence du gouverneur général chargé de gouverner les possessions européennes de l'empire de Nicée. À sa mort, en 1254, Jean III Vatatzès laissait un empire dont la superficie avait plus que doublé et s'étendait non seulement en Asie mineure mais aussi sur une grande partie des Balkans. L'empire était politiquement stable, débarrassé de ses principaux concurrents bulgare, thessalonicien et même latin puisque Baudouin II avait dû remettre en gage son propre fils aux marchands vénitiens pour obtenir un prêt permettant la survie de l'empire latin. L'économie était florissante, l'invasion mongole forçant les Turcs à venir se ravitailler dans l'empire. L'armée réorganisée pouvait assurer la défense des frontières.

### Arrivée des Paléologue et reprise de Constantinople

L'empire byzantin (rouge) en 1265.

Son successeur, Théodore II Lascaris (1221-1258), compléta son œuvre sur le plan intellectuel. Surnommé le « roi philosophe », il fit de Nicée un centre scientifique et intellectuel qui attira les plus grands noms de l'époque. Homme d'action en même temps qu'homme de lettres, il mena en 1254 et 1255 une vigoureuse campagne contre les Bulgares qui menaçaient les territoires de l'empire en Europe ; le mariage de sa fille avec l'héritier du despotat d'Épire vint consolider son influence en Europe. Mais son attitude hautaine à l'endroit de l'aristocratie lui valut de nombreux ennemis dont Michel Paléologue, le futur Michel VIII, qu'il força à l'exil.
Mort encore jeune, Théodore II laissait la couronne à son fils Jean IV Lascaris (1250-1305) alors âgé de sept ans. La régence devait être assurée par le confident et seul véritable ami de Théodore, Georges Muzalon, profondément détesté par l'aristocratie. Neuf jours plus tard, il était assassiné au cours d'une messe pour le souverain défunt. La régence passa alors à Michel VIII Paléologue (1224 ou 1225-1282) qui était entretemps revenu d'exil. Membre de l'une des plus vieilles familles de l'aristocratie byzantine, c'était également un général adulé par ses troupes. Promu mégaduc (chef de la marine), puis despote, il devint coempereur avec Jean IV en 1259. Il eut l'honneur de rétablir l'empire byzantin de Constantinople grâce à un concours de circonstances relevant plus de la chance que de l'exploit militaire. Le général Alexis Strategopoulos envoyé en Thrace pour surveiller la frontière avec la Bulgarie passa avec une modeste armée tout près de Constantinople. Il put constater que la ville n'était pratiquement pas défendue, la flotte vénitienne et la garnison latine étant parties mener une opération en mer Noire. Il profita de l'occasion et fondit sur la ville, faisant fuir Baudouin II et son entourage. Le 15 aout 1261, Michel VIII pouvait faire son entrée dans la ville et se diriger vers Sainte-Sophie rendue au culte orthodoxe. En septembre, l'empereur et sa femme y étaient couronnés, leur fils et héritier présomptif, Andronic, devenant coempereur en lieu et place de Jean IV qui fut aveuglé trois mois plus tard. Ainsi était fondée une nouvelle dynastie, la plus longue à régner sur l'empire byzantin.

## Chute finale et dynastie des Paléologues (1261-1453)

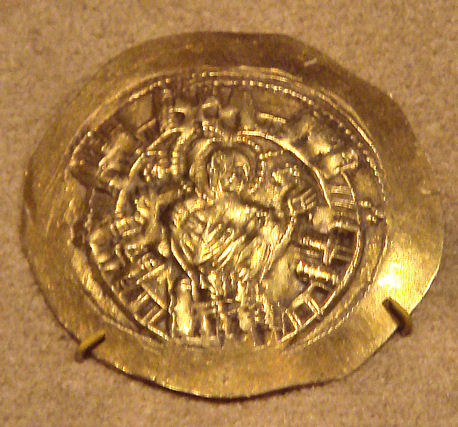
Hyperpère de, conservée au Metropolitan Museum of Art.

La reconquête de Constantinople permit la renaissance de l'Empire byzantin qui devenait à nouveau une puissance influente. Toutefois, il perdit rapidement ce rôle car une grande partie du territoire impérial était toujours occupée par d'autres forces tandis que l'établissement de Gênes et de Venise en mer Égée privait l'Empire byzantin d'une grande partie de ses revenus. En outre, la menace turque grandit progressivement et lorsque les Byzantins s'aperçurent de la gravité de la menace, il était déjà trop tard. Sur le plan intérieur, le poids de l'aristocratie se fit sans cesse grandissant au détriment de l'autorité impériale tandis que le devoir militaire résultant de l'obtention d'un fief devint de plus en plus théorique. Les guerres civiles qui frappèrent sporadiquement l'empire ne firent qu'accroître le déclin. Dès lors, au fil des décennies, l'empire s'enfonça dans une crise de plus en plus profonde qui le conduisit à sa chute en 1453.

### Les premières tentatives de reconstruction: le règne de Michel VIII (1261-1282)

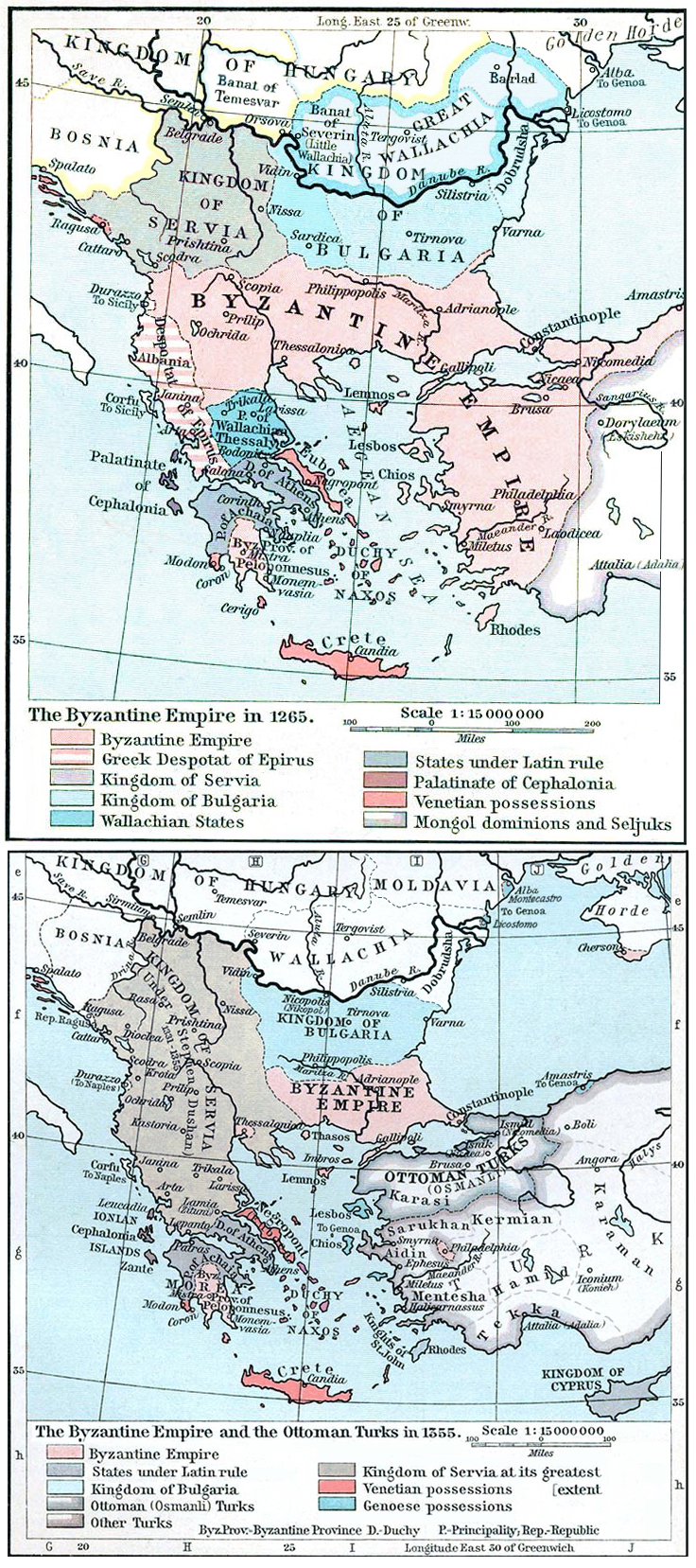
En rose l’Empire byzantin sous Michel en 1265 (en haut), et sous Jean VI et Mathieu Cantacuzène en 1355 (en bas).

Lorsque Michel VIII Paléologue entra à Constantinople, l'Empire byzantin était réduit aux côtes de l'Asie mineure, aux îles avoisinantes de la mer Égée et à une partie de la Thrace et de la Macédoine, y compris Thessalonique. Il s'employa d'abord à reconstruire la ville dévastée et à la repeupler. Pour en assurer la défense il dut reconstruire les fortifications et recréer une flotte, ce qui coûta très cher et obligea à dévaluer à nouveau l'hyperpyron. D'autre part, les concessions accordées aux Génois le privaient de sources de revenu considérables.

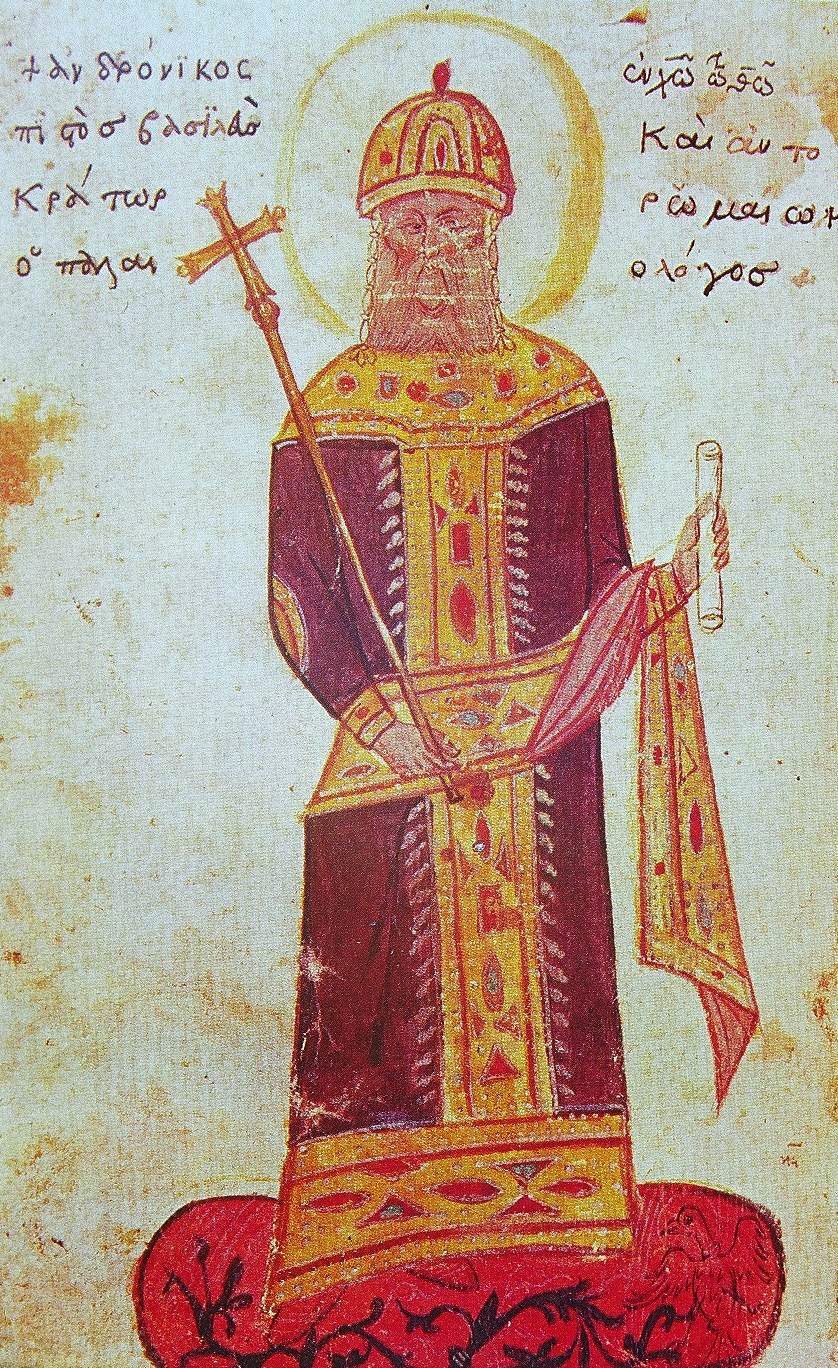
Miniature de l'époque représentant Michel VIII Paléologue. Même s'il parvint à restaurer l'Empire byzantin, il laissa celui-ci ruiné financièrement à la fin de son règne.

Sur le plan extérieur, Michel VIII et ses compatriotes étaient convaincus, non sans raison, que l'Occident tenterait de lancer une nouvelle croisade pour reprendre Constantinople. Il lui fallait donc neutraliser le pape et le roi de Sicile, Manfred, auprès duquel s'était réfugié le dernier empereur latin, Baudouin II de Courtenay. La situation devint encore plus périlleuse lorsque Manfred fut remplacé par Charles d'Anjou. Si Manfred avait été l'ennemi du pape, Charles en devint le protecteur. Le traité de Viterbe de 1267 réunissait contre Constantinople la papauté, le royaume de Sicile, le prétendant latin et le prince d'Achaïe ; il laissait présager une nouvelle croisade dans les sept années suivantes. Michel se lança donc dans une négociation prolongée avec la papauté en vue de la réunification des cultes chrétiens, tentant d'y amener sa propre Église. Mais il avait eu maille à partir avec celle-ci. Michel avait démis le patriarche Arsène de ses fonctions après que ce dernier l'eut excommunié pour avoir porté la main sur Jean IV ; son remplaçant, Germain III, ne se laissa pas non plus intimider, si bien qu'il fut déposé à son tour et remplacé par un obscur moine, Joseph de Constantinople, qui accepta de réintégrer l'empereur au sein de l'Église. Mais de nombreux évêques prirent fait et cause pour Arsène et les relations entre l'Église et l'État demeurèrent tendues de nombreuses années.
De son côté, le pape Clément IV (tout comme son successeur Grégoire X) ne voulait pas d'un concile où seraient discutés les différends théologiques. Il exigeait simplement un acte de reddition complète et une profession de foi détaillée dans laquelle Michel VIII ferait acte de soumission au pape. Michel dut céder et un concile se tint effectivement à Lyon de mai à juillet 1274. Y fut scellée la réunion des Églises de Rome et de Constantinople. Mais si la réunification s'avérait une victoire diplomatique pour Michel, en ce sens qu'elle éloignait les dangers d'une nouvelle croisade, elle s'avérait un grave échec sur le plan intérieur en éloignant l'empereur de son Église et de son peuple qui voyaient dans la restauration de Constantinople le signe de la protection divine pour la foi orthodoxe.
Cela ne suffisait pas cependant pour neutraliser Charles d'Anjou bien résolu à s'emparer de Constantinople. Dans une première tentative, il fit alliance avec le despote d'Épire devenu le défenseur de la foi orthodoxe et le refuge des ennemis de Byzance ainsi qu'avec Jean de Thessalie. Celle-ci se termina par une humiliante défaite pour Charles d'Anjou. Une deuxième tentative, par voie maritime celle-ci, lui donna l'occasion de s'allier avec Venise, le pape Martin IV (un Français sympathique à la maison d'Anjou) et Philippe de Courtenay, nouvel empereur latin en titre. S'y ajoutaient les souverains de Bulgarie et de Serbie. La situation était dramatique lorsque les Vêpres siciliennes, survenues le 30 mars 1282 et auxquelles furent étroitement associés Michel VIII et le roi Pierre III d'Aragon firent éclater l'empire de Charles d'Anjou.
Si Constantinople était délivrée d'un péril mortel, les « Romées » étaient divisés sur la question de la foi si bien qu'à sa mort les rites de l'Église orthodoxe furent refusés à Michel VIII ; l'économie était si affaiblie que l'hyperpyron avait encore dû être dévalué. Ces difficultés financières trouvaient leurs sources dans l'impitoyable concurrence économique que se livraient Gênes et Venise au détriment de l'Empire byzantin qui ne contrôlait plus les routes commerciales de la région, celles qui avaient fait sa richesse lors des siècles précédents. En outre, le despotat d'Épire, les États latins de Grèce et l'empire de Trébizonde maintenaient jalousement leur indépendance pendant que les Turcs augmentaient leur pression en Anatolie.

### Byzance, puissance de second ordre: le règne d'Andronic II (1282-1321)

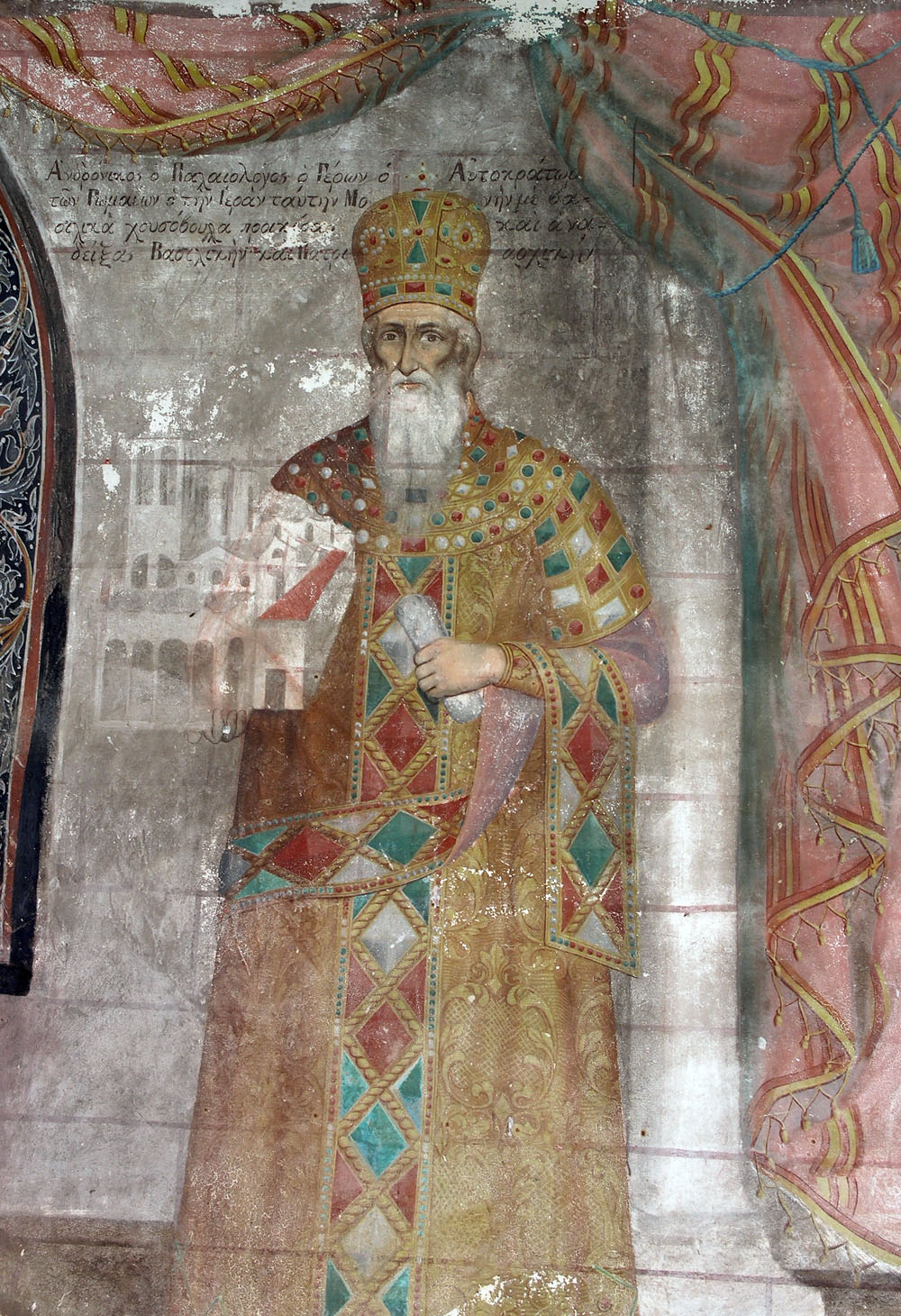
Loin d'être l'empereur incapable que l'on a parfois décrit, Andronic II Paléologue dut faire face à de trop nombreux défis pour les ressources diminuées de l'empire.

Si Michel VIII avait réussi à rétablir Byzance comme puissance de premier ordre en Europe et en Asie mineure, cette politique avait épuisé les finances de l'État qui n'avait plus les moyens de ses ambitions. Aussi, son successeur, Andronic II Paléologue (1259-1332), qui n'avait hérité ni de la personnalité ni des ressources dont avait disposé son père, ne put mener une politique autonome et dut se résoudre après 1302 à réagir aux crises domestiques et extérieures qui se multiplièrent sous son règne, le troisième plus long de l'histoire byzantine.
Monté sur le trône encore jeune et marié deux fois, il dut faire face aux tentatives de sa deuxième épouse de réclamer la succession pour ses propres fils. Afin de mettre fin à ces prétentions, il associa au trône son fils aîné né du premier mariage. Il fut couronné sous le nom de Michel IX Paléologue (1277-1320) mais mourut avant d'avoir pu régner seul. Face à l'opposition qu'avaient provoquée plusieurs politiques de son père, il tenta au début de son règne de prendre le contre-pied de celles-ci. Un de ses premiers gestes fut de répudier l'Union des deux Églises et de reporter à la tête de l'Église les clercs qui y étaient opposés. Non seulement cette mesure devait aliéner encore plus la papauté, mais elle ne résolvait pas le schisme interne de l'Église orthodoxe où le parti des arsénites continuait à réclamer, malgré la mort du patriarche Arsène, la condamnation de l'ex-patriarche Joseph. Ce désordre dans l'Église ne faisait qu'accroître le désordre social causé par les difficultés économiques.
Il tenta également de restaurer les finances publiques, mais les mesures qu'il prit, visant à réduire le déficit, telles les taxes spéciales destinées à financer les campagnes militaires, la diminution des salaires des hauts fonctionnaires de l'État, de nouvelles dévaluations de l'hyperpyron et les hausses des prix qui s'ensuivirent s'avérèrent des économies à courte vue. Le démantèlement de la force navale en 1285 devait avoir des répercussions plus graves encore puisque l'empereur fut réduit pour assurer la défense à se fier à la flotte génoise et à engager des corsaires qui préféraient poursuivre leurs propres intérêts que d'assurer la défense de l'empire. L'armée connut les mêmes réductions d'effectifs au moment même où la pression turque devenait de plus en plus intense sur les derniers territoires asiatiques encore possédés par Byzance. Après l'échec de plusieurs campagnes, Andronic dut se résoudre à faire appel à des mercenaires dont la Compagnie catalane en 1304. Après plusieurs succès, les Catalans se brouillèrent avec Andronic et s'installèrent à Gallipoli d'où ils pillèrent la Thrace avant de prendre le contrôle du duché d'Athènes. Cet épisode désastreux ruina profondément les faibles ressources de l'empire sans entraver la progression turque.
Le règne d'Andronic II fut aussi celui qui relança le rayonnement de Byzance dans le domaine des lettres et des sciences (voir infra). Grâce à de brillants intellectuels comme Théodore Métochitès et Nicéphore Choumnos, une nouvelle académie fut créée, qui préfigure celles de la Renaissance italienne. Par ailleurs, une des caractéristiques de la politique étrangère de Byzance, particulièrement évidente durant cette période, est qu'elle fut toujours obligée de se défendre sur deux fronts à la fois, l'un prenant immanquablement le pas sur l'autre. Dans le cas d'Andronic II, le premier front fut celui des Balkans où le roi serbe Étienne Uroṧ II Milutin (1282-1321) ne cessait de pénétrer plus avant en territoire byzantin. Incapable de résister à ces attaques, Andronic négocia une alliance par laquelle il donna sa fille, Simonis, alors âgée de cinq ans en mariage à Milutin à qui il concéda de plus une partie des conquêtes que ce dernier avait déjà faites. Toutefois, cet échec politique contribua à répandre les mœurs et la culture byzantine dans le royaume serbe qui devait atteindre son apogée sous Étienne Uroṧ IV Duṧan (?-1355) lequel, imitant la titulature byzantine, se proclama « basileus et autocrator des Serbes et des Romains » en 1345.

L'Empire byzantin à la fin du règne d'Andronic II.

La guerre des Balkans empêcha Andronic de se préoccuper du territoire anatolien avant les années 1290. Même si le sultanat seldjoukide était en voie d'effritement, les émirs faisaient des razzias sur de nombreuses villes que les expéditions envoyées par Andronic ne réussissaient à freiner que de façon temporaire. Pour les contenir, l'empereur tenta de faire alliance avec les Mongols de Ghazan Khan, espérant que ceux-ci, maîtres de l'Anatolie centrale et orientale depuis leur victoire de Kösedagh (en 1243), freineraient les ardeurs des émirs frontaliers. Ce fut du reste au cours de cette période que commença à se distinguer un nouveau bey, Osman, qui fut l'ancêtre des Ottomans appelés à remplacer les Turcs seldjoukides et, ultimement, à s'emparer de Constantinople.
Les difficultés familiales qui avaient marqué le début du règne d'Andronic vinrent aussi en assombrir la fin. Le futur Andronic III, le fils de Michel IX, était un adolescent ambitieux dont le style de vie flamboyant et dissolu heurtait les convictions religieuses profondes d'Andronic II. Au cours d'un tragique incident, Manuel, le frère du prince fut tué par des mercenaires aux ordres du jeune Andronic, causant un tel chagrin à Michel IX qu'il en mourut. L'empereur décida de déshériter le prince héritier qui prit immédiatement les armes contre son grand-père. En 1321, il marcha sur Constantinople à la tête d'une armée. Son grand-père fut contraint de lui donner la Thrace en apanage. L'année suivante, le jeune prince revint à la charge et réussit cette fois à être couronné coempereur, à se voir confier une armée personnelle et à élire domicile à Didymotika. En 1327 et 1328, le conflit dégénéra en guerre ouverte entre celui qui était devenu Andronic III appuyé par les Bulgares et Andronic II appuyé par les Serbes. Andronic III réussit à s'emparer de Constantinople le 23 mai 1328 et à forcer son grand-père à se retirer dans un couvent où il devait mourir en 1332.

### Guerres civiles: les règnes d'Andronic III, Jean VI et Jean V (1321-1354)

#### Andronic III et les tentatives de redressement de l'empire

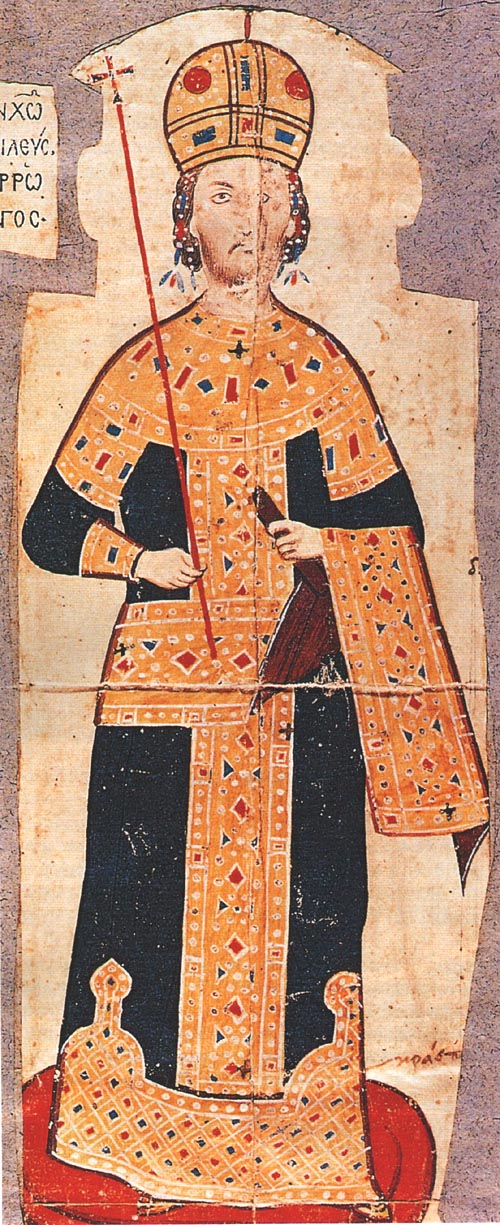
Malgré ses efforts, Andronic III ne put enrayer le profond déclin de l'Empire byzantin.

Commencée en 1321, la première guerre civile entre les deux Andronic dura sept ans. Au moment où Andronic III (1297-1341) s'emparait du trône, Byzance n'était plus qu'un petit État européen menacé par de puissants voisins au Nord (principalement la Serbie) et les beyliks qui se multipliaient au Sud dans le nord-ouest de l'Anatolie. Andronic III fut surtout un militaire qui laissa l'administration de l'empire à Jean Cantacuzène. Appartenant à une riche famille de l'aristocratie terrienne, possédant des terres en Macédoine, en Thrace et en Thessalie, Cantacuzène demeura toujours fidèle à Andronic qu'il servit comme grand domestique, c'est-à-dire chef des armées et, pendant quelque temps, comme grand logothète, c'est-à-dire premier ministre,.
Sur le plan intérieur, on doit à Andronic III une réforme importante du système judiciaire et la création d'une cour suprême composée de quatre juges, deux clercs et deux laïques, appelés « Juges généraux des Romains » et chargés de mettre un terme à la vénalité qui discréditait l'administration de la justice dans tout l'empire. En politique étrangère, il déploya une activité considérable en dépit d'une situation déplorable. S'il réussit à faire revenir brièvement la Thessalie et l'Épire dans le giron de l'empire, ces succès furent effacés par l'expansion serbe en Macédoine sous Étienne Uroṧ IV Duṧan, l'échec de l'invasion de la Thrace à la suite de la défaite de Rusokastro contre les Bulgares, et l'avance des Ottomans qui commençaient à s'installer en Bithynie (partie de l'Anatolie faisant face à Constantinople). Déjà en 1302, Osman s'était installé à Yenişehir (ou Melangeia) située entre Brousse et Nicée et contrôlait de ce fait la route entre Constantinople et la Bithynie. En 1326, le fils d'Osman, Orkhan, s'empara de Brousse qui devint la nouvelle capitale de l'émirat ottoman. Et lorsque Nicomédie tomba en 1337, toute la Bithynie fut occupée,.
Andronic III mourut à l'âge de 45 ans, laissant le trône à Jean V Paléologue (1332-1391), né d'un second mariage avec Anne de Savoie. Jean Cantacuzène qui dirigeait la politique intérieure de l'empire depuis de nombreuses années s'attendait à être nommé régent. Toutefois, le patriarche Jean Kalékas convainquit l'impératrice-mère que lui-même ayant déjà été nommé régent à deux reprises durant l'absence d'Andronic III, cette charge devait lui revenir. La mort d'Andronic III ayant réveillé les désirs d'expansion des Serbes, des Bulgares et des Turcs, Cantacuzène, en sa qualité de grand domestique, dut partir pour la Thrace. En son absence, le mégaduc (chef de la flotte) Alexis Apokaukos fit circuler la rumeur que Cantacuzène tentait d'usurper les droits de Jean V, à la suite de quoi le patriarche se proclama régent, les partisans des Cantacuzènes furent pourchassés et l'impératrice-mère démit Jean Cantacuzène de son commandement.

#### Deuxième guerre civile

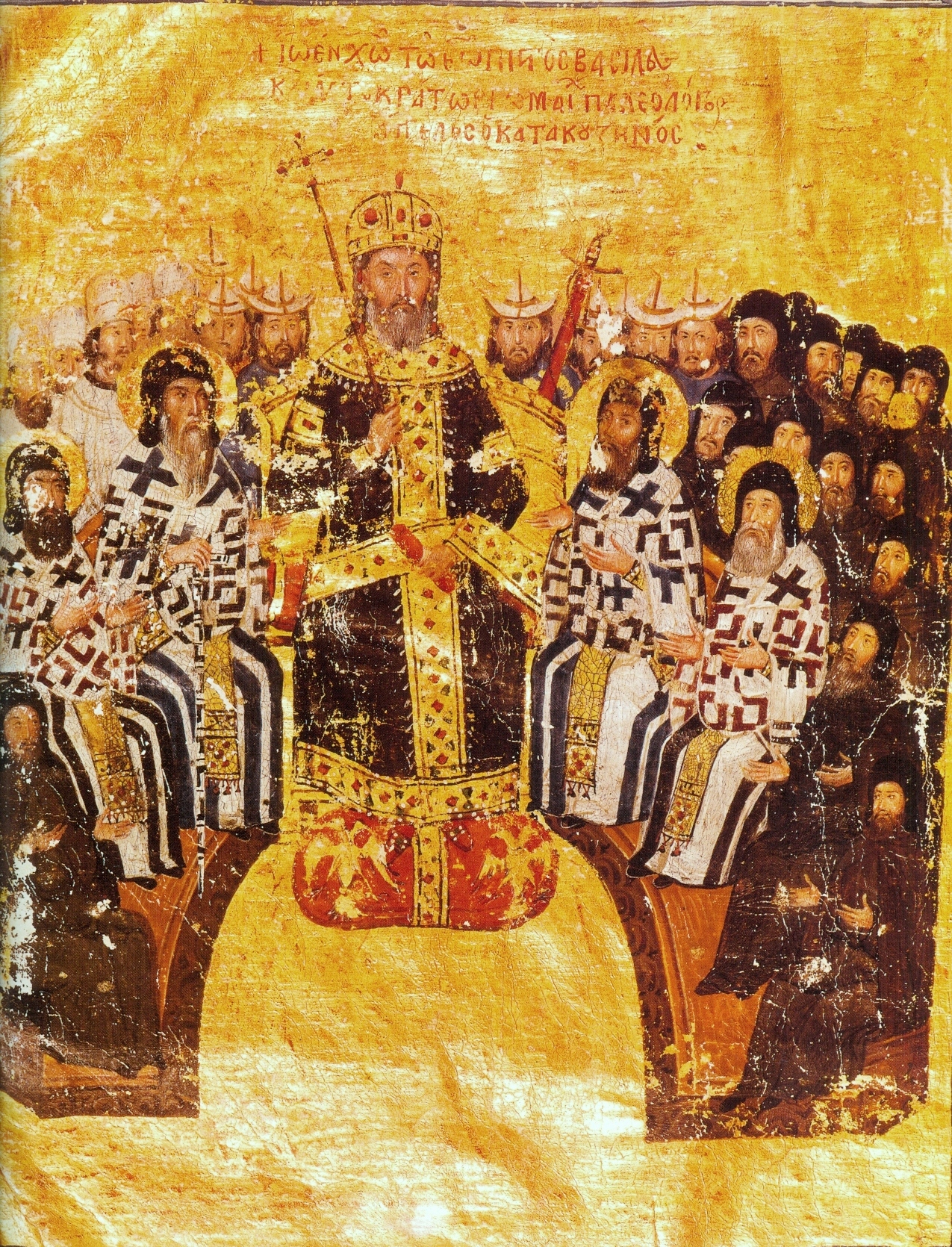
Engagé dans la deuxième guerre civile de l'ère Paléologue, Jean VI décrit celle-ci comme la pire des guerres civiles dont les Romains eussent fait l'expérience, un conflit qui détruisit pratiquement tout, condamnant le grand empire romain à n'être plus que l'ombre de lui-même. En effet, les voisins de l'empire profitent de cette guerre pour s'étendre à ses dépens. Traités théologiques de Jean VI Cantacuzène, BNF Gr.1242.

Établi à Didymotique, Cantacuzène fut proclamé empereur par ses partisans le 26 octobre 1341 pendant qu'à Constantinople, le patriarche couronnait Jean V le 19 novembre 1341. La deuxième guerre civile commençait. Ce fut moins une guerre entre deux prétendants (Jean Cantacuzène demeura loyal à Jean Paléologue, prit le nom de Jean VI comme coempereur pour confirmer la prééminence du premier et fit passer le nom de celui-ci avant le sien) qu'une guerre entre un parti populaire composé de petits artisans, marchands et paysans auquel se joignirent quelques ambitieux comme Alexis Apokaukos et celui de la grande noblesse terrienne que représentait Jean Cantacuzène. S'y ajoutait l'antagonisme entre les provinces grecques de l'empire conquises et reconquises comme l'Épire et la Thessalie et les vieilles provinces impériales qui avaient toujours été dirigées par Constantinople comme la Macédoine et la Thrace.
La première partie de cette guerre (hiver 1341 à fin 1344) ne fut qu'une longue suite d'échecs pour Cantacuzène. Le vent commença à tourner vers la fin de 1344 lorsque Cantacuzène qui s'était allié aux Turcs d'Umur Bey réussit à repousser le Serbe Étienne Duṧan et le Bulgare Jean Alexandre qu'Anne de Savoie avait incités à envahir la Thrace. Progressivement et avec l'aide de l'Ottoman Orkhan, il se rapprocha de Constantinople dont ses partisans lui ouvrirent les portes le 3 février 1347.
Les huit années que durèrent son règne allaient se révéler difficiles tant sur le plan intérieur qu'à l'étranger. À l'intérieur, partisans des Paléologues et des Cantacuzènes ne désarmaient pas en dépit de l'amnistie générale proclamée par Jean VI, du serment de fidélité que tous devaient prêter aux deux empereurs et du fait que Jean VI avait uni les deux maisons en mariant sa fille, Hélène, à Jean V. Les coffres de l'État étaient vides et on ne put célébrer dignement les fêtes du couronnement de Jean VI et de l'impératrice Irène le 12 mai 1347. La misère matérielle du peuple fut aggravée par une épidémie de peste bubonique qui frappa les villes côtières en 1348. En 1354, un tremblement de terre d'une intensité exceptionnelle frappa toute la côte de la Thrace et des localités entières furent anéanties. La querelle entre partisans et adversaires de l'hésychasme (voir dernier chapitre) continuait de semer la zizanie au sein de l'Église. La sécurité des provinces était compromise par les ravages de bandes turques et, jusqu'en 1350, Thessalonique aux mains du parti des Zélotes se refusa à reconnaître l'autorité de l'empereur.
La création d'une nouvelle marine impériale par Jean Cantacuzène fit craindre aux Génois installés à Galata la perte du monopole qui leur permettait d'interdire l'accès de la mer Noire aux Vénitiens. En aout 1348, les Génois coulèrent tous les navires grecs en vue, incendièrent les banlieues de Constantinople et empêchèrent l'approvisionnement de la ville. Constantinople fut rapidement réduite à la famine. Seule l'intervention en mars 1349 du sénat de Gênes qui s'apprêtait à déclarer la guerre à Venise et ne voulait pas s'aliéner l'empereur permit de rétablir la situation.
À la même époque Jean V, devenu majeur et ambitionnant de mettre fin à la tutelle de son protecteur, relança avec l'aide des Serbes et des Bulgares la guerre civile contre Jean VI et ses alliés ottomans. La rupture définitive se produisit lorsque Jean Cantacuzène consentit à laisser nommer coempereur son fils Mathieu, justifiant ainsi les craintes de ceux qui l'accusaient de vouloir fonder sa propre dynastie.
La fortune tourna lorsque le tremblement de terre de 1354 fit s'écrouler les murailles de Gallipoli dont s'empara Soliman, le fils aîné d'Orkhan. Son refus de rendre la ville mit un terme à l'alliance entre Jean VI et les Ottomans. Celui-ci ne put empêcher le retour de Jean V à Constantinople. Après un éphémère partage du pouvoir, Jean VI finit par abdiquer pour se retirer d'abord dans un monastère, puis auprès de son fils Manuel Cantacuzène, despote de Mistra, où il mourut en 1383.

### Byzance, vassale des Ottomans: de Jean V à Constantin XI (1354-1453)

En 1355 l'Empire byzantin se réduit à la Thrace, la Chalcidique, Mistra, quelques îles Égéennes, le sud de la Crimée et Philadelphie en Asie Mineure.

La chute de Gallipoli en 1354 marqua le début de la conquête finale de l'empire byzantin par les Ottomans. Située sur la rive européenne de la mer de Marmara, elle constituait le point de passage le plus aisé de l'Asie mineure vers la Thrace que les Ottomans envahissaient de plus en plus régulièrement.

#### Inéluctable décadence de l'empire (1354-1385)
Jean V, maintenant seul empereur, se rendit rapidement compte du danger et se décida à faire le voyage vers Budapest en 1366, puis vers Rome en 1369. Comme son prédécesseur Michel VIII, le prix de l'aide pontificale devait être l'abjuration de la foi orthodoxe et la soumission totale au pape, ce qu'il fit le 17 octobre 1369. En dépit de ce geste humiliant, aucune aide ne se matérialisa. Peu avant son retour, en septembre 1371, les Serbes tentèrent eux aussi de se libérer des Turcs mais leurs forces furent écrasées près du fleuve Maritsa. Jean V en tira la conclusion qu'il n'avait dorénavant d'autre choix que de passer un traité avec le nouveau sultan, Mourad Ier, à qui il dut acquitter un tribut régulier (le kharadj) et fournir des troupes. De fait, dès le printemps 1373, Jean V accompagna le sultan en Asie mineure conformément à sa promesse.

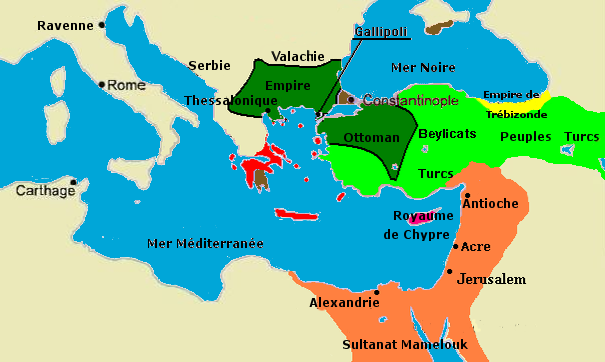
Carte du Moyen-Orient vers 1389. L'Empire byzantin (en marron) se réduit à quelques territoires autour de Constantinople. À la suite de l'occupation de Gallipoli, les Ottomans (vert foncé) ont rapidement étendu leur suprématie sur la péninsule balkanique en soumettant la Serbie, ce qui leur donne un grand avantage sur les autres émirats turcs rivaux en Anatolie (en vert clair). Les États latins de la région sont illustrés en rouge.

Débuta alors une série d'imbroglios dynastiques entre Jean V, son fils et son petit-fils dont profitèrent les Ottomans qui aidèrent tantôt l'un, tantôt l'autre. En 1370, Andronic, fils de Jean V, laissé responsable de Constantinople par son père lors de son voyage à Rome, refusa de lui venir en aide lorsqu'il fut retenu à Venise. À son retour, Jean V écartait Andronic de la succession au profit de son deuxième fils, Manuel. Andronic entreprit de se venger et s'allia au fils du sultan, Saoudj, qui rêvait également de prendre la place de son père. Le complot fut découvert et Mourad fit aveugler son fils, exigeant que le même sort fût réservé par Jean V à son propre fils, Andronic, et à son petit-fils, Jean. Mais Andronic ne perdit qu'un œil et son fils ne fut qu'à demi aveuglé. Les deux princes furent ensuite envoyés en prison à Lemnos où ils demeurèrent jusqu'en 1376, année où les Génois et les Ottomans les aidèrent à s'évader. Andronic revint à Constantinople dont il s'empara, emprisonnant son père, faisant arrêter tous les Vénitiens et rendant Gallipoli aux Ottomans. Le règne d'Andronic IV (1358-1385) dura près de trois ans au terme desquels les Vénitiens aidèrent cette fois Jean V et Manuel à sortir de prison et à reprendre Constantinople. Andronic échappa à la prison grâce aux Génois et demeura à Galata jusqu'en 1381 lorsque lui et son fils se réconcilièrent avec Jean V, qui les rétablit comme ses successeurs,.
Cette bataille dynastique laissait le champ libre à Mourad pour poursuivre la conquête des Balkans. Il s'était déjà emparé d'une partie de l'Albanie lorsque le prince Lazar Hrebeljanović, qui avait occupé le nord de la Serbie à la mort du roi Étienne Uroṧ V, réunit une coalition formée d'Albanais, de Bosniaques, de Bulgares et de Valaques. En 1389, ses forces rencontrèrent celles de Mourad lors de la bataille de Kosovo Polje. Lazare et Mourad y perdirent la vie mais les forces ottomanes remportèrent la victoire, anéantissant de fait toute nouvelle tentative d'indépendance dans les Balkans. Maître de la Roumélie (territoires turcs d'Europe) et de l'Anatolie occidentale, le fils de Mourad, Bajazet, qui avait succédé à son père sur le champ de bataille, demanda au calife abbasside du Caire l'investiture en tant que sultan de Rûm : les Ottomans reprenaient à leur compte l'idée de faire « revivre sous le sceptre musulman l'Empire romain universel ».

#### Entre agonie et sursaut d'espoir (1385-1420)

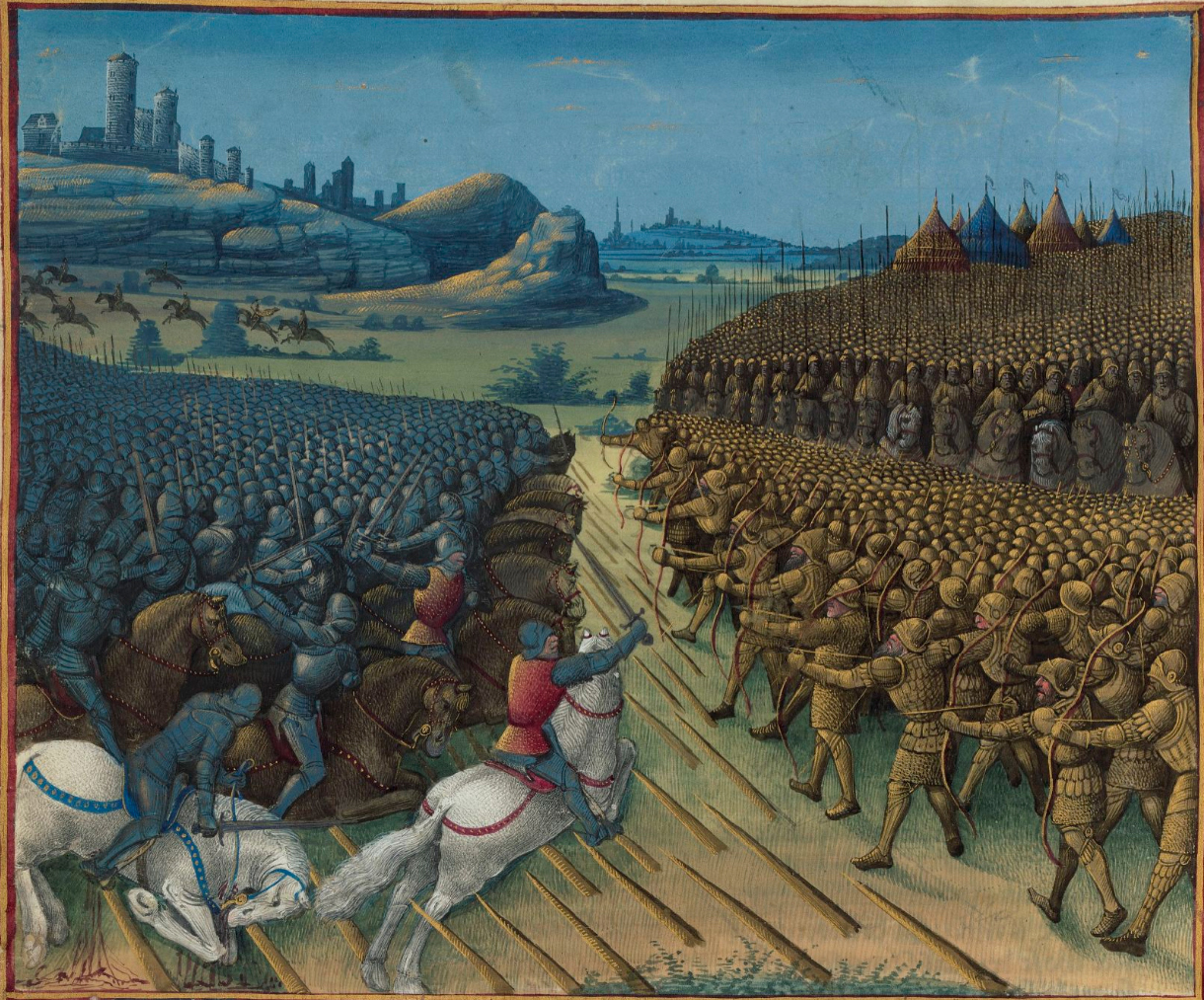
La défaite de Nicopolis en 1396 symbolisa l'incapacité chrétienne à sauver Constantinople. Miniature de Jean Colombe tirée des Passages d'outremer, vers 1474.

Andronic IV mourut en 1385 et fut remplacé par son fils, Jean VII Paléologue (1370-1408) alors âgé de 15 ans. Ce ne fut pas avant avril 1390 qu'il put revenir à Constantinople avec l'aide de forces turques où il ne régna que quelques mois pendant que son grand-père demeurait bloqué dans une forteresse près de la Porte d'Or en compagnie de son fils, Manuel. Ce dernier réussit toutefois à s'enfuir et à réunir une flotte avec laquelle il vint délivrer son père. Jean VII fut expulsé le 17 septembre 1390 et Jean V revint au pouvoir quelques mois avant de mourir, en février 1391. Manuel II (1350-1425) qui servait dans l'armée ottomane revint à Constantinople mais, vassal de Bajazet, il dut accompagner celui-ci dans sa campagne d'Anatolie la même année. Bajazet exigea également l'installation à Constantinople d'un quartier réservé aux marchands turcs et l'établissement d'un cadi, représentant du sultan qui arbitrait les différends impliquant les habitants musulmans de Constantinople. De plus, les pouvoirs de l'empereur étaient limités à l'intérieur des murs de la ville.
L'amitié qui unissait Manuel II et Bajazet devait prendre fin lorsque ce dernier apprit que Manuel négociait avec Jean VII une modification à l'ordre successoral. Furieux, il ordonna l'exécution de Manuel durant une assemblée de ses vassaux en 1393 mais se ravisa. Manuel rompit alors les liens avec les Ottomans au début de 1394. Ces derniers vinrent assiéger Constantinople. Ce siège qui fut levé à différentes occasions, devait se poursuivre pendant huit ans. Après une croisade sans succès entreprise par Sigismond de Luxembourg qui se termina par la défaite de Nicopolis, Charles VI envoya un petit corps expéditionnaire sous le commandement du maréchal Boucicaut. Celui-ci parvint à convaincre Manuel d'aller demander de l'aide en Europe. Réconcilié entretemps avec Jean VII, Manuel partit pour l'Occident en décembre 1399. Son voyage devait durer trois ans et le conduire en France, en Angleterre, à Gênes et à Venise. À chaque endroit, il fut comblé d'honneurs et de promesses, mais il revint les mains vides à Constantinople en juin 1403. Heureusement pour lui, un ennemi de taille s'était dressé devant Bajazet en la personne de Tamerlan, khan des Turco-Mongols. La bataille d'Ankara, le 20 juillet 1402, devait mettre en déroute l'armée de Bajazet. Constantinople disposa d'un sursis d'un demi-siècle.

L'Empire byzantin en 1403 après la défaite ottomane à Ankara.

L'Empire byzantin en 1450 : alors que les Ottomans ont conquis la majeure partie des Balkans et établi leur capitale à Andrinople, l'Empire (rouge) se réduit aux alentours de Constantinople, à quelques ports de Thrace, à la Chalcidique et à quelques îles Égéennes, alors que Mistra et le sud de la Crimée sont en autonomie.

Manuel s'empressa de supprimer les privilèges accordés aux musulmans, y compris le tribunal du cadi et les mosquées, et de mettre fin à son association avec Jean VII. Après la mort de Bajazet, ses fils se divisèrent ce qui restait de son empire. C'est ainsi que Soliman s'installa en Europe et signa avec Manuel un traité qui non seulement restituait à Manuel diverses possessions byzantines, y compris Thessalonique, mais faisait pratiquement de Soliman un vassal de Constantinople ; les rôles étaient renversés. Cependant, la querelle s'installa entre les trois fils de Bajazet et finalement Mehmed élimina les deux autres. Il devint alors le seul maître d'un empire ottoman réunifié. Toutefois, jusqu'à sa mort en 1421 il entretint des relations cordiales avec Constantinople.

#### Jean VIII Paléologue et les derniers essais de résistance

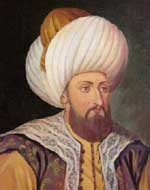
Mourad II tenta sans succès de s'emparer de Constantinople en 1422.

Épuisé, Manuel II décida de se retirer des affaires publiques et de passer progressivement les rênes du pouvoir à son fils Jean VIII Paléologue (1392-1448) qui devint seul empereur à sa mort en 1425. Chez les Ottomans, le pouvoir passa en 1421 de Mehmed Ier au jeune sultan Mourad II bien décidé à redonner à l'empire l'éclat qu'il avait eu sous son grand-père. En 1422, Jean VIII décida de soutenir un prétendant ottoman contre Mourad II. Par vengeance, le sultan assiégea Constantinople, sans résultat, avant de ravager le despotat de Morée. Un traité signé en 1424 entre lui et Manuel fit à nouveau de Byzance le vassal des Ottomans à qui elle dut payer un tribut de 300 000 aspres en plus de lui concéder les ports de la mer Noire, sauf Mesembria et Derkos.
Pendant les années qui suivirent, Mourad II sembla se désintéresser de Constantinople. Toutefois, il étendit graduellement son empire sur le continent, en plus d'humilier Venise. Conscient du danger que représentait cet encerclement, Jean VIII se tourna à nouveau vers la papauté dans l'espoir de voir se lever une nouvelle croisade. De longues négociations furent nécessaires pour aboutir au concile qui s'ouvrit à Ferrare le 8 janvier 1438. La peste s'étant déclarée dans la ville, le concile se transporta à Florence en janvier 1439, d'où son nom de « concile de Ferrare-Florence ». L'union fut proclamée le 6 juillet. On reconnaissait que la querelle du Filioque était due à des questions de sémantique et on acceptait l'autorité universelle du pape, sauf les droits et privilèges de l'Église d'Orient. L'empereur et son patriarche retournèrent à Constantinople en février 1440, convaincus que l'Église universelle était rétablie dans le respect des traditions de l'Église d'Orient et que Constantinople jouirait dorénavant de la protection de l'Occident. Ils se trompaient sur les deux fronts. D'une part, l'opposition était telle à Constantinople qu'il fût impossible de faire proclamer l'acte d'union à Sainte-Sophie. D'autre part, la croisade qui devait suivre l'acte d'union ne se matérialisa pas non plus, permettant à Mourad II de continuer ses guerres de conquête. Toutefois, à l'ouest et dans le nord des Balkans la résistance s'organisait sous l'impulsion du roi de Hongrie Ladislas III Jagellon et du despote serbe Georges Brankovic. Les victoires de Jean Hunyadi, voïvode de Transylvanie et régent de 1446 à 1453 pour le jeune roi Ladislas Ier, soulevèrent quelques espoirs mais le manque de coordination entre le roi de Hongrie et Venise empêcha tout progrès sérieux. Une dernière tentative fut faite en 1448 et réunissait Jean Hunyade et l'Albanais Skanderbeg. Ils se heurtèrent à l'armée de Mourad dans la plaine de Kosovo. La bataille dura trois jours et se solda par la victoire de Mourad qui ne put toutefois continuer vers la Hongrie en Europe centrale et vers l'Adriatique en Albanie. Il semble que cette défaite ait hâté la mort de Jean VIII le 31 octobre 1448. Son frère, Constantin XI Dragasès, despote de Morée (1405-1453) et vassal de l'Empire ottoman depuis 1447 lui succéda.

#### Règne de Constantin XI et chute de Constantinople
Une fois de plus, la succession faillit provoquer une nouvelle guerre civile, car les anti-unionistes auraient préféré à Constantin son frère cadet Démétrius. Pragmatiste, Constantin XI accepta l'union comme un fait accompli, espérant comme ses prédécesseurs qu'elle lui apporterait des secours de l'Occident. Devant les provocations des anti-unionistes, il demanda en 1451 au pape Nicolas V des renforts militaires en même temps qu'un légat pour proclamer l'acte d'union. Le pape répondit que le cardinal Isidore, ancien patriarche orthodoxe de Russie, serait son légat et que Venise enverrait des galères. Les anti-unionistes furent gravement offensés par le choix de ce patriarche condamné par le Grand Duc Basile II lors de son retour à Moscou « comme un loup féroce qui décime son troupeau innocent ». Ayant signé l'acte d'union, Isidore n'avait eu d'autre recours que de s'expatrier à Rome où le pape l'avait fait cardinal. L'union fut ainsi proclamée le 12 décembre 1452 à Sainte-Sophie, désertée par ses fidèles. Alors que plus que jamais l'unité aurait été nécessaire devant l'ennemi qui campait déjà devant Constantinople, les passions religieuses continuaient à diviser la population.

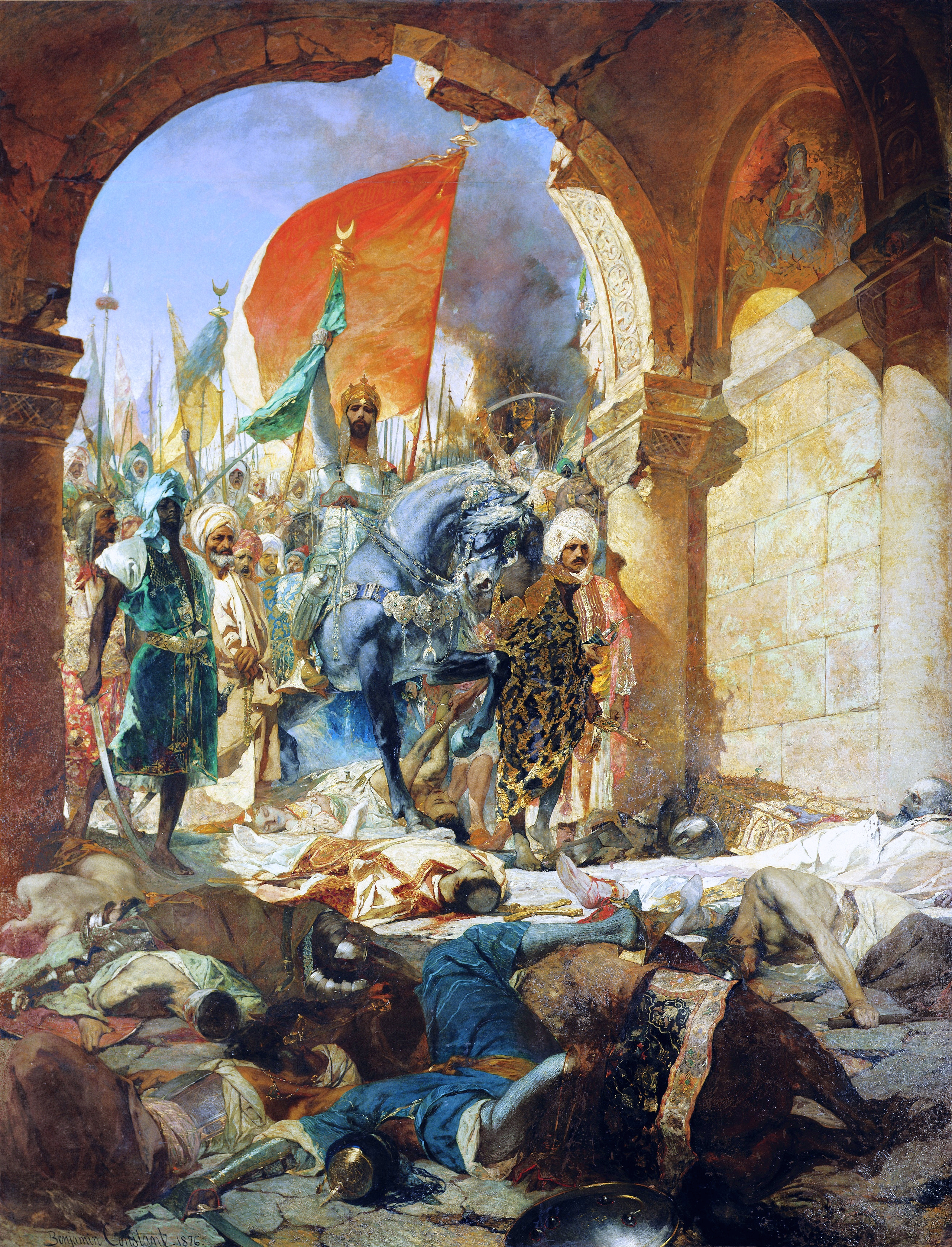
Tableau peint en 1876 par Benjamin-Constant et représentant Mehmet II pénétrant dans Constantinople, étape marquant ainsi la fin de l'Empire byzantin.

Pendant ce temps, Mourad II était mort le 2 février 1451, laissant le trône à un jeune homme qui n'avait qu'une idée : s'emparer de Constantinople. Prudent et méthodique, Mehmed II, dit « le Conquérant », commença par isoler diplomatiquement Constantinople en signant des traités avec les seuls susceptibles de lui venir en aide : Venise et Jean Hunyadi. Puis, après avoir fait deux diversions militaires, l'une en Morée, l'autre en Albanie pour empêcher tout envoi de troupes, il entreprit le trentième siège de la ville en construisant, de mars à août 1452, une forteresse sur la rive européenne, dite « de Rumeli Hisarı », pour empêcher l'approvisionnement civil et militaire de la ville.
Les ambassadeurs de Constantin parcouraient encore l'Europe mais ne recevaient que des encouragements moraux. Le 15 mai 1453, soit onze jours avant l'assaut final, Venise délibérait encore pour savoir si elle devait envoyer des troupes. Mehmet II ne laissa rien au hasard et les forces en présence étaient trop inégales pour que l'issue du combat soit incertaine. L'assaut final débuta dans la nuit du 28 au 29 mai. Au moment où le soleil se levait, les Turcs entraient par une brèche dans la ville. L'empereur qui défendait la porte Saint-Romain s'élança suivi de deux ou trois fidèles et son corps ne fut jamais retrouvé. Le dernier empereur d'Orient disparaît en même temps que son empire.
Les derniers États byzantins, l'empire de Trébizonde et la principauté de Théodoros, disparaissent respectivement en 1461 et 1475, tandis que les restes de l'aristocratie byzantine, regroupés au Phanar à Constantinople et surnommés pour cela « phanariotes », essaiment de là vers l'Italie et vers ce que l'on nomme en Occident les « États grecs ».

## Empire byzantin et Renaissance

### Renaissance intellectuelle et culturelle
Paradoxalement, ce fut alors que son territoire diminuait pour ne plus comprendre que la ville de Constantinople, ses abords immédiats et quelques îles grecques, que le rayonnement intellectuel de Byzance atteignit son apogée. La période de 1261 à 1453 (année de la chute de la ville), si désolante sur le plan politique, s’avéra si féconde sur le plan intellectuel que d'aucuns y virent les signes précurseurs de la Renaissance italienne. La quatrième croisade, en attisant le mépris des Latins pour les Grecs et la rancœur de ceux-ci contre l'« Occident schismatique et barbare », provoqua chez les intellectuels byzantins une prise de conscience de leur héritage culturel. On redécouvrit les auteurs grecs et on prit conscience à la fois du caractère spécifiquement grec ou hellène de la civilisation byzantine, et du fait que la culture de Rome était elle-même fondée sur l'héritage de la Grèce antique. Être Byzantin, Romain ou civilisé équivalait ainsi à être hellène. Gémiste Pléthon devint le chef de file de ce mouvement de renaissance de la conscience grecque au sein du monde byzantin
L'utilisation même du mot de « renaissance », qui s'auréola d'un prestige nouveau, est symptomatique puisque dans les premiers siècles, « hellène » signifiait essentiellement être païen et revêtait de fait une connotation péjorative. Par ailleurs, l'opposition grandissante entre les Églises d'Orient et d'Occident depuis le neuvième siècle (début de la querelle du Filioque), puis les remous provoqués par les tentatives d'union des derniers empereurs, tentatives violemment repoussées par leur peuple, ne faisaient qu'ancrer dans la population l'impression que c'était Rome qui avait abandonné la véritable foi orthodoxe et que les tentatives de la papauté pour contrôler l'Église universelle étaient en opposition flagrante avec les Pères de l'Église pour qui l'évolution du dogme devait se faire en parvenant à un consensus entre les différentes communautés chrétiennes. L'Église elle-même devait être régie non par un seul homme mais par les cinq patriarches dont le siège avait été fondé par un apôtre et où l'Occident ne disposait finalement que d'une seule voix, celle de Rome (les autres étant Constantinople, Jérusalem, Antioche et Alexandrie). Orthodoxie et nationalisme culturel ne faisaient plus qu'un. C'est ainsi, selon les mots de Donald MacGillivray Nicol, « que l'empire gagna en ferveur religieuse ce qu'il avait perdu en puissance politique ».

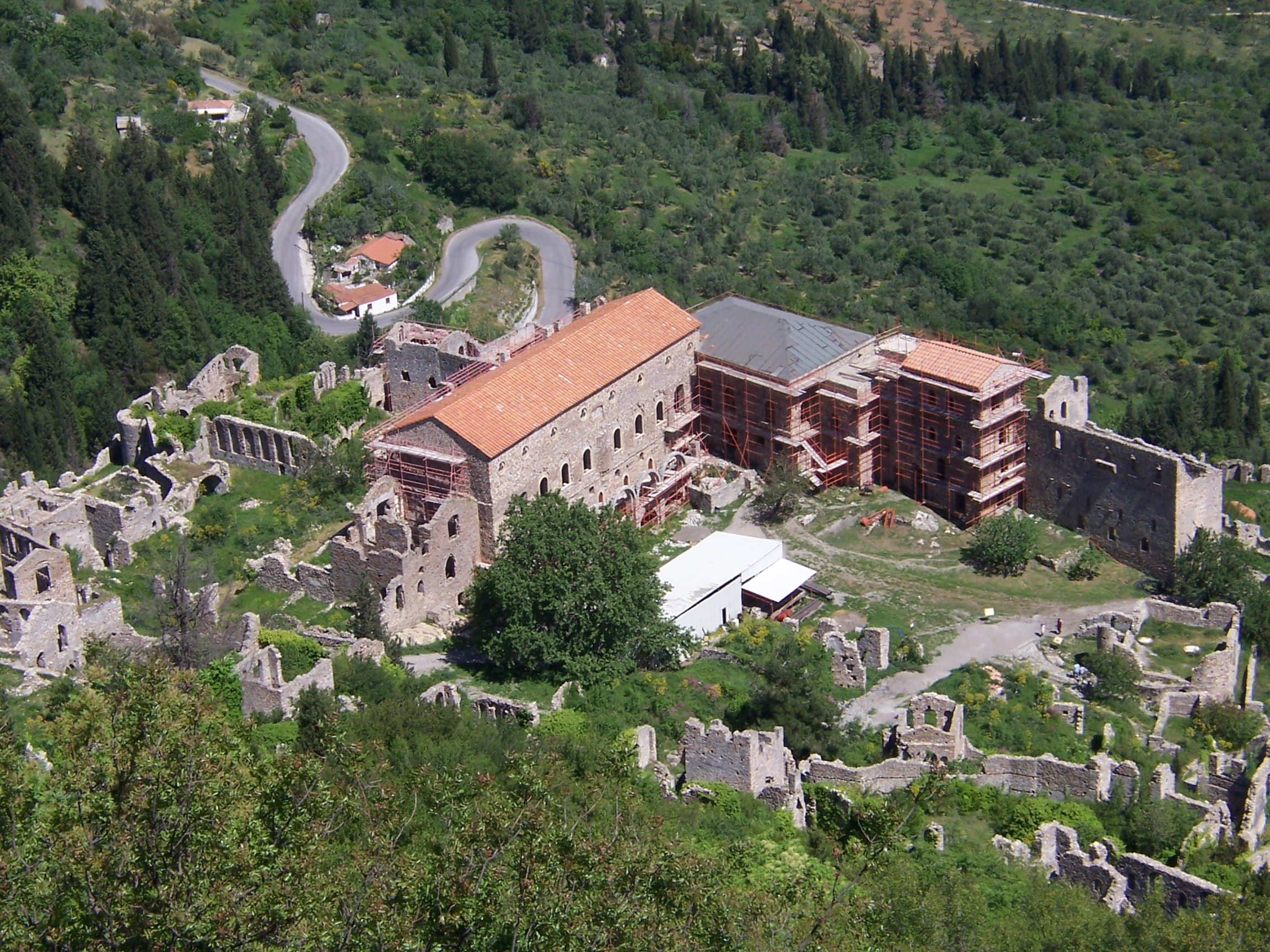
Photographie du palais de Mistra. Cette ville située dans le Péloponnèse est l'un des plus grands centres du renouveau hellénique du fait de l'influence de Gémiste Pléthon.

Les deux siècles de ce que l'on peut appeler la « renaissance paléologienne » ont produit plus d'une centaine de grands intellectuels qui furent actifs non seulement à Constantinople, mais aussi à Nicée, Thessalonique, Trébizonde et Mistra. Tout en redécouvrant les anciens, ils profitèrent énormément des contacts avec les Arabes et les Perses. Ce renouveau culturel se caractérise par son caractère « pratique », encore qu'il ne faille pas nécessairement donner à ce mot le sens littéral qu'il a aujourd'hui. Ainsi, dans le domaine des arts, il n'y eut presque aucun peintre ou sculpteur, mais un nombre considérable d'architectes. La production littéraire ne s'intéressait guère au roman ou au théâtre, mais plutôt à la philologie (retour au grec antique) et à la rhétorique (art de l'éloquence). La théologie fut à l'honneur mais il faut se rappeler qu'elle avait un caractère pratique puisque l'œcoumène n'était que l'incarnation sur terre de l'ordre divin universel où l'empereur était le lieutenant de Dieu sur terre. On note également un nouvel intérêt pour les mathématiques lesquelles, profitant des contacts avec les pays arabes, permirent l'adoption des chiffres dits arabes avec le zéro et l'introduction du point décimal. Ce sera aussi le cas de l'astronomie où, progressivement, les tables perses remplacèrent celles de Ptolémée. La médecine profita des recherches menées par les Arabes et les Perses. Le Materia Medica du médecin Nicolas Myrepsos à la cour de Nicée servit de manuel de référence pendant des siècles tant en Orient qu'en Occident.
Ces intellectuels jouirent non seulement du patronage de la cour impériale, notamment sous Andronic II, mais aussi des autres cours de l'empire comme celle de Thessalonique où les puissants, soucieux d'affirmer leur goût pour la culture, se targuaient d'encourager les arts et les lettres. Ce fut également le cas de l'Église où patriarches et archevêques métropolitains prirent de nombreux jeunes talents sous leur aile. Ce fut par exemple le cas de Nicéphore Grégoras (1290- ca 1360) qui, né en province, reçut d'abord l'appui de son oncle, le métropolitain d'Héraclée du Pont. Grâce à lui, il put aller étudier à Constantinople où il reçut l'appui et les encouragements tant de l'empereur Andronic II que du patriarche Jean XIII Glykys avant d'être adopté par le premier ministre Théodore Métochitès qui lui accorda une sinécure au monastère de Chora.

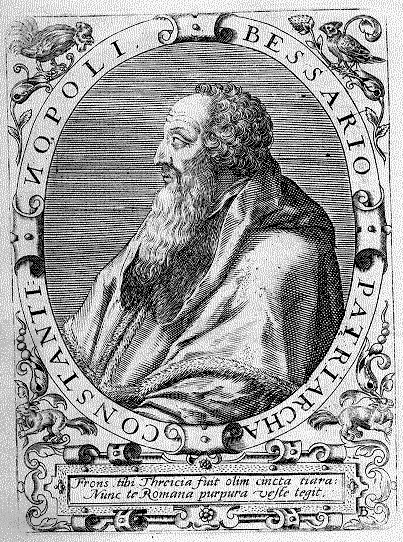
Jean Bessarion fut l'un des plus grands promoteurs de la culture grecque en Italie et contribua ainsi à la généralisation du mouvement de la Renaissance.

### Diffusion de la Renaissance
La « byzantinologie » a longtemps été une science d'épigraphistes, de paléographistes, d'architectes et d'hellénistes travaillant surtout sur des écrits et des monuments, ce qui a évidemment conditionné la recherche dans un sens quasi exclusivement dirigé vers l'histoire événementielle, religieuse, et de l'art. L'historiographie occidentale, à l'instar d'Edward Gibbon, a longtemps été influencée par le mishellénisme, considérant l'Empire comme un « despotisme décadent et orientalisé ». Cette interprétation perdure dans la conscience collective de l'Occident, bien qu'elle soit totalement battue en brèche par les historiens contemporains et par les recherches archéologiques, linguistiques, toponymiques, ethnologiques, économiques, paléoclimatologiques et paléogéographiques qui sont venues compléter les travaux existants. On ignore moins aujourd'hui le rôle considérable que l'Empire romain d'Orient (pour le désigner par son vrai nom) a joué dans l'économie et le brassage des populations et des idées de son époque, dans la transmission des valeurs culturelles et des savoirs de l'Antiquité ou encore, sur le plan militaire, en tant que « bouclier » de l'Europe, d'abord face aux Persans et aux peuples des steppes, ensuite face à l'expansion de l'Islam. C'est le pillage dévastateur de Constantinople par les Croisés en 1204 qui met définitivement fin à cette prospérité et rend caduque cette fonction protectrice.
Malgré ces travaux récents qui ont partiellement fait reculer l'ignorance et les préjugés hostiles, la « Nouvelle Rome », reste méconnue, car même si l'historiographie byzantine est alimentée par Procope de Césarée à la fin de l'Antiquité ou, au Moyen Âge, par Michel Psellos, Jean Skylitzès, Anne Comnène ou Nicétas Choniatès, elle reste largement lacunaire en raison des vicissitudes historiques qui se sont traduites par la perte de nombreuses sources. Pour des périodes comme celle allant du VIIe au Xe siècle, l'état des sources était trop parcellaire dès l'origine ; pour d'autres périodes, les sources ont pu être plus abondantes, mais la disparition d'un hellénisme plus que bimillénaire en Anatolie et à Constantinople après le Traité de Lausanne de 1923, s'est traduite par l'abandon au XXe siècle de nombreux fonds d'archives et d'objets, détruits ou bien passés dans le commerce d'antiquités sans avoir été étudiés. Il y a aussi des biais documentaires : le fait de ne disposer pour les IXe et Xe siècles que de sources « ecclésiastiques » ne doit pas conduire à penser que Byzance serait devenue un État théocratique : à l'encontre de la représentation d'un « césaropapisme byzantin », dans lequel l'empereur aurait exercé une autorité quasi absolue sur l'Église, la recherche actuelle apporte l'image d'un état où, même si la religion compte fortement comme partout ailleurs, les pouvoirs impérial et religieux sont relativement indépendants l'un de l'autre et peuvent même devenir antagonistes. On sait aujourd'hui, au moins parmi les historiens, que l'Empire romain d'Orient a transmis, en lui faisant traverser les âges obscurs qui ont suivi la chute de l'Empire d'Occident, l'héritage le plus universel de l'Empire romain, à savoir la codification du droit, grâce au Corpus juris civilis ou « code de Justinien ».
Les incessants voyages des empereurs et de leurs cours en Occident pour obtenir un appui militaire contre les Turcs constituèrent un autre véhicule pour le rayonnement de la culture byzantine à l'Ouest en même temps qu'une source de débat théologique entre clercs orientaux et occidentaux. Les échanges, tantôt amicaux, tantôt acerbes, entre Constantinople et les républiques maritimes de Venise, de Gênes et de Pise constituèrent un autre véhicule d'échanges culturels. Enfin, l'émigration qui se fit de Constantinople vers l'Italie après la première chute de Constantinople et qui continua alors que celle-ci était de plus en plus menacée par les Ottomans fut une autre source de diffusion culturelle alors qu'en Italie même des intellectuels comme Victorin de Feltre (1378-1446) ou Laurent Valla (1407-1457), qui devait exposer la fraude qu'était la donation de Constantin, commencèrent à s'intéresser aux anciens Grecs. Établis en Italie, les réfugiés byzantins tels Manuel Chrysoloras, Démétrios Kydones, François Philelphe, Giovanni Aurispa, Vassilios Bessarion, Jean Bessarion ou Jean Lascaris jouèrent un rôle particulièrement actif dans la transmission des écrits grecs, telle l’encyclopédie appelée Souda (du grec ancien Σοῦδα / Soũda) ou Suidas (du grec ancien Σουίδας / Souídas) constituée vers la fin du IXe siècle et imprimée par Démétrios Chalcondyle à Milan en 1499. Les bibliothèques vaticane et vénitienne (Biblioteca Marciana) recèlent encore de nombreux manuscrits astronomiques de cette époque, totalement inédits ou édités récemment, comme le Vaticanus Graecus 1059 ou le Marcianus Graecus 325 de Nicéphore Grégoras. Ce transfert culturel et scientifique joua un rôle important l’avènement de la Renaissance du XVe siècle au XVIIe siècle, mais fut occulté par le mishellénisme ambiant qui domina longtemps l’inconscient collectif occidental. Venise regorge de trésors pris à l'Empire et son architecture est d'inspiration byzantine.
Parti de Constantinople, ce renouveau culturel allait se répandre dans plusieurs autres directions. Chez les Slaves et les Valaques, Byzance a ainsi eu autant d'influence que Rome sur l'Europe occidentale. Les Byzantins ont en effet donné à ces peuples un alphabet cyrillique adapté à leurs langues, un modèle politique qui permet à certains d'entre eux (Rus' de Kiev) de rivaliser avec Byzance elle-même, et une forme du christianisme, conforme aux sept premiers conciles, qui est encore la leur aujourd'hui. Les Roumains, les Bulgares, les Serbes, les Ukrainiens, les Biélorusses, les Russes et les Géorgiens ont ainsi gardé la forme orthodoxe du christianisme, qui les rattache à Byzance ; à la chute de Constantinople (la « deuxième Rome ») Moscou s'auto-proclama « Troisième Rome ». Les familles phanariotes de Constantinople, qui reprennent les noms et les traditions des dynasties impériales byzantines (Cantacuzènes, Comnènes, Lascaris, Paléologues…) donnent des souverains aux principautés roumaines. La diffusion du christianisme orthodoxe se fit grâce au slavon, langue slave commune qui avait pris une forme écrite grâce aux moines Cyrille et Méthode et qui était devenue la troisième langue internationale de l'époque.
Deux facteurs principaux contribuèrent à ce rayonnement. D'abord, l'influence du Mont Athos, où moines des pays russes et balkaniques se croisaient et puisaient aux sources de la culture chrétienne hellénique. Contrairement à leurs collègues d'Occident, les moines orientaux voyageaient énormément d'un monastère à l'autre, leurs pérégrinations prenant le caractère d'un pèlerinage spirituel. Ensuite, l'hésychasme (quiétisme), qui demeura un mouvement pro-byzantin et pan-orthodoxe. Cette pratique visait à conduire l'Homme vers une perception intérieure directe de la divinité, sans l'appui de la raison qui génère interprétations et controverses. Mais elle fut si âprement contestée, par exemple entre Grégoire Palamas, moine au Mont Athos, et Barlaam, Grec de Calabre émigré à Thessalonique, qu'un concile y fut consacré en 1341, présidé par l'empereur lui-même.
Les Arabes et les Turcs ont aussi été fortement influencés sur les plans technique, intellectuel, architectural, musical et culinaire. Les Égyptiens chrétiens (Coptes), les Éthiopiens, les Arméniens, bien que monophysites, se rattachent également à la tradition byzantine, de même que les Arabes orthodoxes de Syrie, du Liban et de Palestine. 
L'hostilité de l'Occident d'une part, les nombreux contacts qu'occasionnèrent les guerres avec les Turcs dans un premier temps, plus spécifiquement avec les Ottomans dans un deuxième, contribuèrent aussi à des échanges fructueux entre Constantinople et le monde musulman, notamment dans les domaines des mathématiques et de l'astronomie. 
Les Byzantins, qui ont perpétué l'usage du grec et sauvegardé une grande partie des anciennes bibliothèques grecques, les ont volontiers transmis aux Arabes : ainsi, l'empereur Romain Ier Lécapène envoie bibliothèques et traducteurs en Espagne musulmane, à Hasdaï ibn Shaprut (Xe siècle), ministre du calife de Cordoue, Abd al-Rahman III. Ces contacts permirent même la découverte d'autres progrès de civilisations comme ce traité sur l'utilisation de l'astrolabe publié aux environs de 1309 à Constantinople à partir de la version latine d'un original arabe ou ce traité d'astronomie, Les Six Ailes, traduit en grec à partir d'un original hébreu.
En même temps qu'elle aura défendu l'Europe contre l'Orient au cours de nombreuses invasions, notamment en créant avec le monde slave ce que Dimitri Obolensky appela le « Commonwealth byzantin », Byzance permit aussi à l'Europe de découvrir la richesse intellectuelle du monde arabe et musulman. Elle joua ainsi un rôle de pont entre l'Orient et l'Occident, rôle qui ne fut jamais aussi important que lorsque l'empire byzantin fut près de sa fin (cet héritage byzantin est le plus souvent occulté dans l'historiographie occidentale moderne).
Une partie des Grecs au XIXe siècle du temps de la Grande Idée, comme Constantin Paparrigopoulos, s'enorgueillissent d'avoir continué la civilisation byzantine sur place, sous la férule ottomane, y compris dans Constantinople même où une université grecque a fonctionné jusqu'en 1924 (ce n'est qu'en 1936 que la poste turque cesse définitivement d'acheminer les lettres portant la mention « Constantinople »). Aujourd'hui, le dernier héritier de l'Empire dans son ancienne capitale est le patriarche de Constantinople.
Du point de vue de l'art et de l'architecture, l'héritage de Byzance peut être perçu en Grèce, en Turquie, dans les Balkans, en Italie (notamment à Ravenne et Venise), à Cordoue et dans l'art néo-roman du XIXe siècle qui décore des édifices comme la basilique du Sacré-Cœur de Montmartre ou la cathédrale Sainte-Marie-Majeure de Marseille.
Du point de vue militaire, on considère la guérilla comme un héritage en partie byzantin, en raison du traité que Nicéphore II Phocas laissa à ce sujet.